# そごう柏店
そごう柏店（そごうかしわてん）は、かつて千葉県柏市の柏駅前に存在したそごう・西武が運営する百貨店。当時全国初となる都市再開発法に基づく市街地再開発事業の核店舗として1973年（昭和48年）10月10日に地方百貨店最大規模で開店。柏高島屋・柏マルイとの競争により成長を続け、そごうグループが経営破綻した際も存続店舗となった。しかし、2000年代以降エリア競合の激化により売上高が著しく減少したため、2016年（平成28年）9月30日に閉店。43年間の歴史に幕を下ろした。
そごうグループの経営破綻以前は株式会社柏そごうが柏そごうとして運営していた。本項では前述した株式会社柏そごうに加え、同店が入居していた商業施設「スカイプラザ柏」（スカイプラザかしわ）とその建設のきっかけとなった都市再開発事業「柏駅東口市街地再開発事業」（かしわえきひがしぐちしがいちさいかいはつじぎょう）についても記述する。

## 歴史

### 背景
そごう出店直前（1970年前後）の首都圏では、都市化現象により急激に人口が増加しており、1985年（昭和60年）には柏市の人口は30万人、商圏人口は120万人に及ぶと推定されていた。その一方で、当時の柏駅東口周辺は、1955年（昭和30年）12月25日未明に発生した「柏の大火」の復興に伴い造成された鉄筋コンクリート造の防火建築帯「柏駅前通り商店街」を除き、1階が店舗、2階以上が住居といった商住混在の老朽化した木造建築物が密集しており、防災などの観点から問題があった。加えて、ほとんどの道路が幅員4m以下の車の交互通行が困難な道路であることや、もともと狭かった駅前広場が国鉄常磐線の複々線化計画によりさらに狭まることとなるなど、駅前周辺は歩行者と車両の通行が分離されていない大変危険な状況にあった。

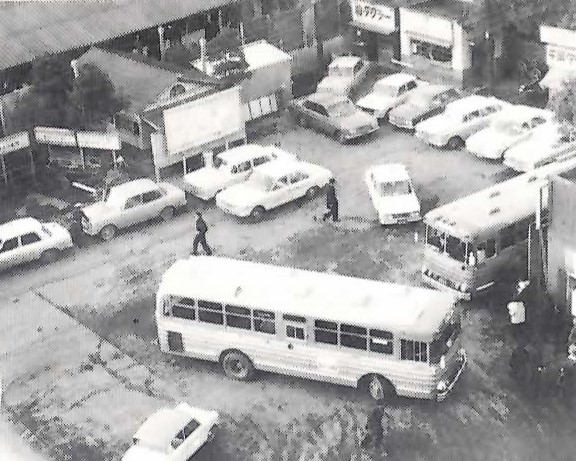
再開発前の柏駅東口
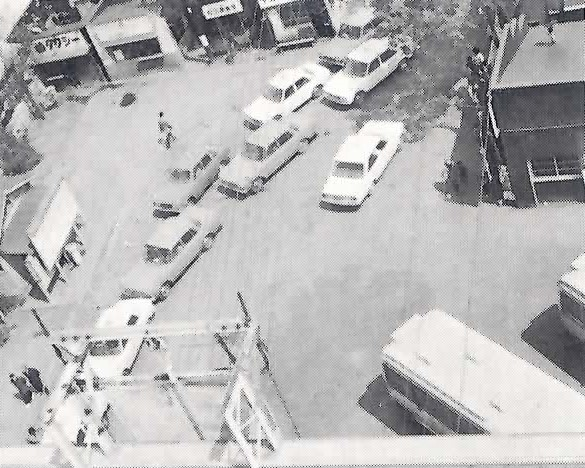
同左
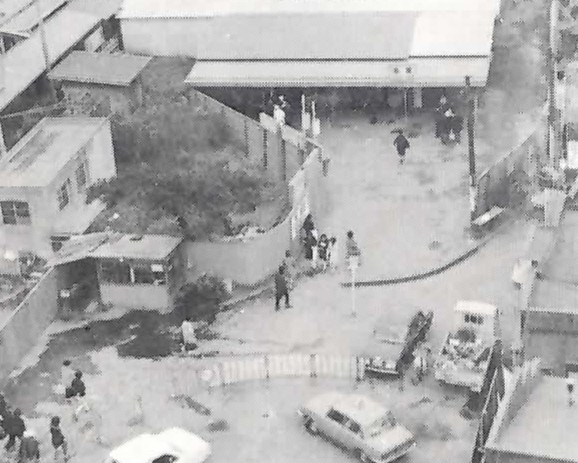
同左
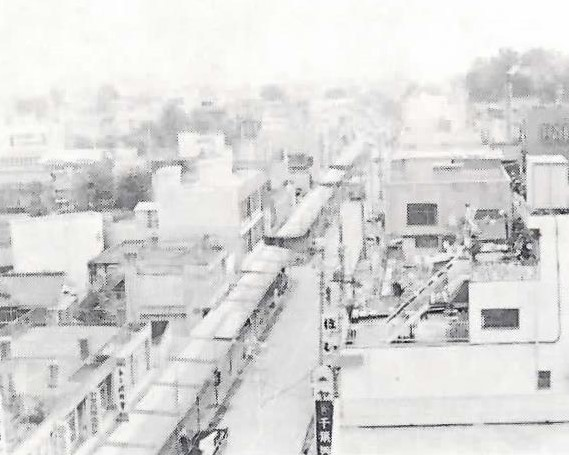
柏駅前通り商店街

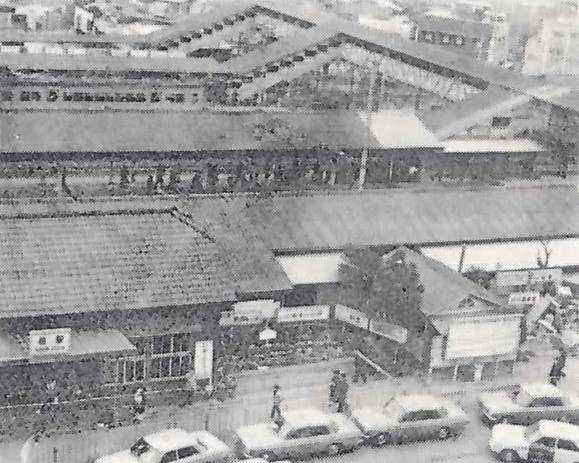
再開発前の柏駅舎

現柏市域（旧柏市および沼南町）は第二次世界大戦の終結まで軍郷であり、旧日本軍による複数の軍事施設と日立製作所や東京機器工業、日本光学工業の軍需工場があったため、柏駅は戦前から既に通勤利用者数が多い駅となっていたが、前述の問題が大きく取り上げられることはなかった。しかし、1957年（昭和32年）に光ヶ丘団地が完成するなど宅地開発が活発化し、交通利便性や地形の平坦さなどから柏市がベッドタウンとして注目されるようになると、たちまち前述の問題が議論されるようになった。
初代柏市長は都市整備への意欲を示し、用地買収によって少しでも多くの広場用地を確保しようと努力したが、すべて失敗に終わった。市は用地買収による解決に限界を感じ、1964年（昭和39年）4月に柏駅前通り商店街の有志や市の有識者を中心とした「民衆駅建設促進期成同盟」を発足して駅ビルの建設による解決を試みたが、1966年（昭和41年）9月に2代柏市長が急逝しただけでなく、1967年（昭和42年）6月に公表された国鉄常磐線の複々線化計画の中で柏駅を橋上駅化することが明らかになり方向転換を余儀なくされた結果、1968年（昭和43年）に計画は頓挫。前述した民衆駅建設促進期成同盟も解散した。
1966年（昭和41年）11月に都市改造を前面に押し出す3代柏市長が就任する頃には、丸井（1964年開業）をはじめとする中小のマーケットがさかんに進出するようになり、前述の問題に拍車をかけていた。そこで3代柏市長は1968年（昭和43年）7月頃から5,300 m2の駅前広場とくるみ幼稚園脇の14m道路を骨格とした新しい開発計画を立て、前述の問題を解決することとした。
|                | 開店       | 売場面積（m2） | 備考 |
| -------------- | ---------- | -------------- | --- |
| 三喜           | 1956年5月  | 1,750          | |
| 丸井           | 1964年4月  | 23,592         | 1973年9月、後述する再開発によりファミリかしわに移転。売場面積は移転後のもの (移転前 1,485 m2)。 専門店街部分を除くと 7,300 m2。2025年7月27日閉店。 |
| 緑屋           | 1964年10月 | 1,708          | そごう開店から4年後の1977年2月28日閉店。同年8月に三喜が跡地に出店した。                                                                            |
| 西友ストアー   | 1966年12月 | 3,135          | そごう開店から4年後の1977年1月16日閉店。現在の柏東店とは異なる。                                                                                   |
| 長崎屋         | 1967年3月  | 8,412          | 1973年5月に増床。売場面積は増床後のもの (増床前 1,320 m2)。2008年5月1日、ドン・キホーテに業態転換。                                                |
| 天神           | 1969年9月  | 3,300          | |
| 扇屋           | 1970年3月  | 6,557          | 1976年8月、ジャスコと合併し扇屋ジャスコとなるが、4年後の1980年3月閉店。 同年11月に新星堂カルチェ5柏店が跡地に出店した。                            |
| イトーヨーカ堂 | 1971年4月  | 7,098          | 後にそごうがセブン&アイ・ホールディングスの傘下に入り、同グループ店舗となる。 2024年10月27日閉店。                                                 |

1969年（昭和44年）3月に坪川信三建設大臣が現地を視察し、前述の開発計画はやむを得ないとして、1969年（昭和44年）5月20日に都市計画が決定した。最終的には5,300 m2の駅前広場はペデストリアンデッキ（ダブルデッキ）として、くるみ幼稚園脇の14m道路は柏駅小堤台線としてのちに完成を見ることとなる。

### 柏駅東口市街地再開発事業

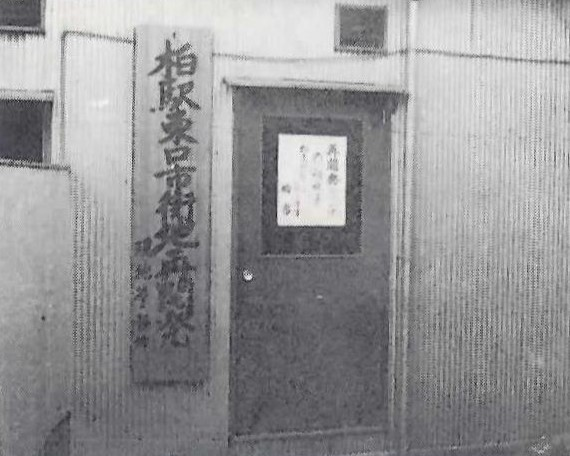
現地事務所

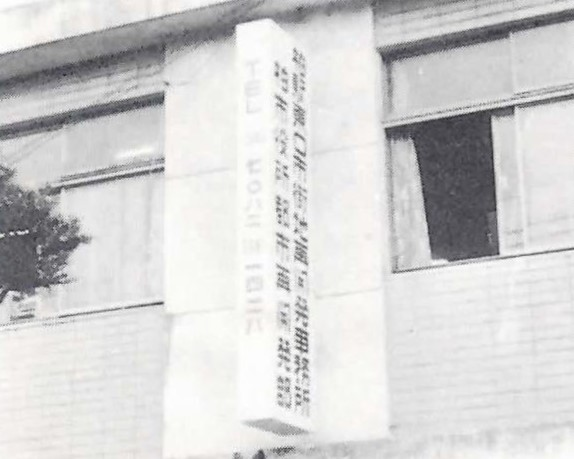
現地事務所の縦看板

前述の計画決定から10日後の1969年（昭和44年）5月30日、都市再開発法が成立する。市はこれまで私法による再開発を目指していたが、この時になって駅前広場を拡張するだけでなく、同法により周辺を整備したいと考えた。しかし市長は「まず16m道路を完成しなければ、駅前広場には手をつけない」と言明し、学校用地といった公共用地の先行取得を目的とする公社「柏市都市開発公社」（かしわしとしかいはつこうしゃ）を用いて道路用地の買収に専念した。
この道路用地の買収はわずか10か月で完了したため、市は1969年（昭和44年）10月頃から本格的に再開発に取り組むことを宣言し、1969年（昭和44年）7月から水面下で準備を行った。執行部である国の建設省再開発課への働きかけが同年12月まで連日行われる中で、1969年（昭和44年）12月6日には地権者によって新たに「柏駅前地区再開発推進協議会」(後のプラザ館敷地の地権者中心) と「駅東地区再開発推進協議会」(後のそごう本館敷地の地権者中心) が結成され、この両協議会の役員もこれに参加した。建設省側から「もう、うるさいから来ないでくれ」〔ママ〕と言われるほどの熱心な交渉の結果、川島正次郎自民党副総裁の斡旋もあり、1970年（昭和45年）1月24日に建設省から再開発事業採択の内報が出されたため、市は柏駅東口市街地再開発事業として本格的な事業実施に踏み切ったが、川島は完成を見ることなく1970年（昭和45年）11月9日に急逝している。

#### 出店要請
市の担当者と地権者は、前述の通り1970年（昭和45年）1月24日に建設省から再開発事業採択の内報が出されて見通しがつき各地へ視察に出かけていく中でアンカーストアの必要性を認識する。当時から柏市においてはアンカーストアとして百貨店3店、大型スーパー3店が名乗りを上げていて、そのうちの一つが水島廣雄率いるそごうであった。
2つの地元協議会のうち「駅東地区再開発推進協議会」についてはキーテナントの選定に消極的で、「そごうがいいんだか松坂屋がいいんだかわからない」〔ママ〕といった具合であり、アンカーストアの決定は専ら「柏駅前地区再開発推進協議会」主導で進められた。当時興味を示していた6社のうちそごうは特に熱心であり、後に株式会社そごうの取締役となる芦田光司（当時部長）一行が神社仏閣の如く「日参」する有様であった。後述するそごうフードの土地を1969年（昭和44年）夏に購入し進出の意志表示をして以降「日参」は1年近く続き、社長の水島もこれに加わり市長に直訴することもあったという。当初は「そごうといっても有楽町のそごうくらいしか知らない」「そごうよりも松坂屋」と考えていた地元関係者も、その熱心ぶりや「45,000 m2」という桁違いの出店構想が関心を引き次第にそごう側へ傾いていった。
そして1970年（昭和45年）3月6日から3月7日にわたって開かれた両協議会の総会において、そごうをアンカーストアとすることを決定し、同年3月10日に柏市長と両協議会長の連名でそごうに対して次のように出店を要請した。
| 「 | 株式会社そごう取締役社長水島廣雄殿 柏市長山澤諒太郎 柏駅前地区再開発推進協議会会長伊藤一郎 柏駅東地区再開発推進協議会会長寺嶋義一 初春の候、貴社益々ご隆盛の段お慶び申し上げます。 柏市の経済は急激なる成長を遂げ、特に柏駅前の発展盛況振りは目ざましいものがあります。 柏市は発展する市勢、急増する乗降客に対応するため、地元再開発推進協議会とともに柏駅前東口再開発に着手致すことになりました。 この再開発計画を成功させるためには、その核となる大型百貨店が必要でありますので、地元協議会を開催し、種々検討を重ねた結果、貴社が最適であるとの結論に達しましたのでその出店を要請するものであります。 柏市といたしましては、この区域に都市再開発法の諸手続にしたがいA、B２棟のビルを建設し両ビルを歩道橋及び地下道で連結し、一体化をはかる考えでありますので、両ビル一体とした百貨店経営を要請するものであります。 貴社におかれましては、地元権利者の意向を尊重し、この要請を受けられ、東京へ流出する莫大な消費購買力を柏市に吸引し地元の発展に又市民県民の消費文化生活の向上に寄与されることを念願致します。 | 」 |
| —柏市『事業史』（柏市立図書館デジタルアーカイブ（jigyoushi.pdf、40ページ目、クリエイティブ・コモンズ表示4.0国際ライセンス）より） | |    |

これに対して1970年（昭和45年）3月13日、水島は株式会社千葉そごう社長として次のようにこれを応諾した。
| 「 | 柏市市長山澤諒太郎様侍史 柏駅前地区再開発推進協議会会長伊藤一郎様侍史 柏駅東地区再開発推進協議会会長寺嶋義一様侍史 株式会社千葉そごう社長水島廣雄 拝復、早春の候、市長様、会長様には公務ご多端の折から益々御健勝にて、貴柏市の御発展に御尽瘁遊ばされ、洵に慶賀至極に存じ上げます。 さて、発展を続ける柏市の東口再開発事業の成否を担う核となるべき大型百貨店には、弊社が最適であるとの結論を出され、昭和45年3月10日付を以って出店のご要請をいただきました事は、誠に光栄であり、心から感激致しておる次第でございます。 つきましては、御好意に応え喜んで御要請をお請け致します。 ここに謹んで御回答申し上げます。 弊社は、貴柏市の将来性に着目し、予てより調査研究を致しておりましたが、それによりますと、市内及び周辺より巨大な金額が東京方面へ流出致しております。 従いまして、弊社といたしましては常磐線随一の大柏市にふさわしい大百貨店を創り上げ、市民県民の皆々様の消費文化生活の向上に役立つ店づくりをして、流出購買力を地元に吸引し、地元商店街及び既存の大型店とも相協力し、共存共栄の実をあげますとともに、豊かな地域社会の育成に努力し、弊社に寄せられましたご期待にお応えして、大柏市のご発展に些かなりとも寄与させていただきたいと念願致しております。 尚、本件は弊社と致しましては、莫大な資金を投じ社運を賭しての大事業であり、現地法人を設立して、全く柏市と運命を共にする覚悟でございます。従いまして、弊社の真意をご賢察下され今後、金融の斡旋その他に関し、市長様、会長様始め皆皆様の暖かいご支援ご指導を特にお願い申し上げます。 末筆ながら市長様、会長様には切角ご自愛の程御祈り申し上げます。 | 」 |
| —柏市『事業史』（柏市立図書館デジタルアーカイブ（jigyoushi.pdf、40ページ目、クリエイティブ・コモンズ表示4.0国際ライセンス）より） | |    |

これにより再開発事業は1970年（昭和45年）4月より正式に開始されることとなる。なお、文中に登場する現地法人は、1971年（昭和46年）6月1日に株式会社そごうの系列会社として株式会社千葉そごうによる出資のもと資本金1億3千万円で設立された株式会社柏そごうであった。
この地域子会社方式による出店は、千葉そごうを出店する際に地元の反対をかわすため、当時の千葉県知事で出店肯定派だった友納武人の提案をもとに地域密着型の経営を目指した結果であるが、出店が失敗した場合でも本体の株式会社そごうに影響を与えない資本関係として水島とその身内で責任を取る姿勢を示し、社内にも存在した反対派を押し切る目的もあった。また、当時の水島は雇われ経営者に過ぎず、株式を自分や親族、友人で持ち、自身の判断で自由に経営できる百貨店チェーンを目指していたとも言われる。
市がそごうに出店を要請してまもなく、そごうは本館東側付近に輸入食品を中心に販売する「そごうフード」を開業した。このそごうフードは開店準備と地元におけるイメージ作りを目的としたもので、後述する再開発ビルが完成するまでの仮設店舗であった。そごうフードは柏そごう開店直前の1973年（昭和48年）8月に閉店し、跡地は駐車場に転用された。

#### 出店計画

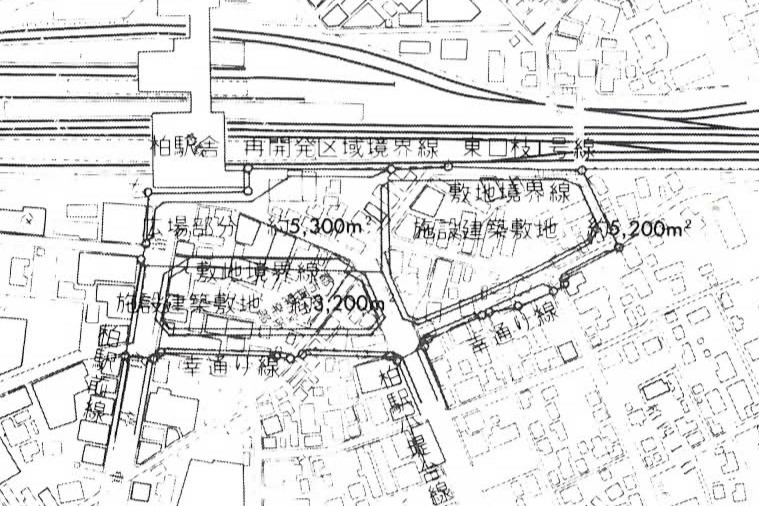
再開発事業の施行対象区域

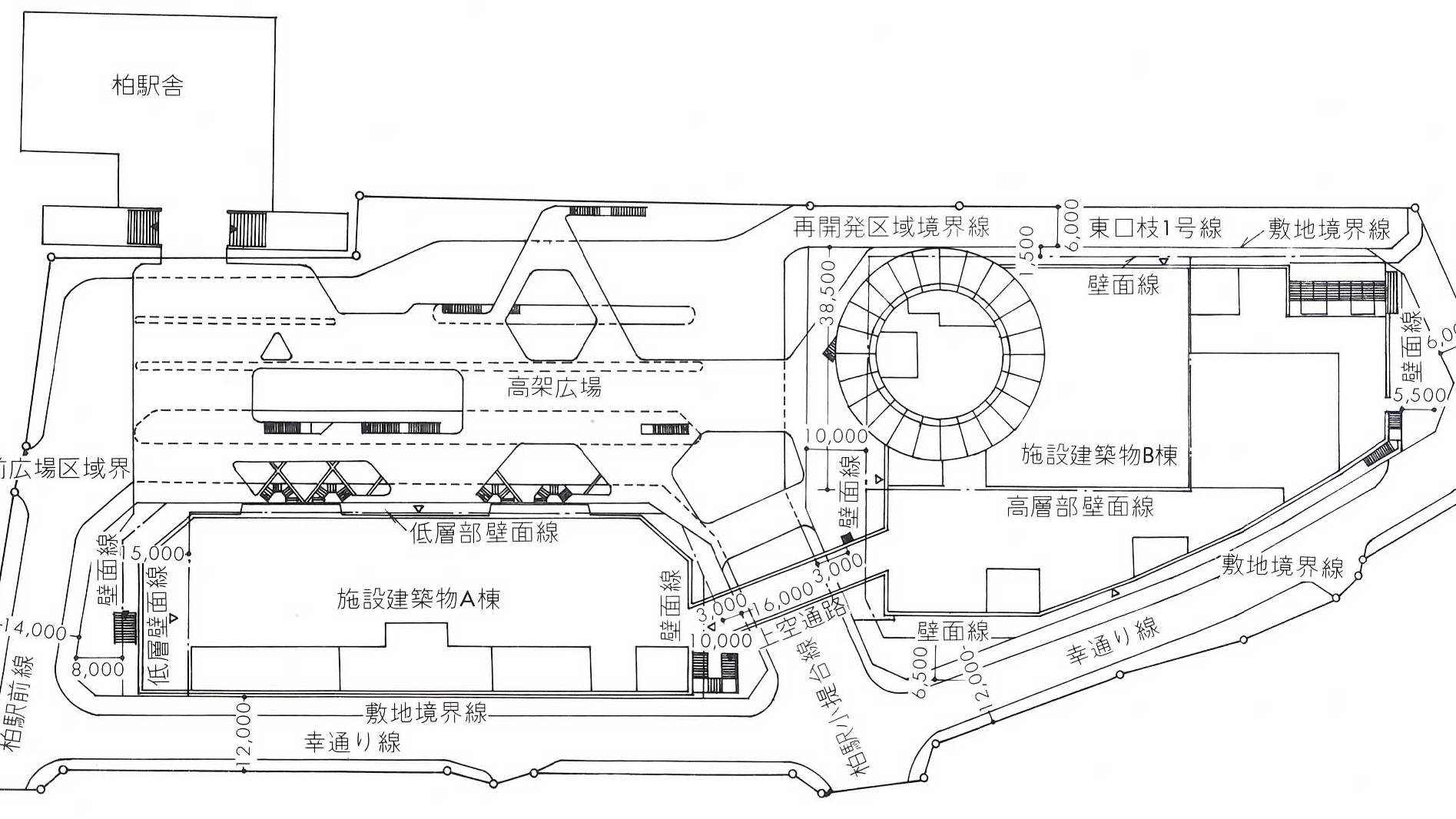
再開発後の施設建築物配置図

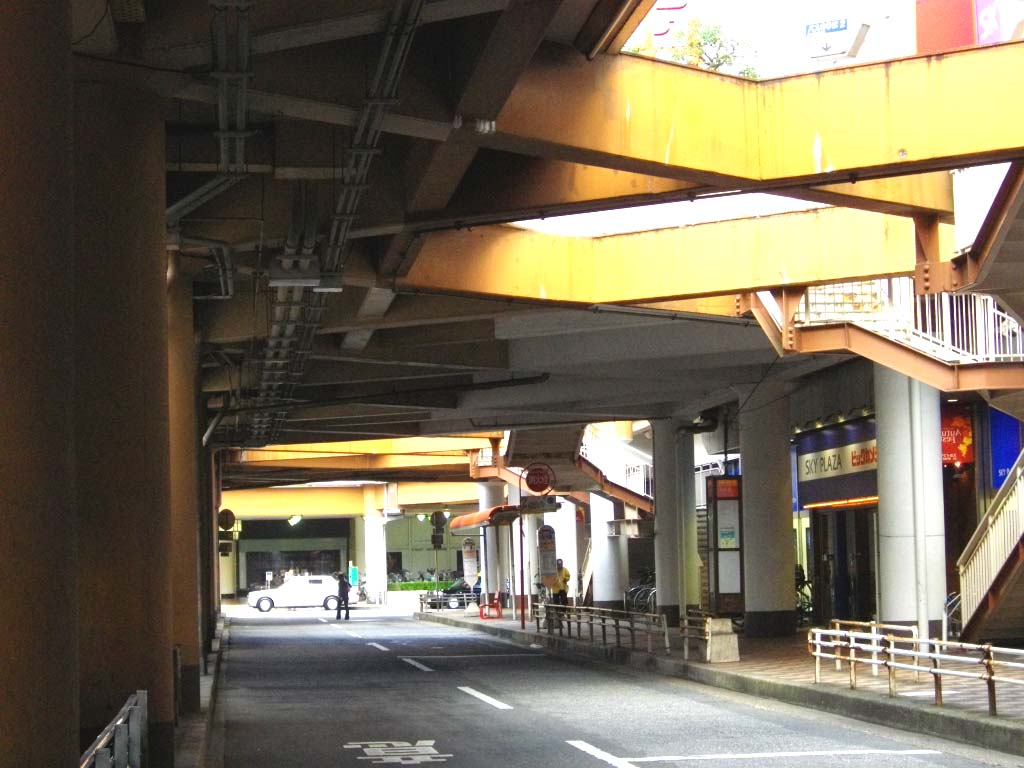
かつてのペデストリアンデッキ。構造体が車両の動線と干渉しないよう、W字状に梁が渡された特徴的な造りとなっていた。画像奥がそごう本館。

1970年（昭和45年）4月、そごうは43,643 m2の売場面積で出店する計画を策定し、通商産業省に申請した。これに伴い百貨店審議会が百貨店法に基づき地元の意向を確認するため柏市商工会に確認したところ、1970年（昭和45年）5月9日に開かれた柏市商業活動調整協議会に諮られ、全会一致でそごうの出店を認める旨の答申を行い、これを承認した。一般的に見られるような反対運動が全く起こらなかった背景には、地元商店街が大型店との相乗効果を期待していたと見られている。通商産業省は同年7月29日にこれを認可した。
これと並行して市は、カトー設計事務所のスタッフを中心として地権者やアンカーストアであるそごうの意見を取り入れながら再開発ビルを含む施設建築物の基本設計を行った。当時建設省が懸念していた「駅前広場の面積が狭くなること」に対応するためペデストリアンデッキ（ダブルデッキ）を設置する構想もこの段階で案出された。市は建設省との協議を経て都市計画を策定し、1970年（昭和45年）11月21日に建設省の同意を取り付け、1971年（昭和46年）1月7日に建設省がこれを認可したことにより、同年1月22日に都市計画が決定した。1971年（昭和46年）6月にはアンカーストアであるそごうとの間で賃借条件の交渉を行い、入店保証金や家賃について地権者が満足できる契約を締結することができた。
1971年（昭和46年）8月2日発注の実施設計にあたって市がカトー設計事務所に対して課した設計与条件は主に次のようなものであった。
1. 都市計画法に基づく容積率が 800 ％以内であり、800 ％に近いものであること。
2. 防災施設については、より近代的なものであること。
3. 設計単価は 1 m2 当り 80,160 円以内であること。
4. 都市再開発法の精神にのっとって、華美でないこと。

再開発ビルを含む施設建築物の基本設計と実施設計は1972年（昭和47年）2月に完了する。前述の条件を満たしながら1973年（昭和48年）10月末日までの竣工を可能とする必要があり、担当者間の協議は「テーブルを叩き口角泡を飛ばしながらの激論」となった。Cビル〔ママ〕（柏駅前第一商業協同組合ビル、通称ファミリかしわ）とA棟を地下連絡通路で接続することも検討されたが、実現はしなかった。

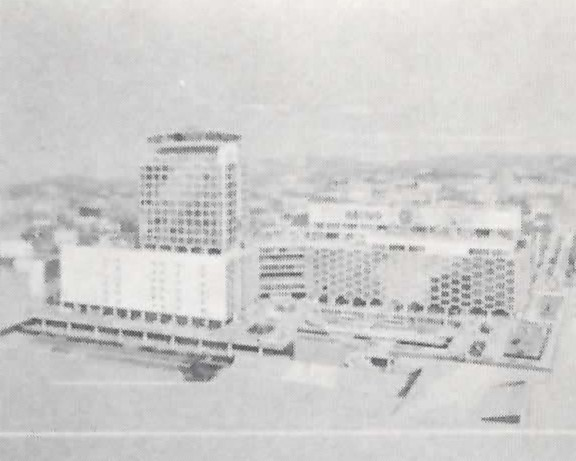
初期再開発案
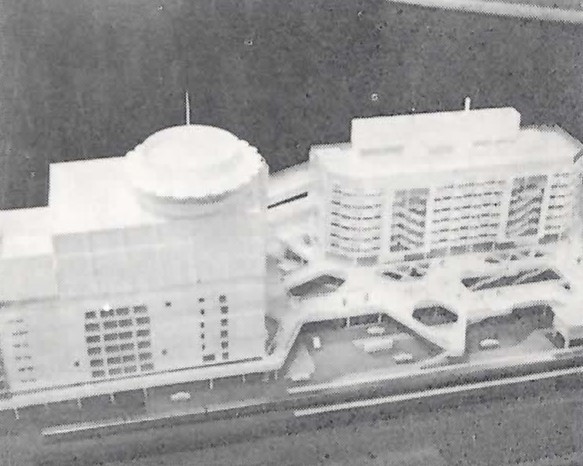
第1次案
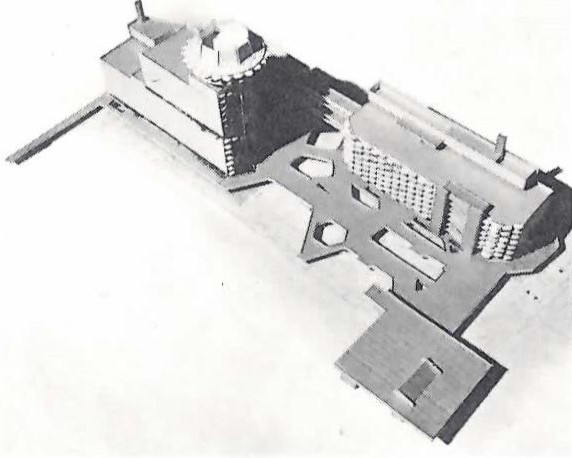
第2次案
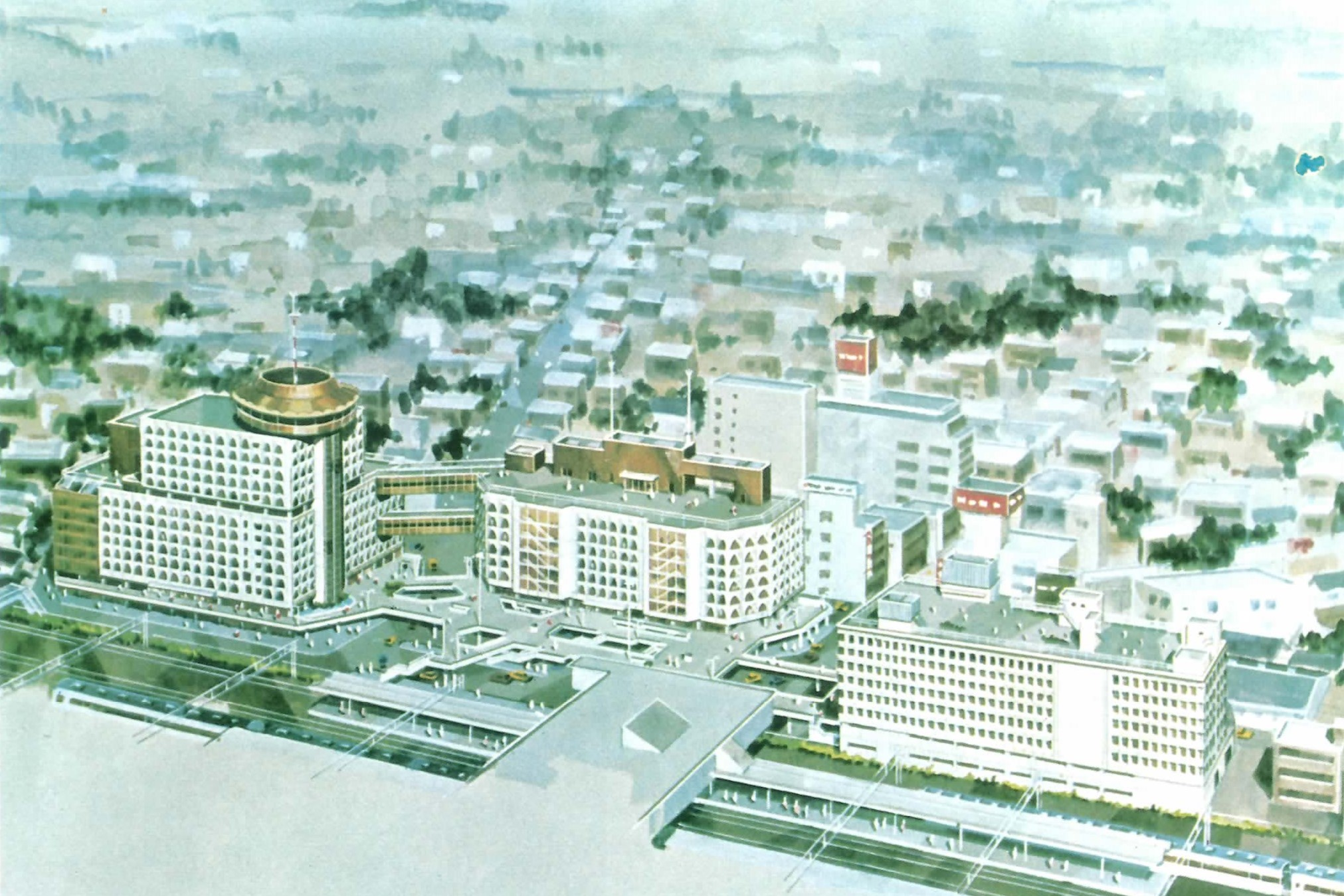
最終案

#### 建設
建設工事は公共工事として指名競争入札が採用され、1972年（昭和47年）2月8日に事業者向けの現場説明会が開かれる。1972年（昭和47年）2月25日、施設建築物の建設工事は指名5社の中から大成建設によって61億1千万円で落札され、同年3月1日に開かれた柏市臨時議会において議会はこれを承認、同年3月7日に市と大成建設間で本契約が締結された。同年3月18日に地鎮祭を行ったのち、大成建設は同年5月15日から本格的な工事に着手する。
開店時期の問題や工事経過中の利子負担等を踏まえて18か月で工事を完了するため、再開発ビルの建設には鉄骨鉄筋プレハブ併用工法が選択された。大成建設はホテルニューオータニ本館（1964年）や東京交通会館（1965年）といった回転レストラン付き建造物のみならず、中銀カプセルタワービルといったプレハブ建築においても無事故で完遂した実績があり、大手ゼネコンの中でもプレハブ技術が比較的高かったとされる。採用された鉄骨鉄筋プレハブ併用工法も、大型ビルの工期短縮と高品質化を目的とし、1970年（昭和45年）のTOCビルにおいて「SRC積層工法」として実用化されたもので、同社はこの工法に関連する約20件の特許並びに実用新案権を保持していた。その後も黒崎そごうやそごう千葉店といったそごうの一部店舗の建設に携わることになる。
SRC積層工法では従来のように全てのコンクリートの手打ちはせず、躯体や外壁といったほとんどのコンクリート部材を地上で制作（プレハブ化）したのちタワークレーンで吊り上げ、順次積み木状に鉄骨に嵌入、配管といった内装設備も同時並行で施工しながら1階分ごとに仕上がっていく形となる。仮設用の足場も設置されず、外部から窓ガラスの付いたビルの外壁がそのまま積み上がっていく様子を見ることができた。柱や梁、外壁、床スラブといったコンクリート部材（プレキャストコンクリート, PCa）は敷地内に仮設工場を設けて現地生産され、発生する騒音や建材を運ぶトラックの出入り回数の抑制にも繋がるとされていた。
A棟は1972年（昭和47年）10月5日に、B棟は同年8月31日に土木工事が完了し、コンクリートの打ち込みを経て同年11月14日に建方工事が開始される。1973年（昭和48年）5月14日からはB棟高層部の建方工事が開始され、1973年（昭和48年）5月23日には地上5階の上空連絡通路が、同年5月27日には地上8階の上空連絡通路が取り付けられた。元来利用者の多い駅前という特殊な環境での工事であり困難を極めるものであったが、回転展望レストランの建方工事は7.1mのカンチレバーが壁面線外に突出しており特に難工事だったという。

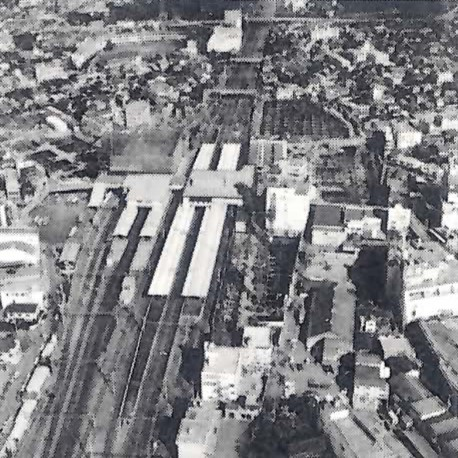
土木工事中
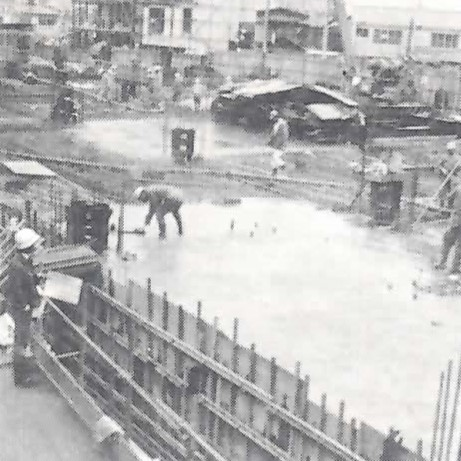
A棟[注 5]地上1階コンクリート打込
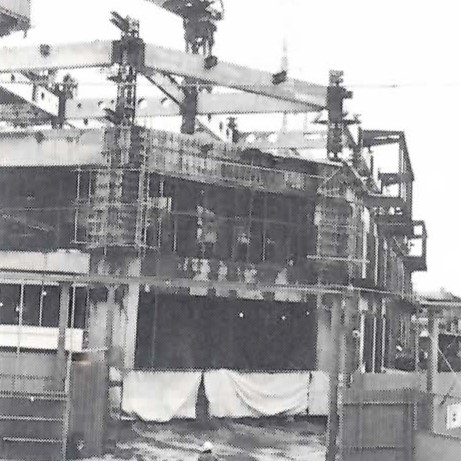
A棟[注 5]建方工事
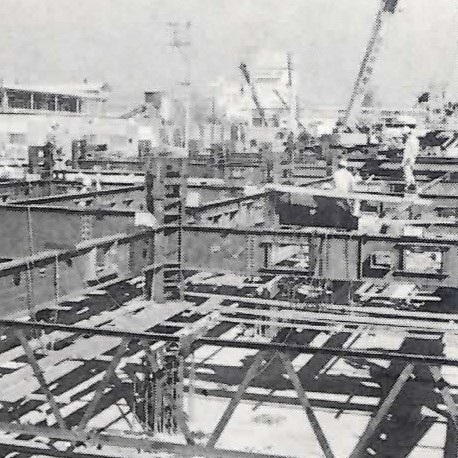
A棟[注 5]鉄骨組立
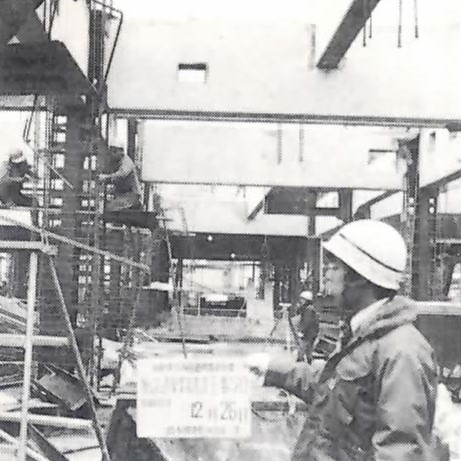
B棟[注 6]配筋中
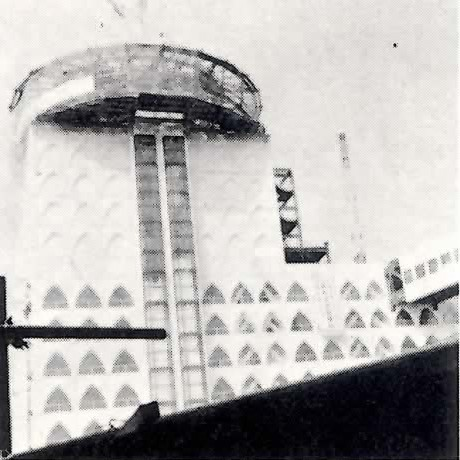
B棟[注 6]地上14階建方工事
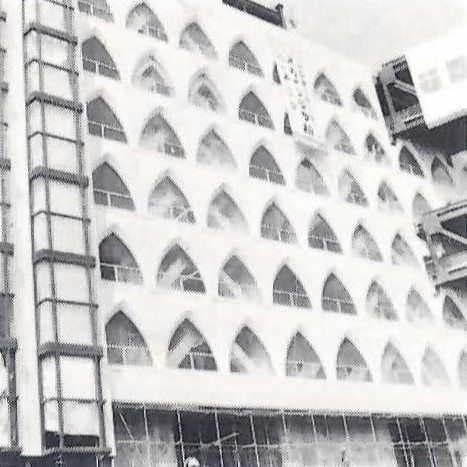
B棟[注 6]PC板取付後
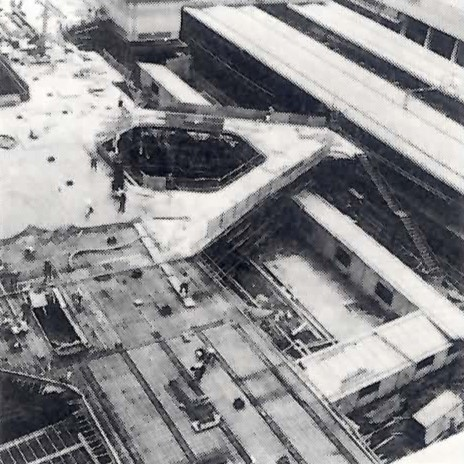
ペデストリアンデッキ工事中
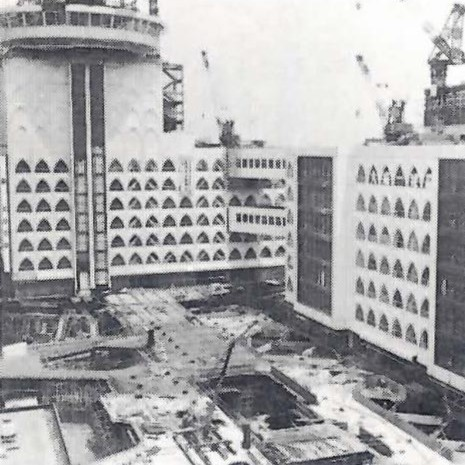
竣工直前
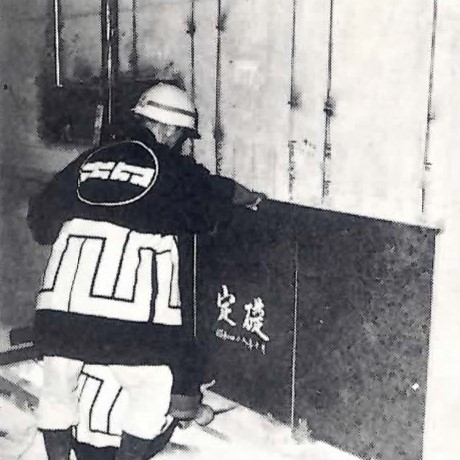
定礎式

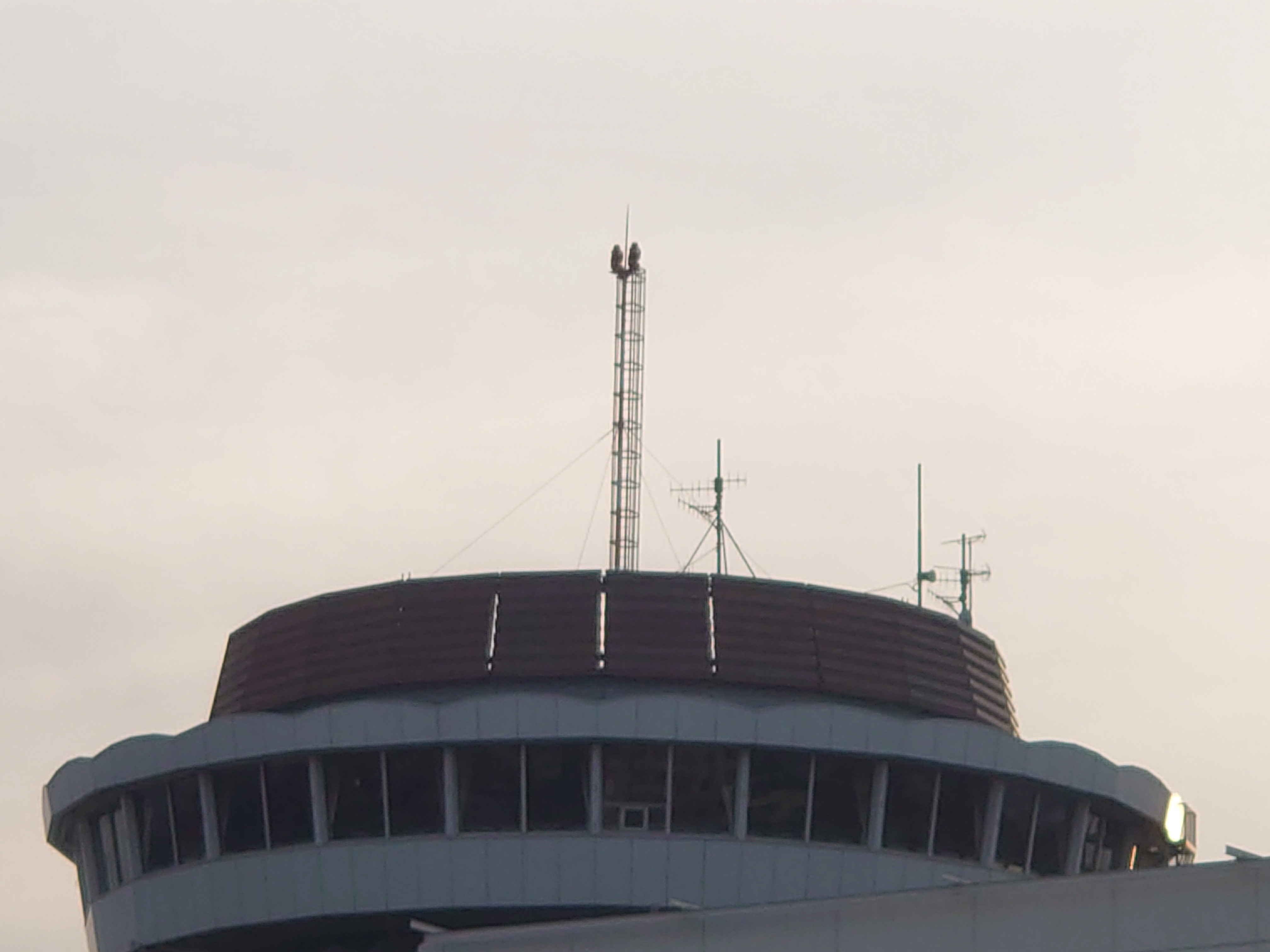
共同アンテナ

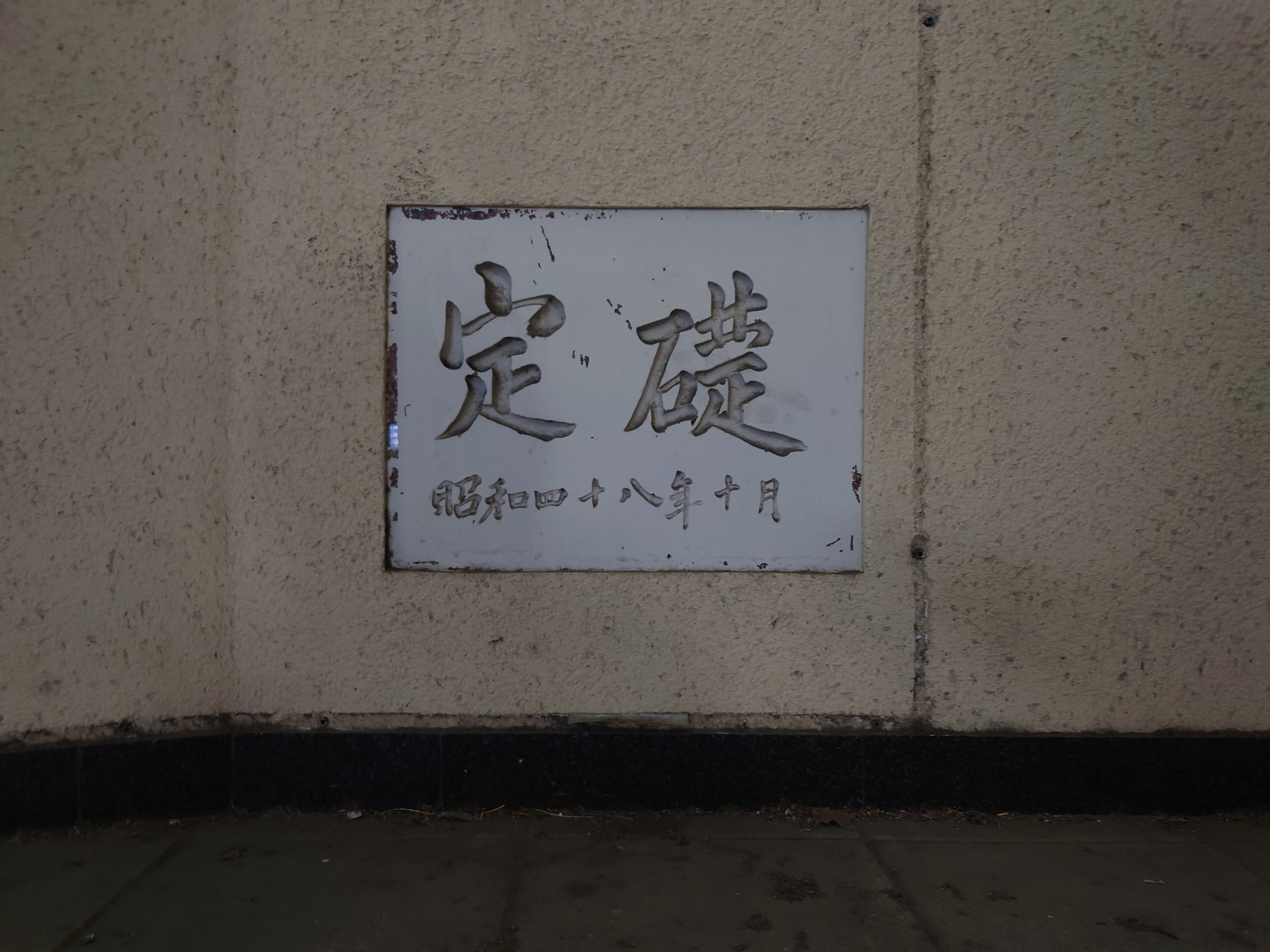
定礎（タワー館）

外壁PC板の固定には、振動による歪みに対して柔軟なスライド式金具が用いられ、地震発生時でも予期せぬ脱落が起きにくい構造となっている。工期の短さ故に合理化が徹底され、エスカレーターといった汎用性の高い個々の設備に関してもユニット化されたものが用いられた。出入口周りの外壁や風除室には標準仕上として大理石や御影石が張られ、プラザ館には地上2階から地上4階にかけてフロアー型の、タワー館には地上10階から地上12階にかけてテーブル型のダムウェーターが別途設置された。
工事を進めていく中でテレビの受信障害が起こる可能性が浮上し、担当者がNHKに調査を依頼した結果、1972年（昭和47年）10月16日に建物東側約180世帯において障害が発生する可能性が指摘されたため、開業後しばらくはタワー館最上部に共同受信施設（共同アンテナ）を設け、対象の各家庭に有線で配信していた。工事期間中は既存の公共施設上に共同アンテナを仮設して対応していた。
これまで再開発ビルには名前が付けられていなかったが、一部の地権者や関係者の間で名前を付けようとする動きがあり、市は「広報かしわ」昭和48年（1973年）1月15日号に募集要項を記載し、同年1月21日を期限として市民から意見を募集した。その結果、集まった名前候補の数は601に上ったため、同年1月23日に選考を行い、次の5つが選ばれた。
- 柏スカイプラザ
- 柏ファミリープラザ
- かしわファミリービル
- かしわファミリープラザ
- カシワファミリービル

このうち「ファミリー」の語を含む4つはファミリかしわとして「柏駅前第一商業協同組合ビル」に冠せられることとなり、再開発ビルは「スカイプラザ柏」（スカイプラザかしわ）と命名された。これら5案の発案者は1973年（昭和48年）1月30日に市長室で開催された表彰式において表彰され、柏市長、地元協議会、柏そごうから記念品が贈呈された。
再開発ビルの建設と並行してそごうは物流センターや駐車場などの付随施設の設置を進めた。物流センターは「高田配送センター」として1973年（昭和48年）10月に開設され、9,912 m2もの広大な敷地に延床面積4,485 m2の倉庫が建つ当時としては巨大なものであった。駐車場は平面式のものが市内8か所に設置され、店舗との間でマイクロバスがピストン運行された。
両ビルの保守管理はそごう側に一任することが既に決まっていたため、再開発ビルの管理会社は財産保全、すなわち賃料等の徴収が主目的となり、1973年（昭和48年）7月30日に資本金1千万円で「株式会社スカイプラザ柏」として設立された。58人に上る株主名簿には地元権利者が名を連ねている。
1973年（昭和48年）9月30日、施設建築物は約1年6か月で竣工を迎え、工事完了公告が行われた。同年10月6日にはスカイプラザ柏のうち地権者による専門店部分が先行オープンし、同再開発事業は完了、清算手続きへと進んでいく。

### 開店

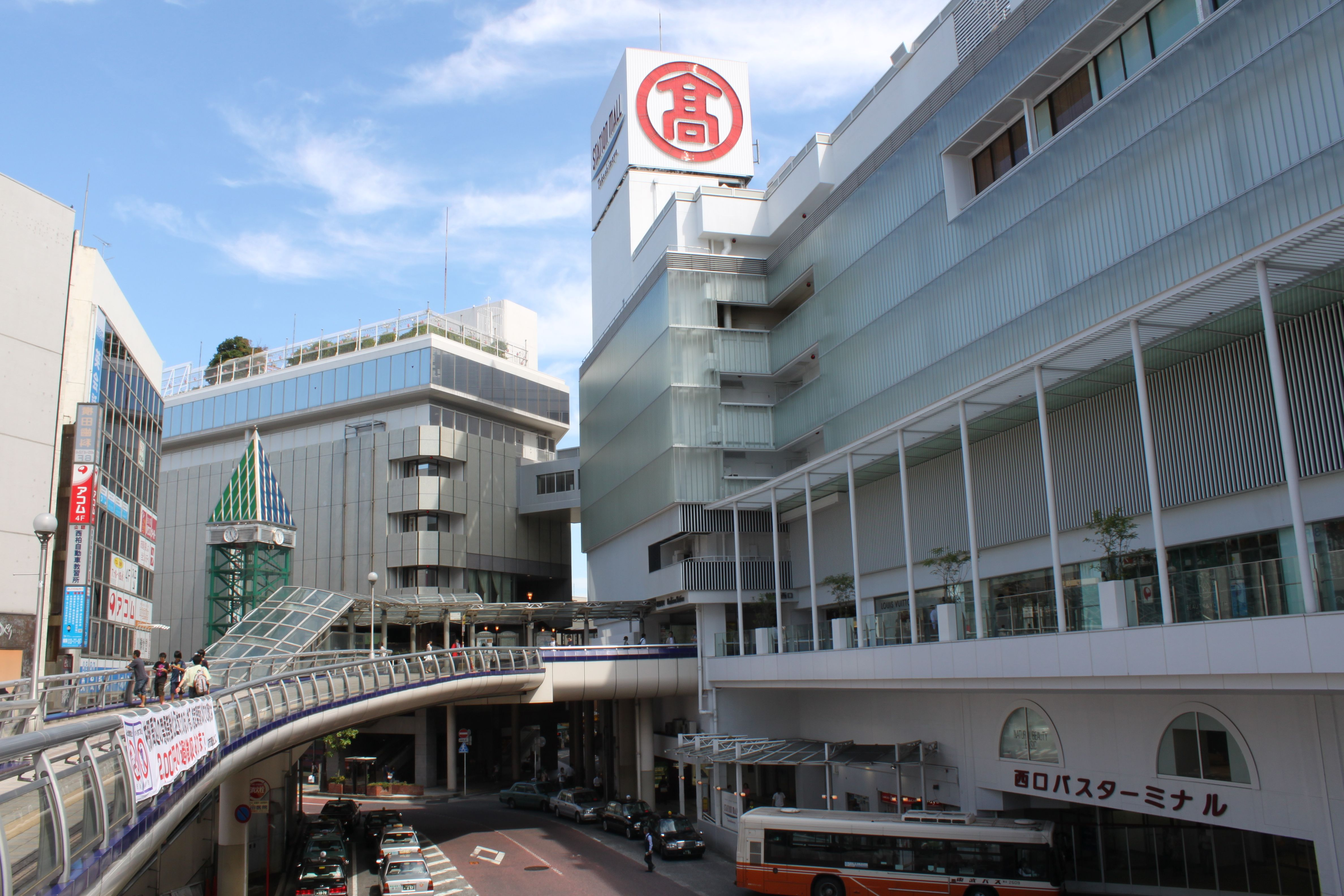
柏高島屋

1973年（昭和48年）10月10日、地域子会社である株式会社柏そごうにより柏市柏1丁目に開店。開業時のキャッチフレーズは「みどりのまちにお城のような百貨店」。いよてつそごうに続くそごうグループ第6号店であり、千葉県内では千葉そごうに続く第2号店であった。当時10店舗を目指すそごうによる多店舗化計画「大そごう建設計画」の一端を担い、また「トリプルそごう計画」(30店舗構想) へと続くその後の拡大化路線を牽引する店舗として、そごうにとって重要な意味を持つと同時に、当時全国初となる都市再開発法の適用店舗であったことから、小売業界はもとより全国の自治体や建設業界をはじめとする業界内外の関心を集めることとなる。
前述した再開発の影響で同じ東口にはファミリかしわ・丸井柏店（後に丸井柏VAT→現柏マルイ）が、西口には柏髙島屋（現柏髙島屋ステーションモール）が同年に開業した。当時は百貨店の新・増築ラッシュの時期であり、全国的に見ても同年代の他の年と比較して多くの百貨店が開業している。後に開業するサカモトそごう・船橋そごうとともに、千葉そごうを核とした4店舗体制でそごうは「千葉県完全制覇」を目指した。

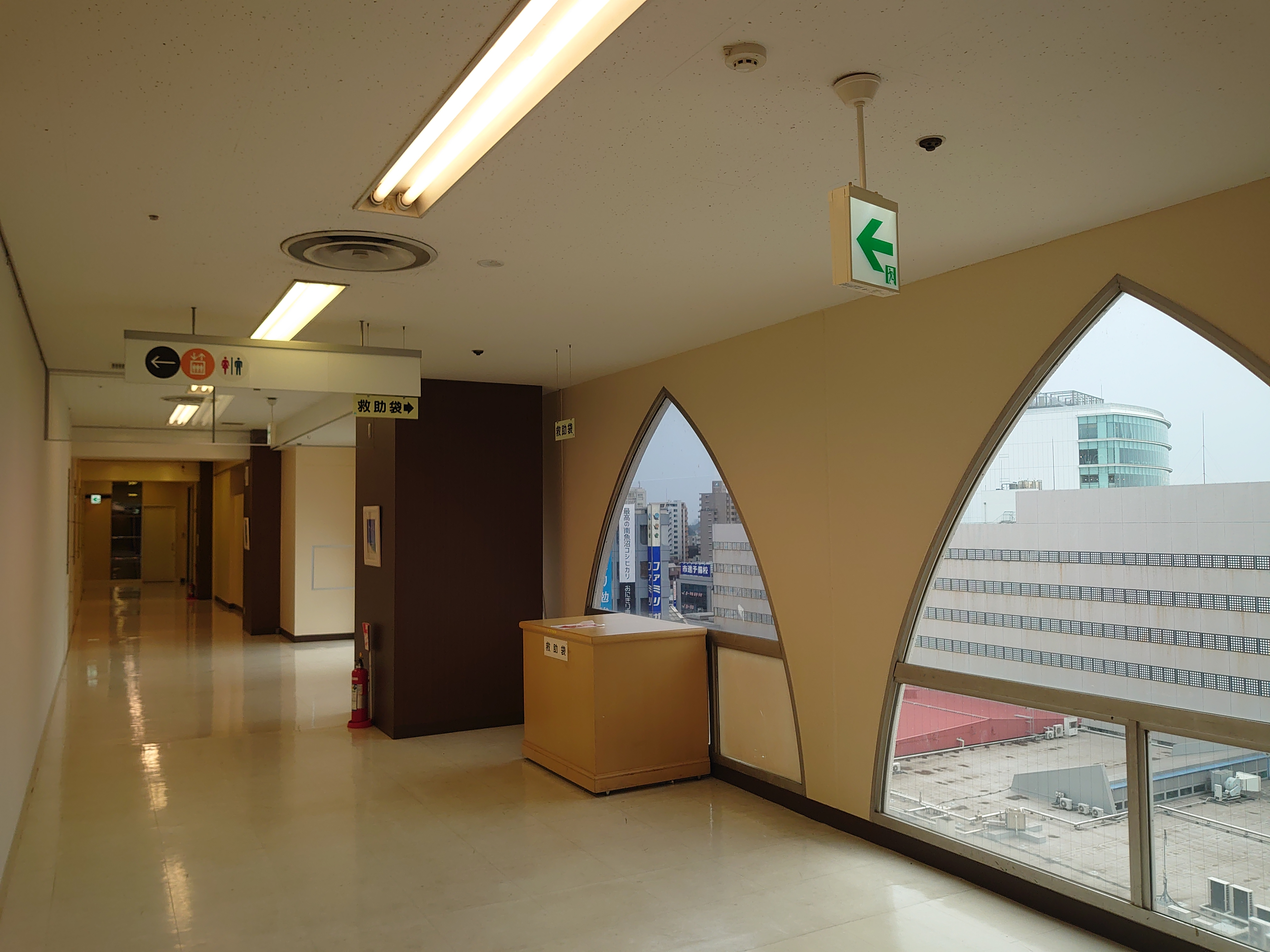
特徴的な三角窓が並ぶ

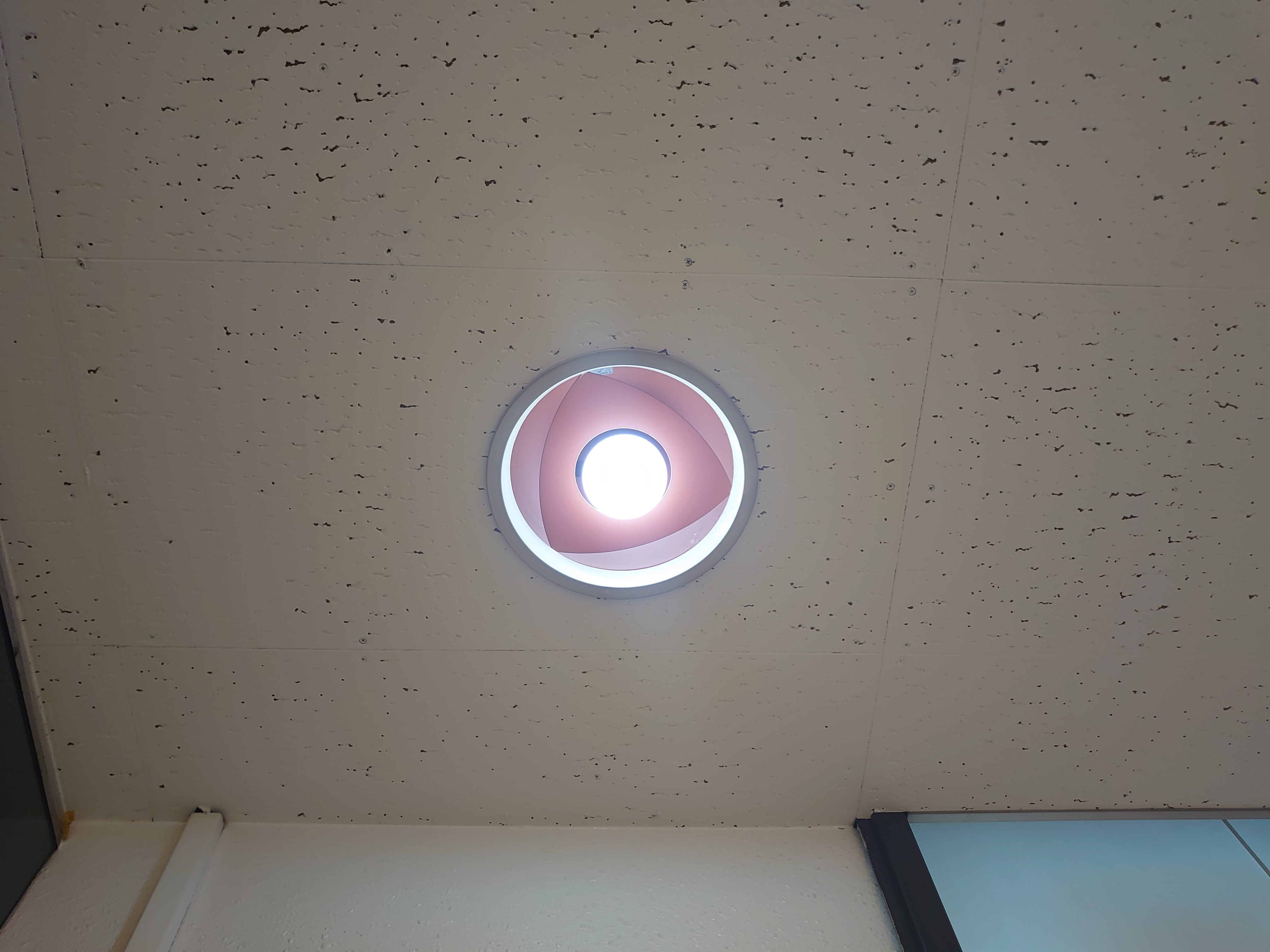
三角窓が象られたダウンライト

8階建てのA棟は「プラザ館」（または「別館」）、14階建てのB棟は「本館」（または「タワー館」）と呼ばれ、後述するアネックス館の完成までは2館体制であった。ゴシック様式風の窓が並ぶ特徴的かつ巨大な高層建築は当時から圧倒的な存在感を放ち、柏駅前のシンボルとして広く認知されるに至っている。プラザ館地下1階の一部と4階以上、そしてタワー館全体に跨る広大な売場面積は35,477 m2 (兼業面積 2,867 m2 を加えると 38,344 m2) に及び、地方百貨店最大規模を誇った。商圏には千葉、茨城、埼玉の三県に跨る首都圏東部20 - 50 kmの広域が設定され、25歳 - 40歳の主婦を中心としたファミリー層をターゲットとし、毎週木曜日が定休日として指定された。
本館（タワー館）地上1階 - 地上2階には「よろこびの広場」と称して吹き抜けが設けられ、ここにシンボルゾーンとして「光木の林」が設置された。このシンボルゾーンは開業時のキャッチフレーズにちなみ、樹木を模した金色のオブジェにシャンデリア状の照明が付いたものであった。シンボルゾーンの根本には川を模した水路が敷設された絢爛な舞台も設置され、同店の店内案内嬢「チャームシスターズ」によるファッションショーなどの際に使用された。

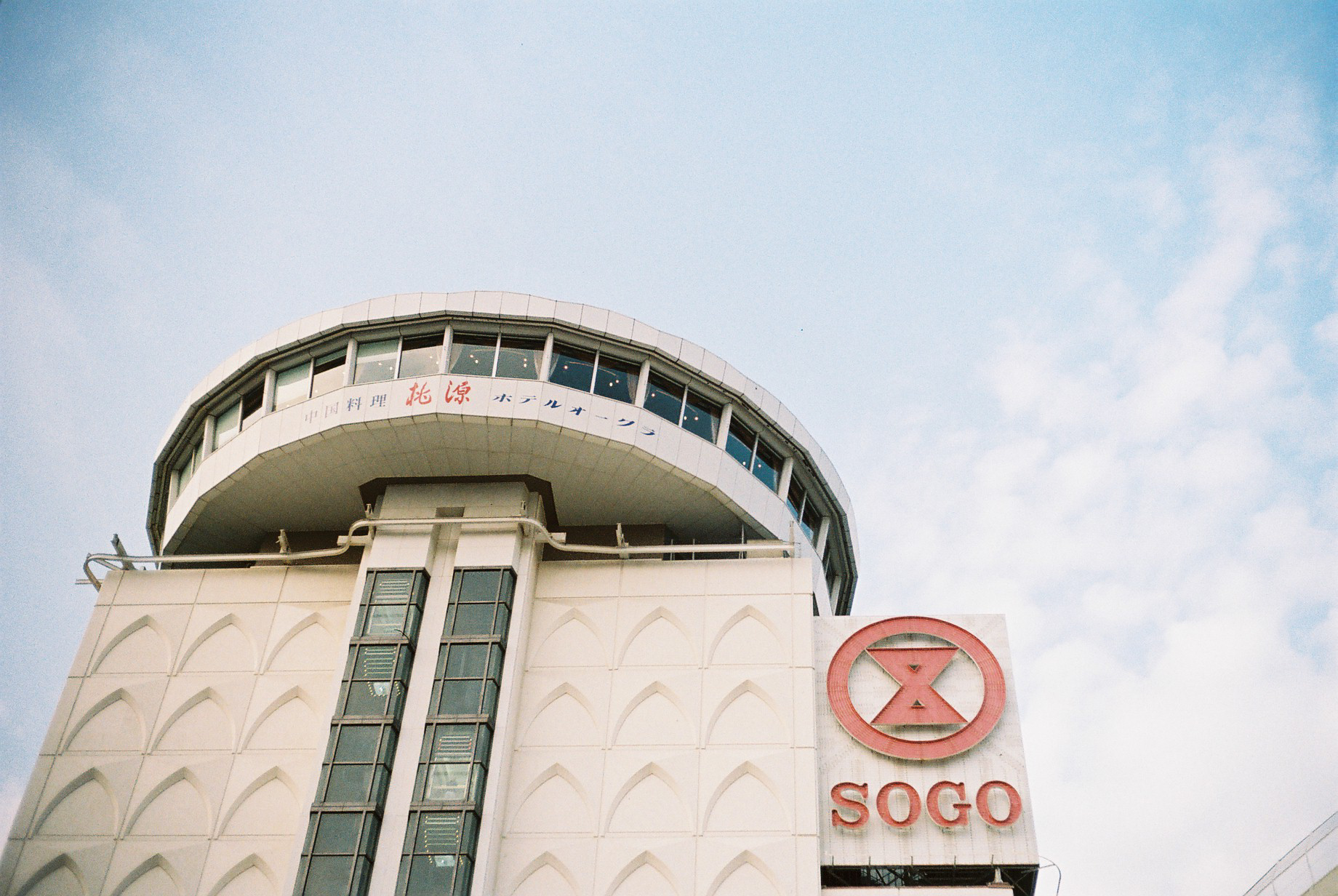
展望ラウンジ

タワー館14階の展望ラウンジにはそごうの店舗で初となる回転レストランとしてフランス料理店（ラ・ロンド）が開業し、以後建設されるそごうグループの一部店舗にはこの意匠が引き継がれていくこととなる。直径30m、回転部幅3m、45分で1周する仕様だった。直通ヌードエレベーターや展望ラウンジからは柏駅東口周辺はもとより、手賀沼や利根川といった柏市内全域、快晴時には新宿の超高層ビル群や富士山まで望むことができた。

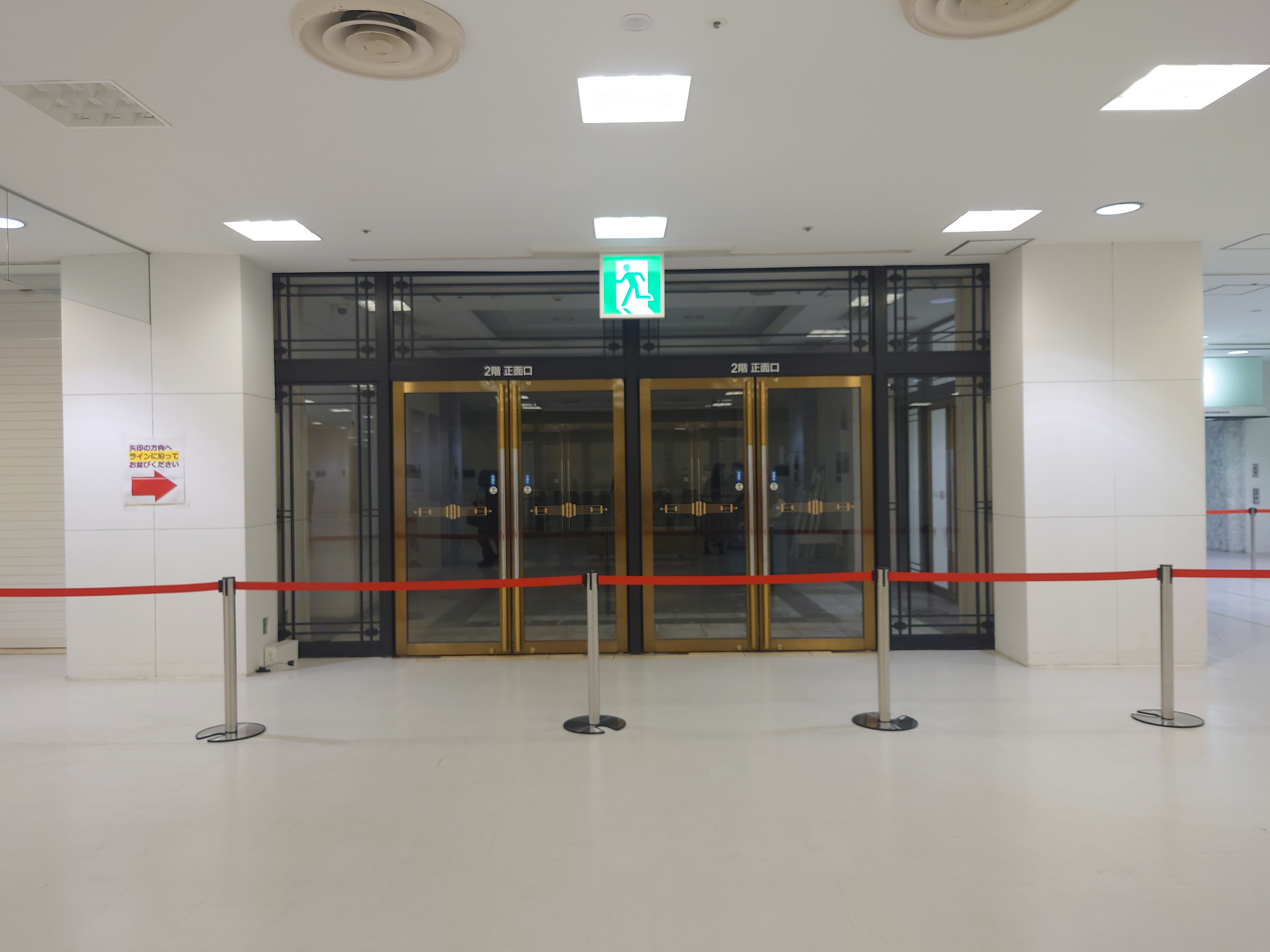
かつての2階正面入口
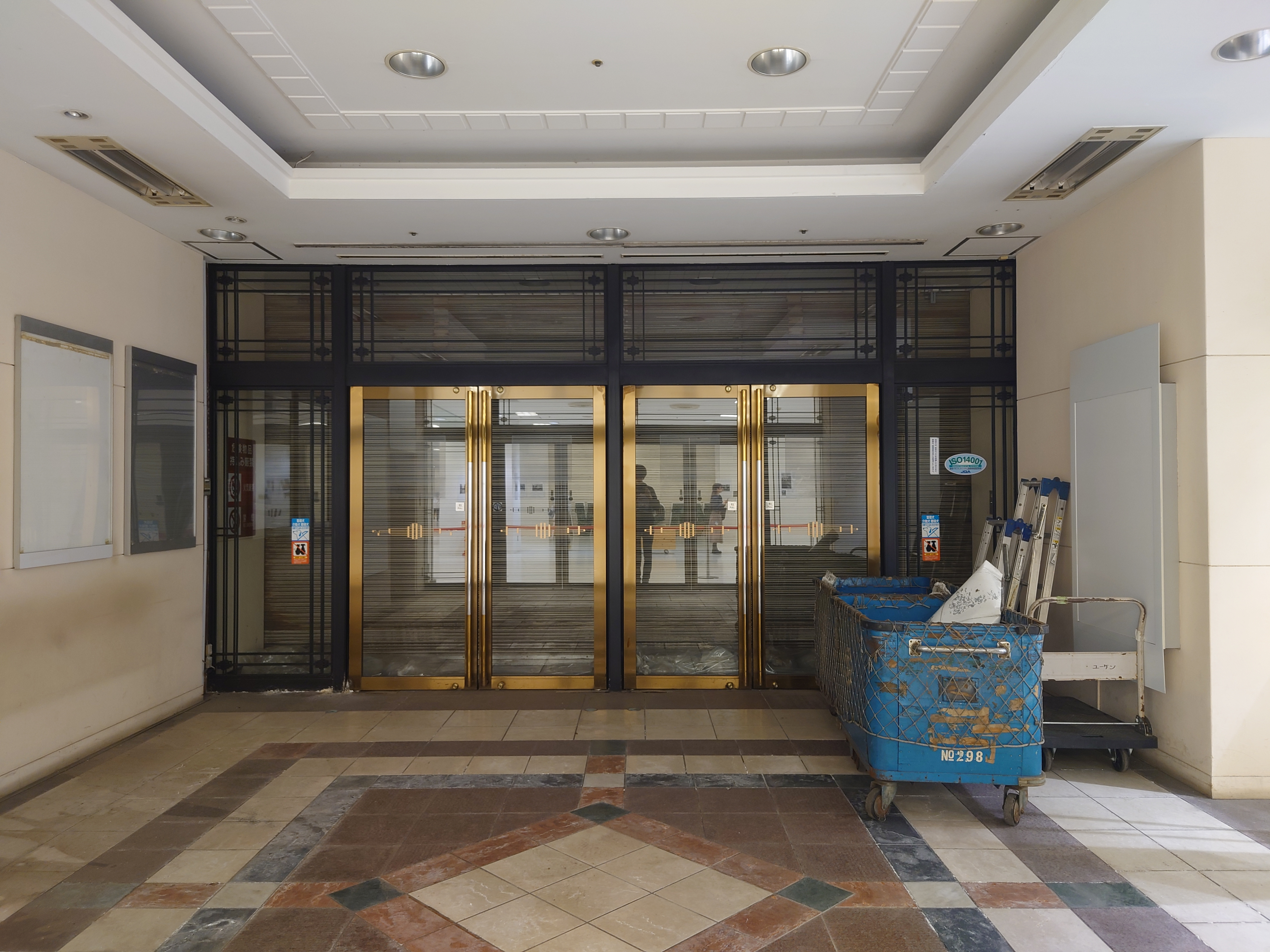
かつての風除室
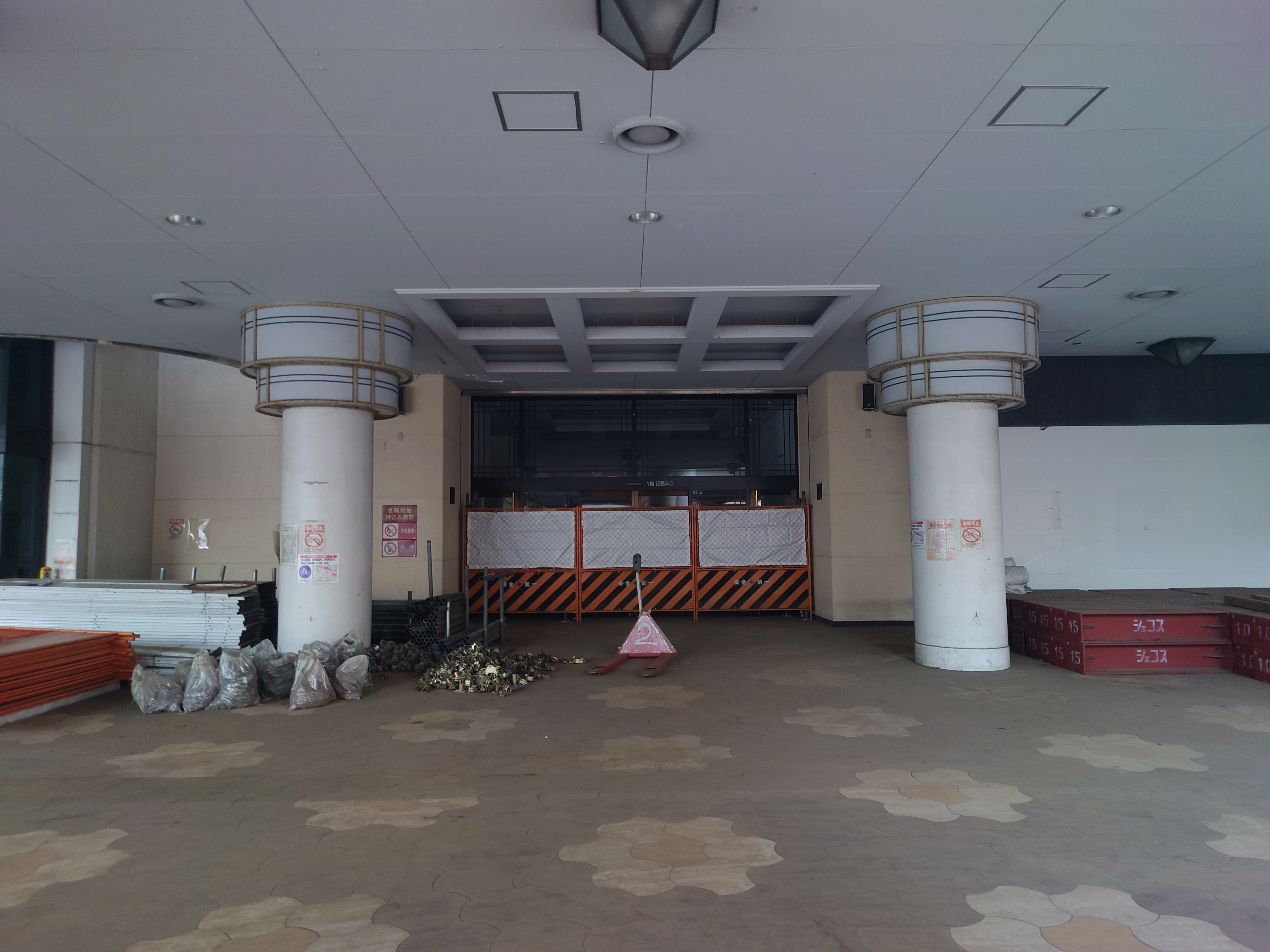
かつての1階正面入口
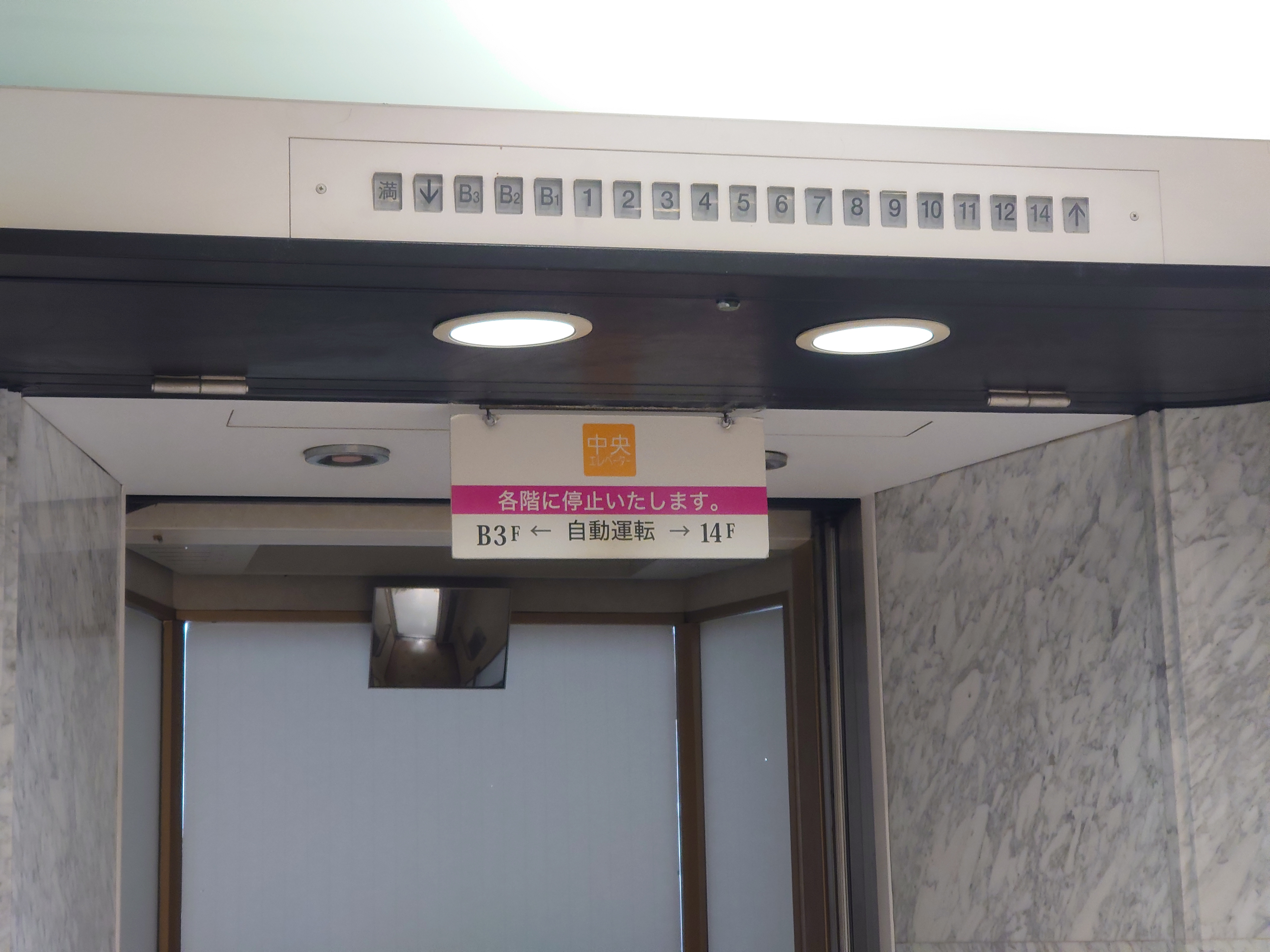
直通エレベーター入口
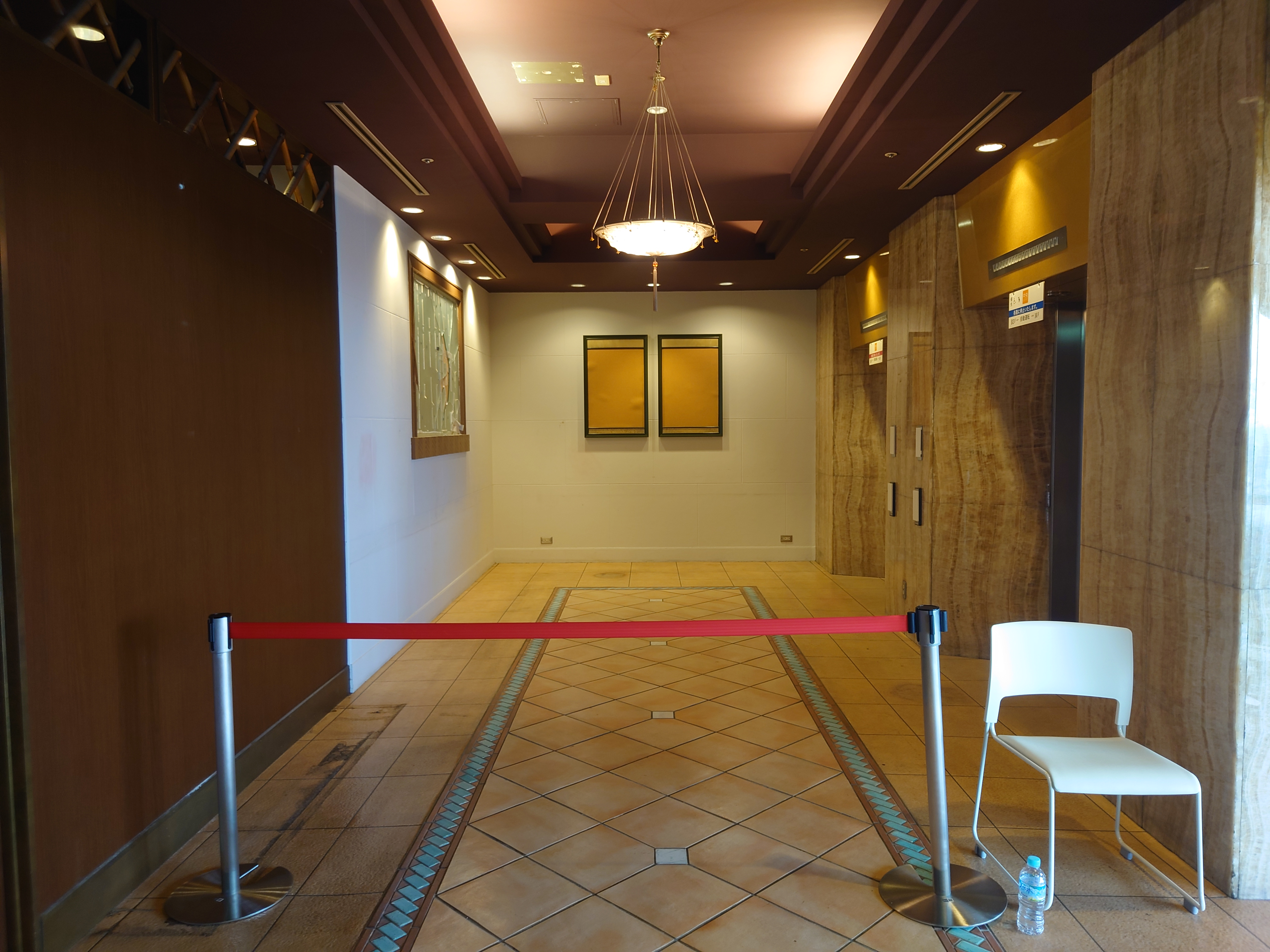
14階エレベーターホール
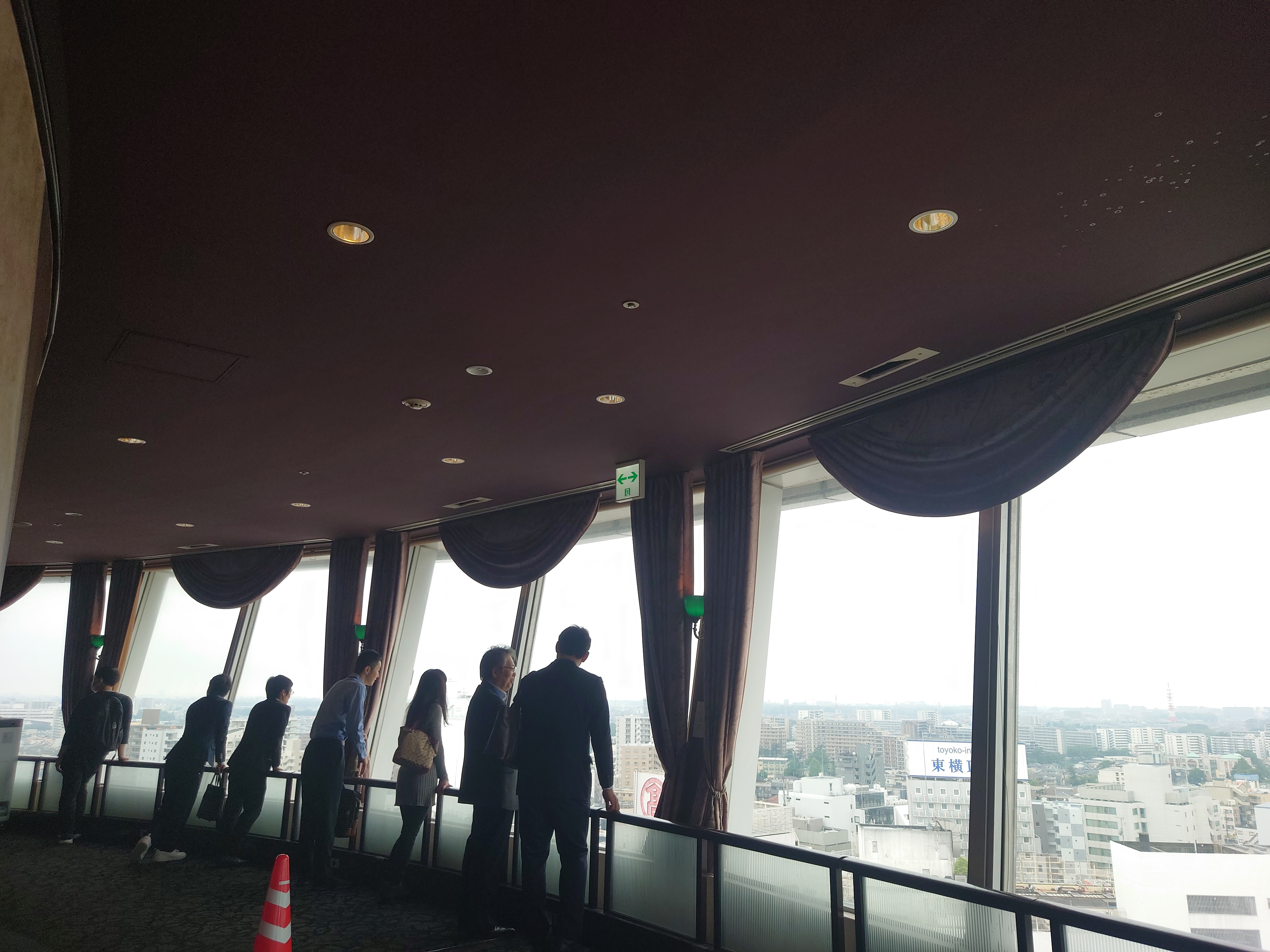
展望ラウンジ内部
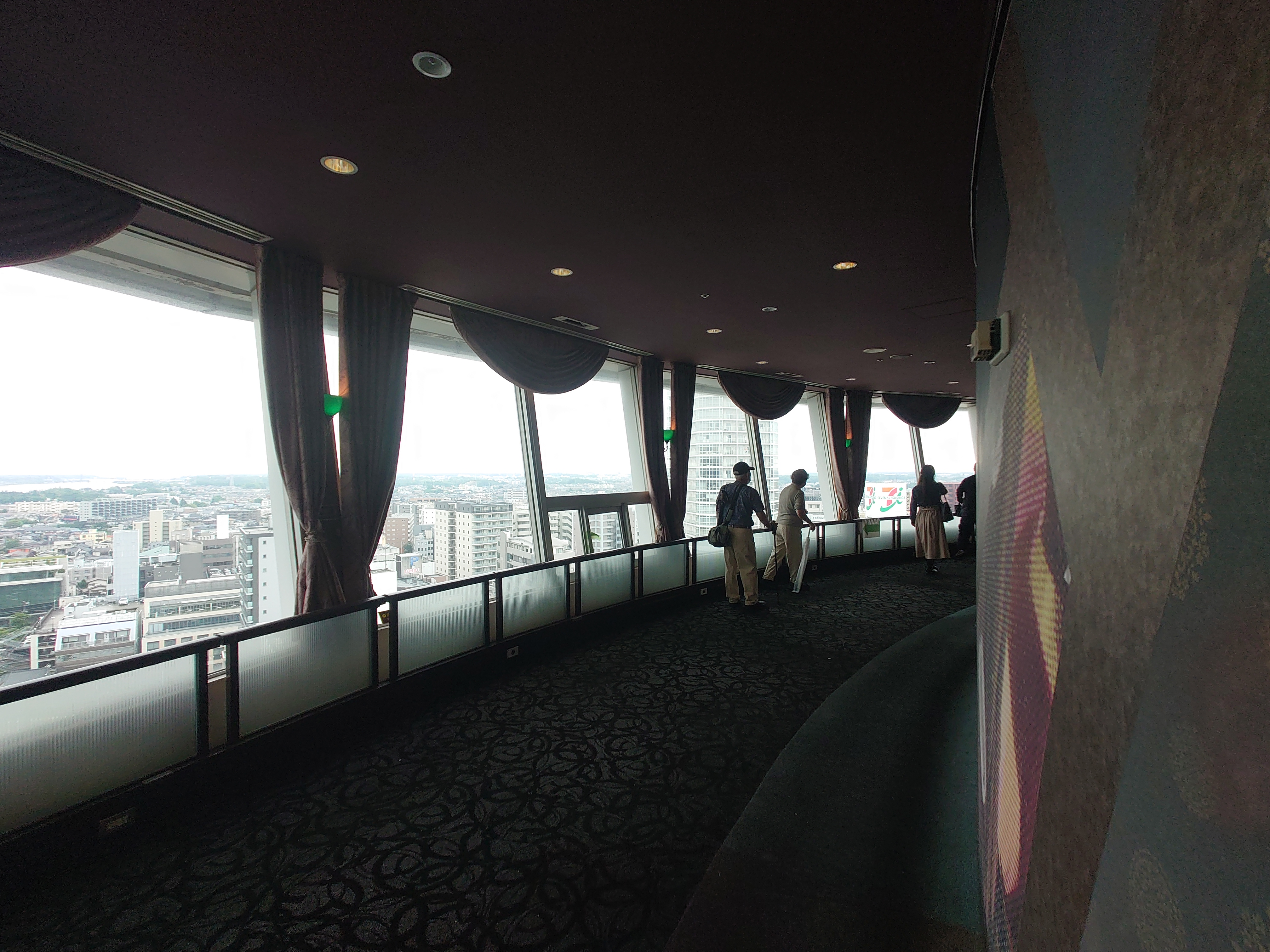
展望ラウンジ内部
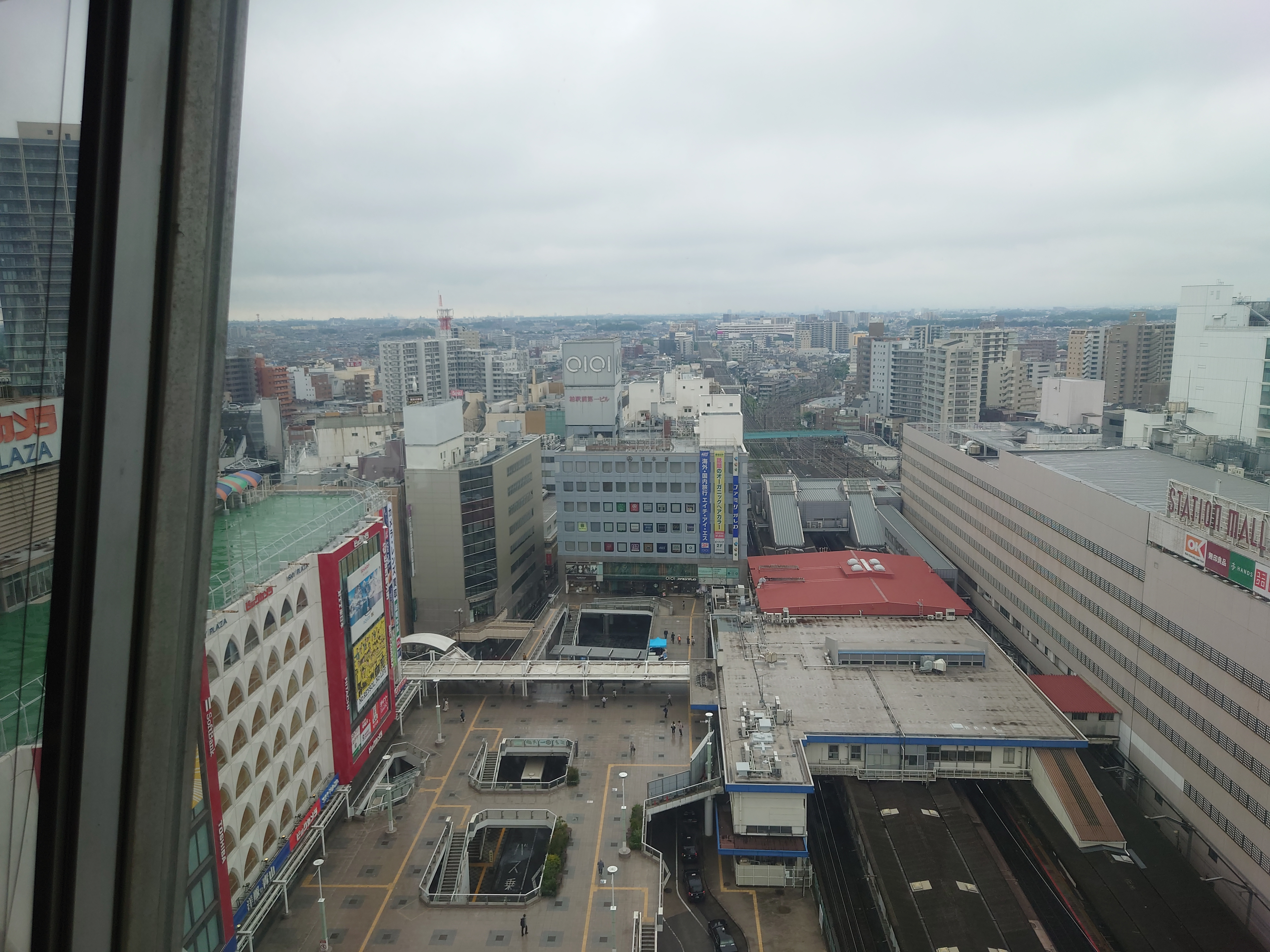
柏駅東口を眼下に
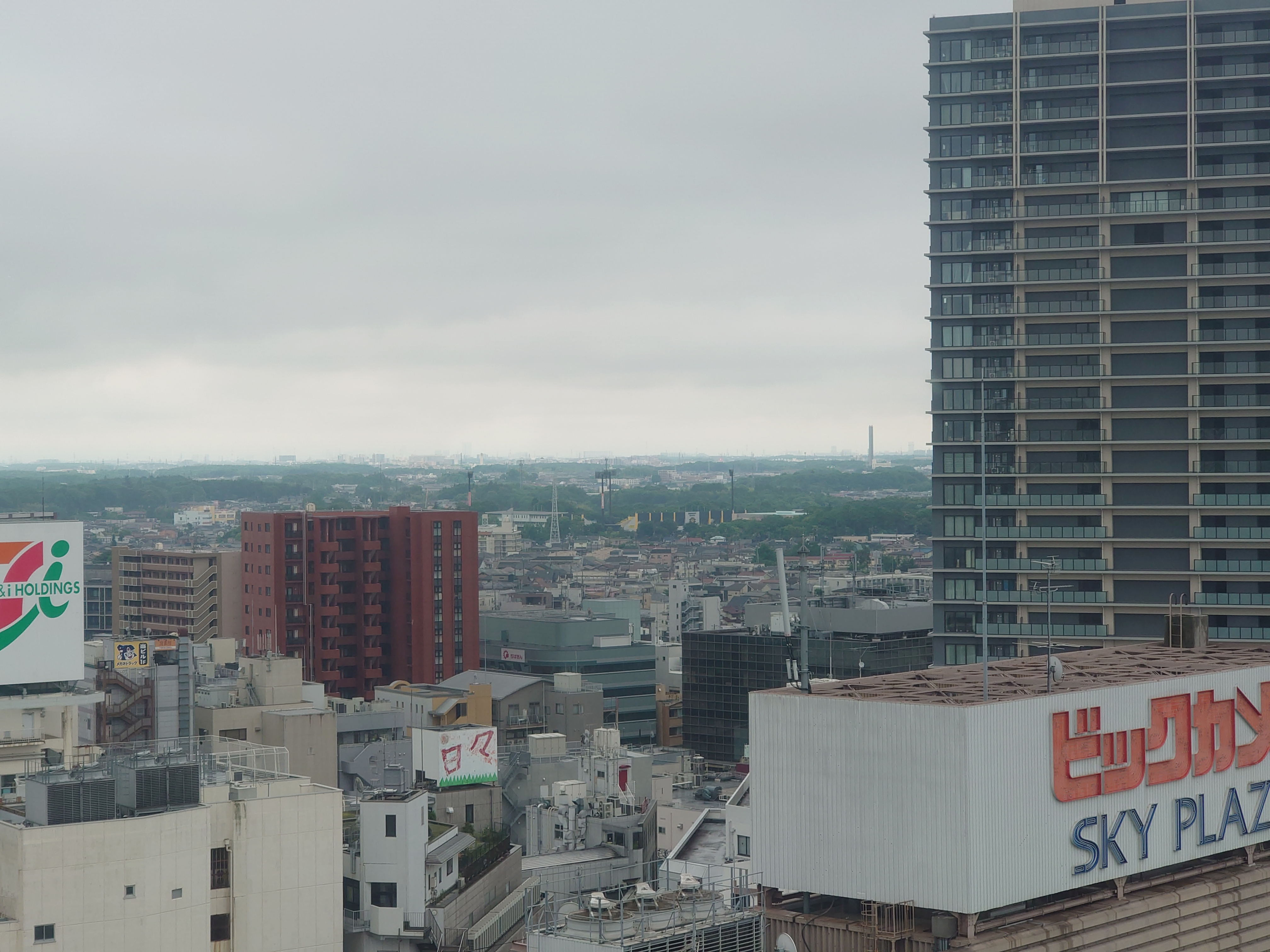
三協フロンテア柏スタジアムを望む
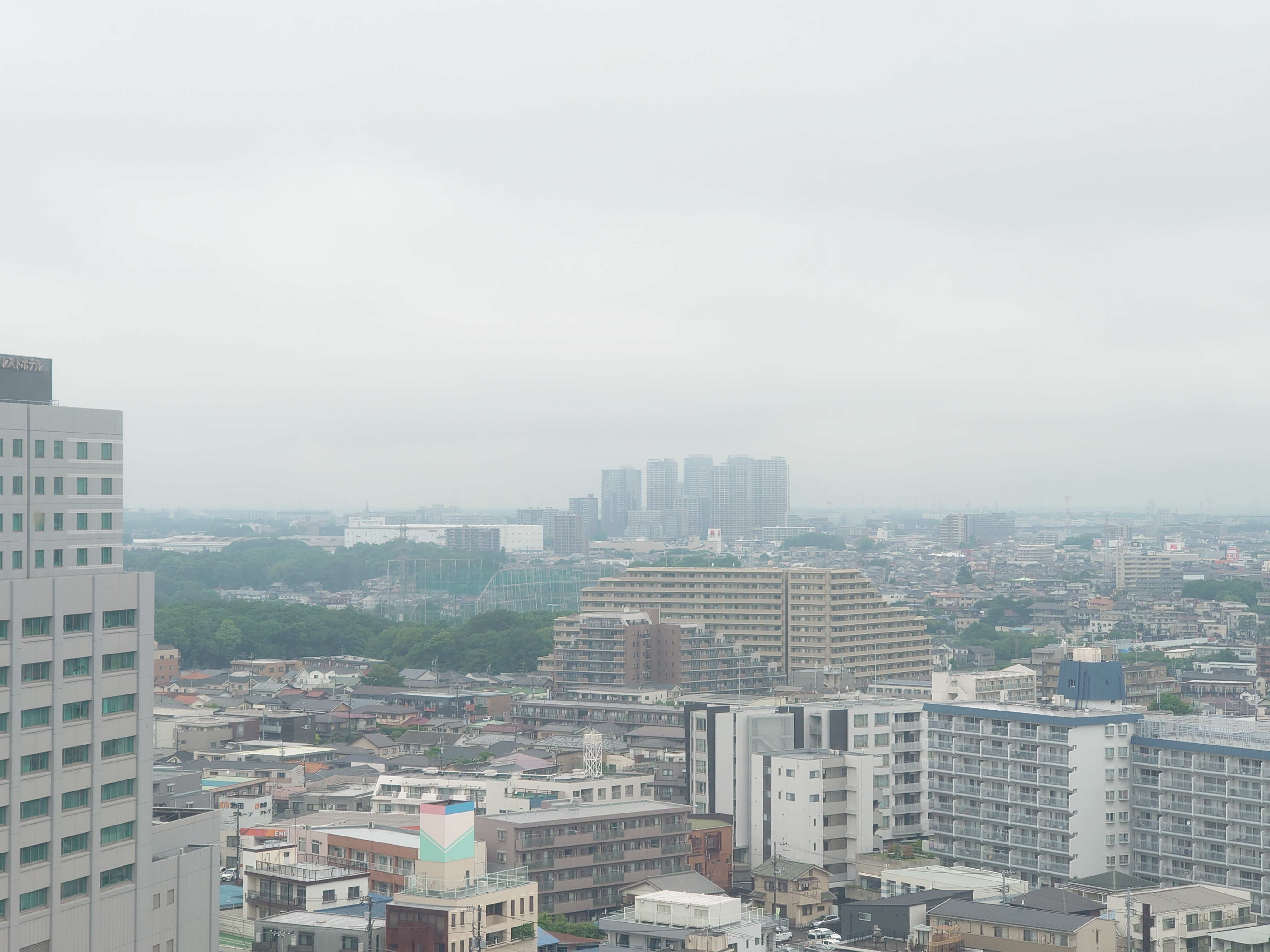
柏の葉キャンパスの高層ビル群を望む

経営効率化のため少数精鋭主義が徹底され、百貨店業界で当時主流だった売場面積から必要人員を計算する手法ではなく商品配置から必要人員を計算する手法を採用した結果、正社員560人という同業他店と比較して圧倒的に少ない人員構成でスタートした。これにより売上に占める人件費の割合を6％程度で据え置くことに成功し、従業員一人当たり年間売上高・粗利額ともに高い水準を保っていた。この手法は大宮そごうへと続くそごうの基本的な出店戦略の一つとして取り入れられることとなる。
株式会社柏そごうの初代代表取締役社長には水島廣雄が、代表取締役には光行康郎、常務取締役店長には野村證券元社長・会長である瀬川美能留の長男、瀬川久雄が就任した。瀬川美能留は株式会社千葉そごうの設立時に平木信二などと並んで資本金を出資している。瀬川久雄は後に株式会社柏そごうの社長へ昇格した。
| 階  | タワー館（そごう本館） | 連絡     | プラザ館（スカイプラザ）                    |
| --- | ---------------------- | -------- | ------------------------------------------- |
| 14F | そごうスカイラウンジ   | -        | -                                           |
| 13F | （機械室）             | -        | -                                           |
| 12F | そごうスカイラウンジ   | -        | -                                           |
| 11F | そごうスカイラウンジ   | -        | -                                           |
| 10F | そごうスカイラウンジ   | -        | -                                           |
| 9F  | 美術宝石フロアー       | 屋上通路 |                                             |
| 8F  | おもちゃと文具フロア   | 連絡通路 | 催しと実用品フロアー                        |
| 7F  | リビングフロアー       | -        | 和家具と照明フロアー                        |
| 6F  | きものと寝具フロアー   | -        | 洋家具とじゅうたん                          |
| 5F  | レディスフロアー       | 連絡通路 | レディズフロアー                            |
| 4F  | 子供服ベビーフロアー   | -        | スポーツレジャーフロアー                    |
| 3F  | メンズフロアー         | -        | スカイプラザ柏 専門店街（文化品）           |
| 2F  | 洋品雑貨フロアー       | 駅前広場 | スカイプラザ柏 専門店街（婦人もの）         |
| 1F  | 婦人洋品フロアー       | （地上） | スカイプラザ柏 専門店街（紳士もの）         |
| B1F | 大フードセンター       | 連絡通路 | 食料品・スカイプラザ柏 食堂街（喫茶, 食堂） |
| B2F | 駐車場                 | -        | （機械室）                                  |
| B3F | 駐車場                 | -        | -                                           |

### 開店後

#### 1980年代以前
開業後まもなく第一次オイルショックが発生したものの、ほとんど影響を受けずにわずか4年目の1978年（昭和53年）に地域売上1位で黒字転換、6年目の1980年（昭和55年）に通期黒字化を果たした。11年目の1985年（昭和60年）2月期には後述する不動産の再評価により累積損失を解消・1割配当を実施し、1987年（昭和62年）2月期に売上高450億円規模へ到達したことにより、千葉そごうに続いて県内第2位の売上を誇る優良店舗に急成長している。黒字転換後は千葉そごうや広島そごうと並んでそごうグループの新規出店の際に出資し、そごうグループの多店舗展開を支えていた。
その背景には、アンカーストアとしてそごうが早期の段階から内定していたことにより、そごうに最適化されたビル設計とすることができたことが一つの要因であると後に分析されている。これは本来前述した「床の青田貸し」を可能とし、再開発区域内に地権を有する地権者の退去を促進するためのものであったが、結果として竣工後の内装工事といった追加工事の期間のみならず費用とそれに伴う利子負担などを大幅に軽減することができ、出店コストの圧縮に繋がったとされる。

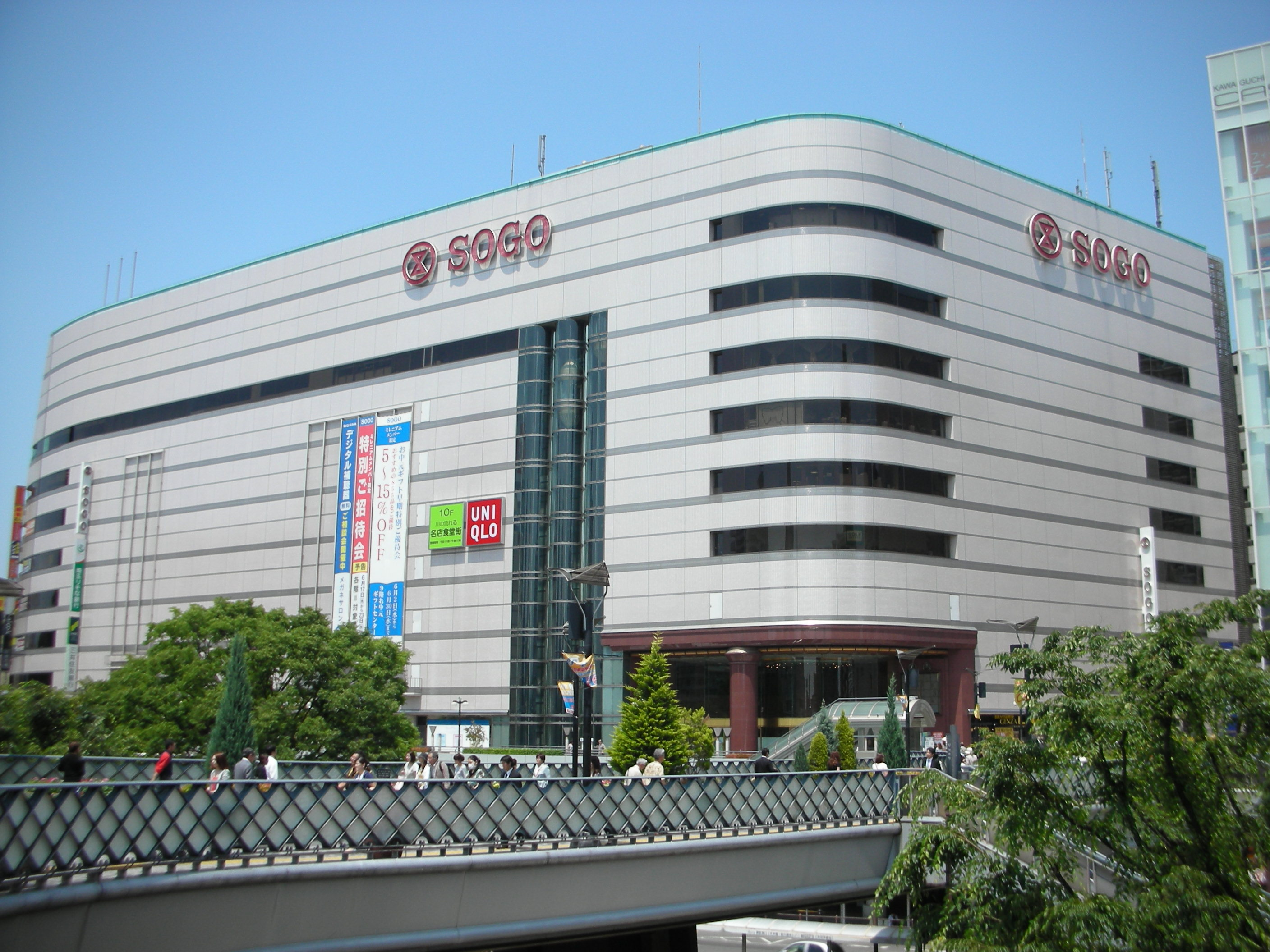
川口そごう（1991年10月開業）

また、前述の通り都市再開発法の第一号適用店舗であったことから、開業後数年にわたって自治体や建設関係者、商工業者を中心に、市街地再開発の成功事例として全国から頻繁に視察団が訪れていたという。駅前再開発に参画し核店舗として巨艦店を出店する「駅前巨艦主義」は、広島そごう以降前述した少数精鋭主義と合わせてそごうの基本的な出店戦略となった。百貨店出店に街づくりの概念を持ち込んだ同店の成功はそごうの信用向上に繋がり、早くもその5年後には川口市において誘致を受けるに至っている (川口駅前東口第三工区第一種市街地再開発事業, 川口そごう)。
前述の人事計画のみならず、既存店の業務システムや従業員の業務行動の分析から着想を得た「合理的経営による店づくり」を念頭に、レジの有効的な配置と集中化、休憩所の職場隣接化といった従業員目線の施策に早期から取り組んだ。その結果、販管費率は20％を切り、売上総利益率（粗利率, 売上に占める売上総利益の割合）は26％強で推移、千葉そごうと並んで良好な営業利益を確保していた。すべての陳列棚にキャスターを設けたのは同店が初めてであった。
大規模小売店舗法により開業当初は売場として使用できなかった床を利用して増床を繰り返し、1987年（昭和62年）時点で売場面積は38,345 m2まで増加していた。1986年（昭和61年）時点での売上高は小売業者としては全国で135位、そごうグループ内では千葉そごうに次ぐ3位であった。1984年（昭和59年）からは船橋ららぽーとや銀座などに出店するサンダリアン（株式会社サンダリアン運営）を統括下に入れ、これを利用した商圏内の深耕も計画していた。

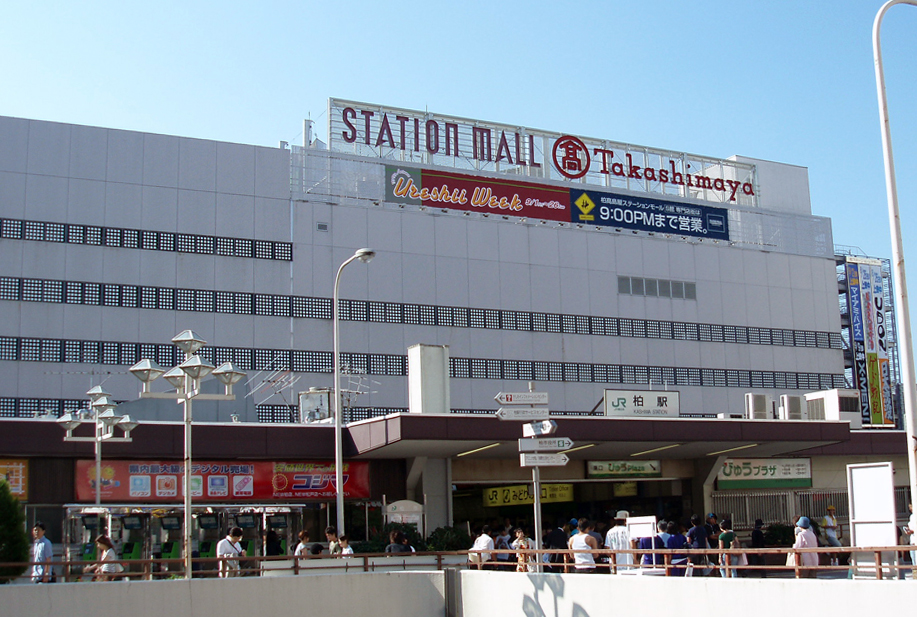
後の柏髙島屋ステーションモール

その一方で、黒字転換後まもなく常磐線沿線や国道16号をはじめとする幹線道路沿いに競合する大型店が出店するようになり、既にエリア競合が発生していただけでなく、柏高島屋が駅ビル「柏ローズタウン」のキーテナントとなり増床することが予定されるなど、同店を取り巻く環境は早くも大きく変化しつつあった。この環境変化を先取りするため、ターゲット層を下げるとともに周辺都市の人口増加に対応し、広域集客力を強化することを目的として、1984年（昭和59年）3月から全館リニューアルを実施する。1987年（昭和62年）までにタワー館・プラザ館それぞれの婦人服フロアと食料品売場、いわゆるデパ地下を筆頭に、婦人雑貨フロアと紳士服フロア、家庭用品フロアのリニューアルを終え、1988年（昭和63年）中に婦人服フロアと婦人雑貨フロアを再強化した。この結果、食料品のシェアを24％ - 25％台に維持しながら、平日に対する土日の来店客数比を3倍から2倍へ縮小させることに成功し、平日の集客力と広域集客力の強化に繋がったとされる。
加えて、外商活動の強化を通した固定客獲得にも力を入れ、80人体制の外商部だけでなく全社員で外商活動を行う「全員外商」を掲げてローラー作戦を展開していた。ジョブ・ローテーションを実施し、1987年（昭和62年）時点で正社員580人のうちほとんどが外商部経験者になっていたとされる。これに連動して、1987年（昭和62年）までに新松戸、南桜井、石岡、龍ケ崎、岩井、土浦、水海道、新八柱、鎌ケ谷といった千葉、茨城、埼玉の三県に跨る首都圏東部20 - 50 kmの商圏内に9か所のギフトショップを開設しており、年商2億円を目標としていた。その背景には、バブル景気による土地価格の高騰などもあり大型店舗の新規出店が難しくなったことから、小型店舗の展開によりこれを補い、商圏の深耕や固定客の獲得を企図していたとの指摘もある。これらの「拠点づくり」は船橋そごうや大宮そごう、千葉そごうと連携して進められ、相互に守備範囲を分割、明確化しながら一部フランチャイズ形式で展開していたという。一連の外商活動を通して外商カードとその他提携カードを柏市の人口の約3分の1にあたる10万枚発行することが最終的な目標とされた。1987年（昭和62年）時点での発行枚数は外商カード約2万枚、その他提携カード約5万枚の合計約7万枚であった。
外商活動の強化と並行してダリア友の会の会員獲得も目指した。その一環として1988年（昭和63年）春から店舗内外に活動のためのスペースを設けている。こちらも会員数10万人が最終的な目標とされた。1987年（昭和62年）時点の会員数は3万8千人であった。
これらの施策は全て1980年代前半に立てられた中長期経営計画のもとで進められた。この中長期経営計画は1989年（平成元年）2月期の決算までにそごうグループ全体で売上高1兆円に到達することを目標とする「一兆円構想」を達成するためのものであった（そごうルネッサンス運動）。

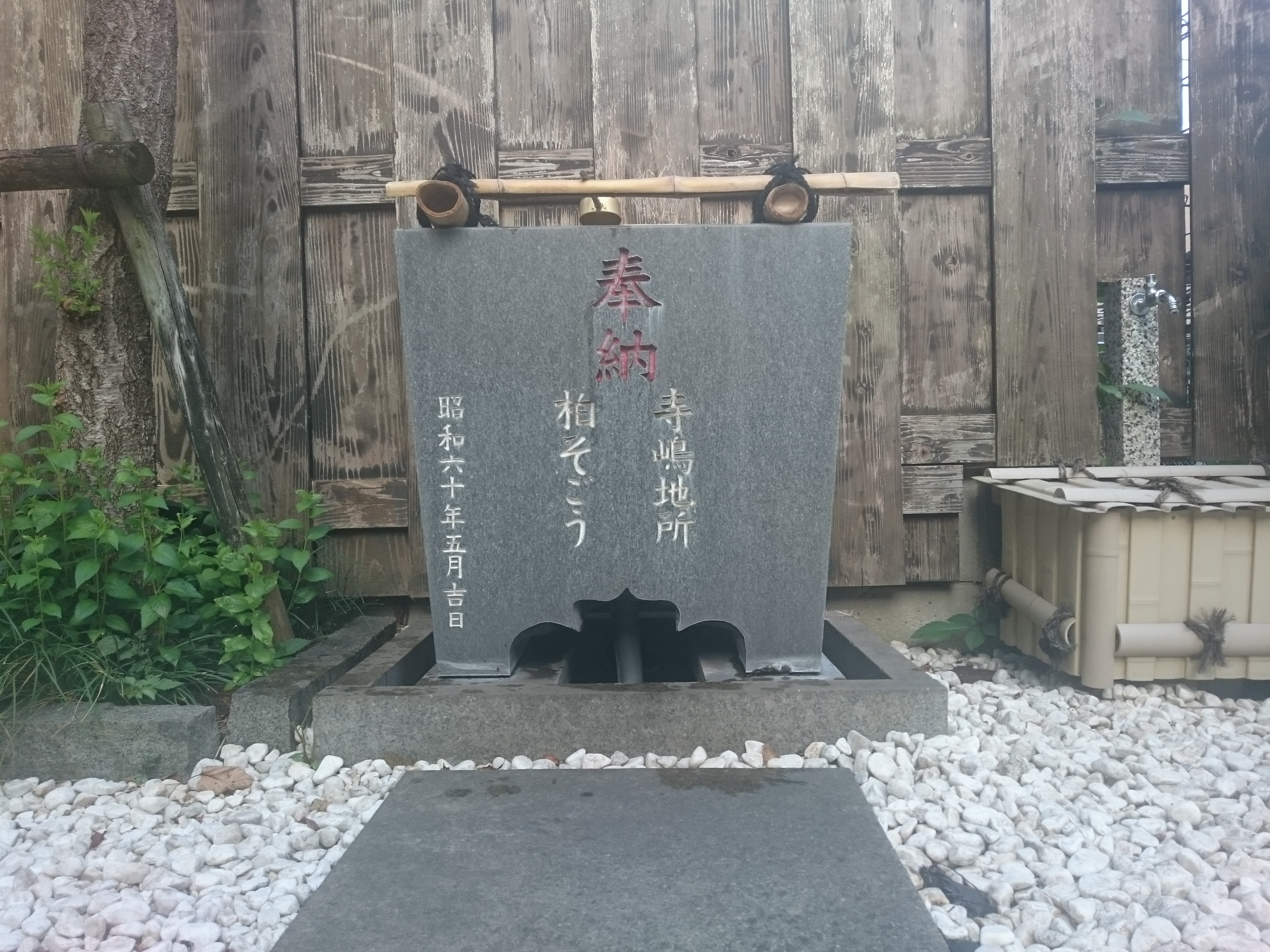
幸町弁財天の例

そごうでは千葉そごう出店以来、「地域で得たものは地域へ」「確かなコミュニティづくりから生まれる、確かな信頼関係」を掲げ、文化活動の支援や地域行事への積極的な参加といったメセナを重視してきた。同店においても例外ではなく、1979年（昭和54年）5月3日 - 5月9日にかけて地元の画家の「画業六十年」を記念し本館9階の画廊にて個展を開催、「関口誠展 画業六十年記念」と題し「柏そごう美術部」名義で記念誌を刊行している。その他にも、地元の二大神社として柏神社と旭町香取神社に対し、祭事への参加や協力、拡大戦略により設けられた様々な施設の修祓を依頼するなど、地域社会との共存共栄を重視し様々な施策を行っていたとされる。
そごうは1980年代初頭までの約10年間、すべての床を地元権利者、厳密にはビル管理者の「株式会社スカイプラザ柏」から賃借する形を取っていた。そごうは高度経済成長期の地価上昇に目をつけ (土地神話)、出店当初は不動産の自社物件化を軽視しつつも、早期の段階で買い上げステークすることで不動産担保能力を向上、帳簿上の財務状態を改善し、新規出店のための資金を捻出する手法を着想する。
1984年（昭和59年）、株式会社柏そごうは子会社と合併し、そごう直営部分を買収、タワー館のほぼ全てとプラザ館の一部を取得し自社ビル化する。同年中にそれら土地・建物を再評価することで、1984年（昭和59年）2月期時点で570億円あった累積赤字を1985年（昭和60年）2月期までに一掃した。これにより、債務保証能力を高めながら金融機関から借入を続け、そごうは拡大戦略を強力に推し進めていく。たまたま直後に日本はバブル景気に突入し、異常な地価上昇が継続、そごうは膨大な金利負担を気にすることなく、株式会社柏そごうは株式会社千葉そごう・広島そごうとともにグループ全体の債務保証を抱え込むことになった。株式会社柏そごうの借金依存率は1985年（昭和60年）時点で80％に迫り、そごうグループの基幹会社としてグループ全体への資金繰り支援を続けた。
なお、後年後述する街づくり事業によりタワー館・プラザ館外の不動産管理を担うビル管理会社が別途必要となり、1994年に株式会社柏駅前ビル開発が設立、後年にそごうグループが破綻し株式会社柏そごうが解散した際にスカイプラザ柏のうち専門店部分の保守管理機能が移管され現在に至っている。
当時はバブル景気真っ只中であり、週休二日制の定着も相まって木曜日の夜を買い物に、金曜日の夜を食事や飲み会に費やすという「ハナモク」「ハナキン」が流行しており、百貨店各社は木曜日が主流だった定休日を火曜日にずらし、「ハナモク商戦」を展開していた。そごうグループは1989年（昭和64年）からハナモク対策に乗り出し、大都市の店舗を中心に定休日を変更する動きが広がり、柏そごうでは同年9月5日から定休日を火曜日に変更してこれに対応した。
柏そごう自身もバブル景気にあやかり、アメリテックグループ（現在のAT&T）と共同でワシントンD.C.郊外の大型ショッピングセンターに高級ホテル "The Ritz-Carlton, Pentagon City" を建設、そごうグループはホテル事業に進出することになった。80億円の建設費は柏そごうとアメリテックが折半し、ホテルの運営はザ・リッツ・カールトンに委託した。商業施設とホテル部分を合わせた床面積は延べ約80,000 m2、1990年（昭和65年）春に開業した。

#### 1990年代

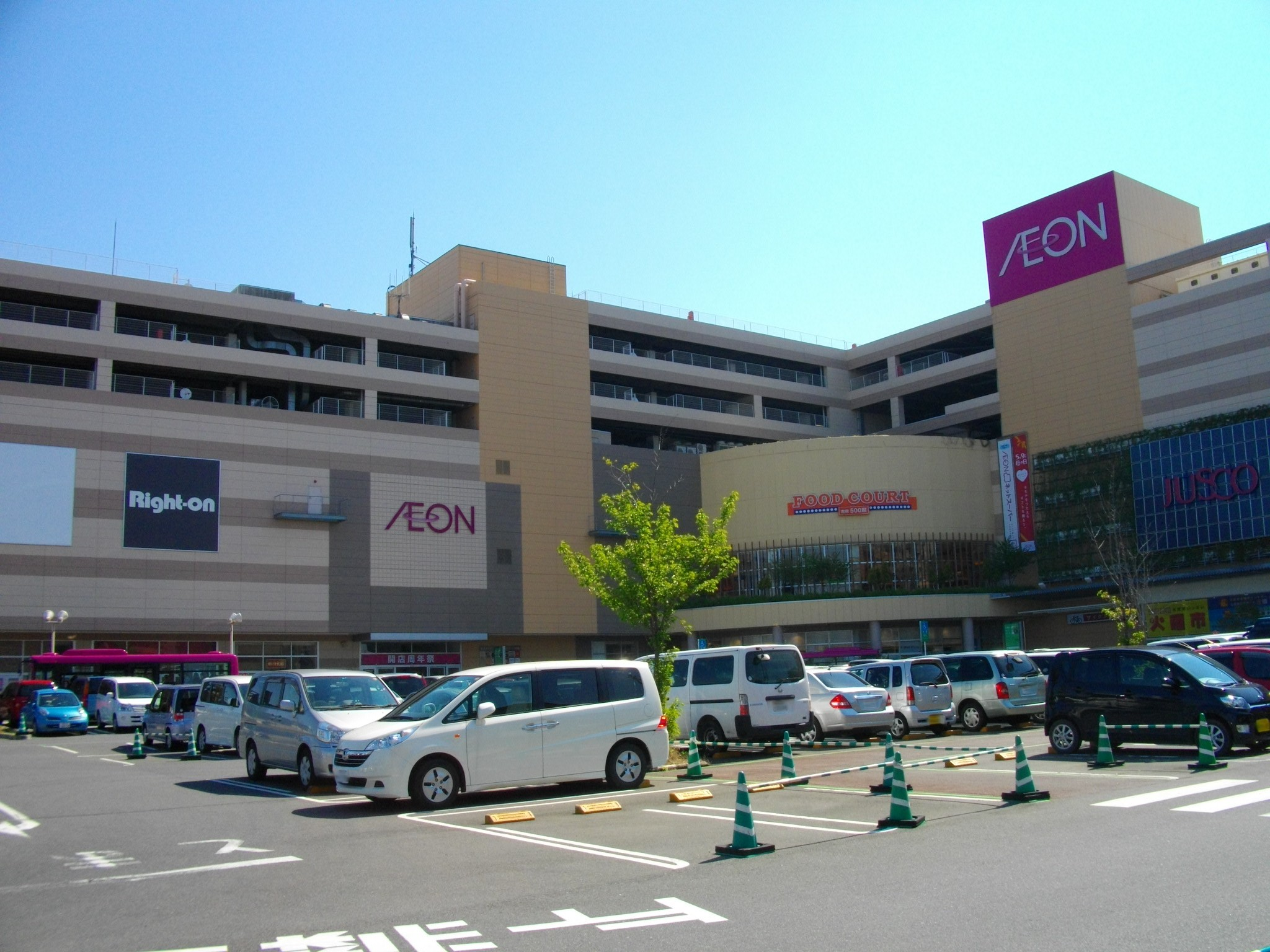
イオンモール柏

1980年代は飛躍的な成長を遂げてきた同店であったが、店長の瀬川は施設規模の制約や百貨店事業を制限する現行法規との兼ね合いでこれ以上の施策は難しいと感じていた。1990年度に売上高は590億円でピークを迎え、それ以降は閉店に至るまで減少傾向が続いている。この頃になると同市の人口は31万人、商圏人口は190万人に及び、柏そごうは千葉県北部の最大拠点として競争力の強化が求められた一方、商圏設定の基準となっていた常磐線・東武野田線沿線に大規模な駐車場を備えた複合施設（大型ショッピングセンター）の進出が相次ぎ、中心市街地の衰退が目立ち始めていた。
|                            | 売上高    | 正社員数 |
| -------------------------- | --------- | -------- |
| 1973年（昭和48年）         |           | 560人    |
| 1985年（昭和60年）         | 398億円   |          |
| 1986年（昭和61年）         | 440億円弱 |          |
| 1987年（昭和62年）         | 450億円弱 | 580人    |
| 1988年（昭和63年）         | 511億円   |          |
| 1990年（平成2年）          | 590億円   |          |
| 1991年（平成3年）          | 574億円   |          |
| 1993年（平成5年）          | 548億円   |          |
| 1998年（平成10年）         | 403億円   |          |
| 1999年（平成11年）         | 383億円   |          |
| 【参考】2015年（平成27年） | 115億円   |          |

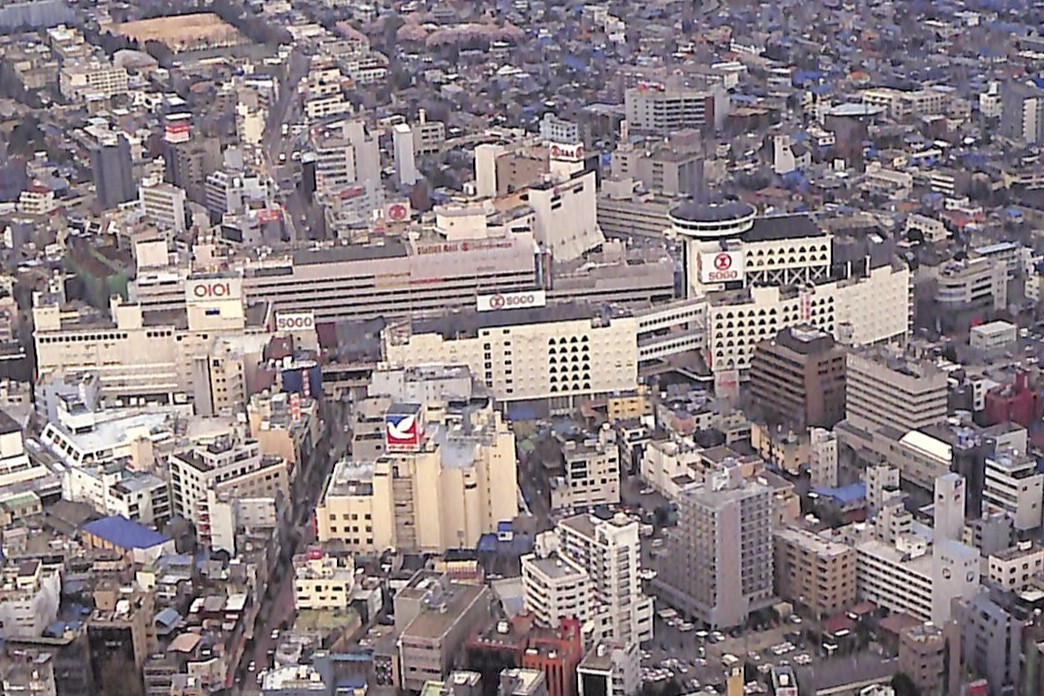
柏駅東口の商業施設群。「駅前大ショッピング街」と称された。

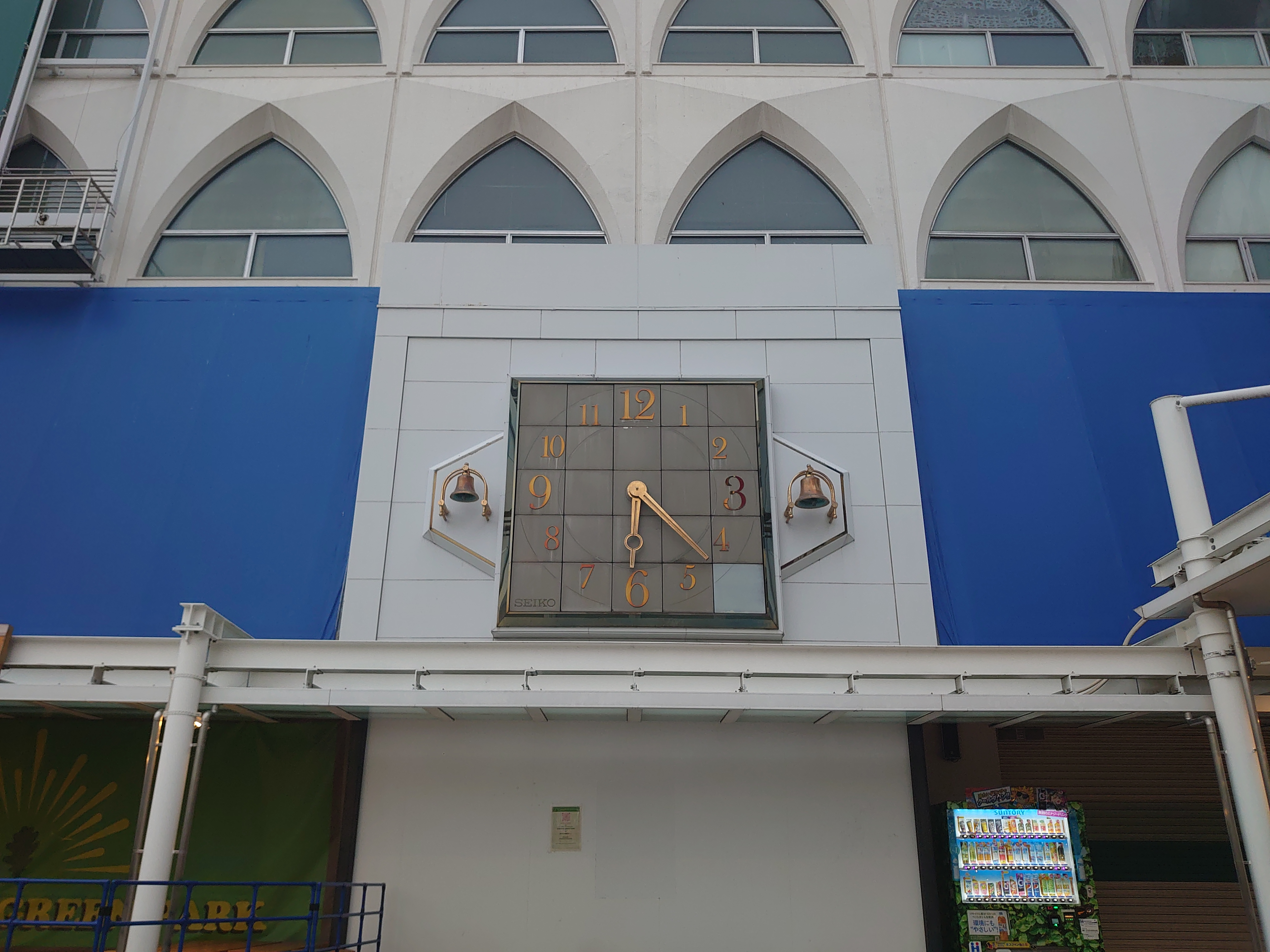
世界の人形時計

1992年（平成4年）4月にはついに駅ビル「柏ローズタウン」が再編され、柏高島屋が柏髙島屋ステーションモールとして一体化、常磐新線（後の首都圏新都市鉄道つくばエクスプレス）の開通も控えており、商圏の分断、縮小は避けられないと既に指摘されていた。これに対抗するためには従来行ってきた百貨店事業の強化だけでは不十分だと判断した瀬川は、百貨店を核とした「街づくり事業」を計画する。
1992年（平成4年）12月20日、開店20周年記念として「世界の人形時計」を2階正面口前に導入したことを皮切りに、1993年（平成5年）5月には献血ルーム等がある「アネックス館」（または「ラフィネ館」）を開館した。地上6階地下2階建てであり、地下2階と6階が連絡通路を通じてそれぞれタワー館の地下2階と5階に接続されている。これにより2館体制から3館体制となった。
アネックス館地上1階 - 地上2階には500 m2のファッションブティックを集積し、上層階には本館にあった社員食堂を移設、本館・プラザ館からの営業外スペース排除により高島屋の増床に対抗する構えを見せた。これにより空いたスペースを活用し、物販施設としてのみならず公共施設、情報サービス機能を取り込み、アメニティ要素に富んだ店づくりを企図していたという。その他、1階にホテルオークラ系列の喫茶店、2階に画廊、3階に茶室、4,5階を縫製・リフォーム事業の事務所とした別館（アネックスではない）を設けるなど、本館・プラザ館周囲に多様な業種の小型店を出店し街づくり事業を展開、売上高600億円規模、1991年（平成3年）を初年度とする株式会社柏そごうの新中期五ヵ年計画「1,000億円企業に向けての基盤づくり」の実現、ひいては地域財閥化を目指した。これらの街づくり事業は中心市街地の活性化を目的とする柏市の地区再生計画に足並みを揃えて展開され、既存の本館・プラザ館を同事業の中核と位置づけ進められた（柏そごうTWINS）。
加えて、集客力のさらなる向上のため新たな駐車場の確保も進めた。既存の平面駐車場のうち株式会社柏そごうが所有するものを立体化し、同店としての車両収容可能台数をタワー館地下のものや平面式のものと合わせて1400台に増加させる計画が立案された (実現は民事再生後)。前述の2つを含めたこれらの「街づくり事業」は千葉そごうや広島そごう、そごう神戸店を参考に「そごうタウンづくり」として進められ、商圏内の環境変化に影響されないような強い集客力を持つ「柏そごうタウン」の建設を目指すものであった。
1996年（平成8年）5月にはそごう神戸店に続いて高齢者向けに介護福祉用品等を販売するシニア向けコーナーを設置し、高齢者を顧客として意識した品揃えも実施している。同年10月には東京の福祉サービス大手と連携し、道を隔てた隣のビルの1階に介護用品の販売や在宅介護サービスの仲介を行う総合福祉ショップを出店するなど、前述の街づくり事業と組み合わせた展開が見られた。同年12月にも柏市と千葉県、建設省の実施する「タウンモビリティ実験」に参加し、高齢者や身体障害者に向けたバリアフリー化にあたり各種施設を点検するなど、あらゆる年代層に通じる店づくりを目指すとしていた。
地域一番店として千葉そごうをひな型とした営業催事にも力を入れ、京都老舗まつり、北海道物産展、そごう恒例の多家楽市といった百貨店としてのスタンダードな催事はそごうグループ全体でもトップクラスの売り上げ実績を誇った。本館地下1階に位置する生鮮食品を主体とした地域最大（3,030 m2）の食品フロア、地上10階 - 地上14階に跨る4層の名店食堂街といった食品系サービスの充実さも強みと評されている。衣料品、特にターゲット層にリーチする高級婦人服・若年層向け衣料品については「エバーリニューアル」の思想を取り入れ、地域一番店としてのみならず、県下第二位の地位を確立するに至った。
1992年（平成4年）6月、顧客の利便性を高め、売上増につなげるとして、千葉銀行を中心とした千葉県内の地方銀行が主体となって構築した銀行ネットワークと接続し銀行POSを導入、キャッシュカードで決済ができるようになった。同ネットワークは1991年（平成3年）2月から構築が行われてきたもので、千葉そごうと足並みを揃えて導入する形だった。
加えて、1995年（平成7年）6月からそごう東京店と時を同じくして食品売場のクレジットカード決済を実験的にサインレス化した。レジでの待ち時間短縮を企図したもので、金額は消費税込みで3万円以内、支払い方法は一回払いのみでの運用だった。1995年（平成7年）8月には同年11月までにグループ国内27店にサインレス決済を拡大することが決定、今後は食品以外の売場でもサインレス化を検討していくとした。
その他、1994年（平成6年）7月1日から千葉そごう、茂原そごう、多摩そごうとともに営業時間を30分 - 1時間ほど拡大、柏そごうでは中元期に期間を絞り全館で延長している。
その一方で、そごうグループはバブル崩壊後も店舗網拡大を続け、グループ内で多額の貸付金や債務保証が累積、当時でも債務超過まではいかないものの保証債務は総資産並みになっていたとされる。柏そごうも1980年代から北海道ニチイ、博多大丸などと並んで財務内容の悪さが指摘されており、負債比率は1986年（昭和61年）度末時点で115％、1987年（昭和62年）度末には118.3％と年々上昇、一店舗のみを抱える地域子会社としては大きな債務を抱え続けていた。
1994年（平成6年）9月、特に厳しい船橋そごう・茂原そごう・木更津そごう（サカモトそごう）の3店の外商部門を千葉そごうに移管して店舗運営に専念させ、千葉県内の外商顧客を柏そごうと千葉そごうで受け止める体制に変更する。加えて、「既存店の強化を優先する」方針を固め柏そごうも十数億円かけて全面改装する計画が立てられた一方、「ジェイアール立川そごう」といった新規の出店計画は凍結されることとなった。
1995年（平成7年）5月には開業以来代表取締役社長として率いてきた水島廣雄が業績不振の責任を取り、株式会社柏そごう、徳島そごう、大宮そごう、奈良そごうの4社の社長職を辞任、会長へ退く可能性を示唆する。その他にも役員賞与取りやめ、株式会社奈良そごうが有する奈良県内の遊休地売却、不採算店閉鎖などを検討し始め、そごうは強力な拡大戦略から舵を切り始めた。
それでも経営状況は改善せず、1997年（平成9年）2月期には株式会社柏そごうの自己資本比率はわずか2％にも満たない13億9700万円と厳しい状況であることが指摘されている。この頃になると「隠し負債」を含めればそごうの地位子会社の多くが債務超過状態にあるといわれる中、1998年（平成10年）時点で株式会社柏そごうは何とか持ちこたえていたものの、1999年（平成11年）度の売上高は383億7500万円と消費生活の変化に伴い売上自体も落ち込んでいく中、713億4100万円もの有利子負債を抱えた同社は銀行など金融機関の信用がなければ「即死」しかねない厳しい状況であった。
2000年（平成12年）4月16日、ホテルオークラ東京のレストラン「桃花林」で開かれた水島の「米寿を祝う会」にメインバンクの日本興業銀行関係者が直接乗り込み、法的整理への移行を盾に水島に辞任を要求、水島はやむなく株式会社そごう及び全てのグループ会社の役職を退任した。

#### 2000年 - そごうグループの経営破綻
2000年（平成12年）に入り、そごうとメインバンクの日本興業銀行は収支改善による再建を断念、東京・白金台のそごうグループ本部には連日のようにそごう経営陣と興銀担当者が集まり、債権放棄、すなわち借金の棒引きを金融機関に求める内容の再建計画案を作成していた。計画案がまとまりつつあった2000年（平成12年）4月5日夜、債権放棄の具体的な金額が漏れており、翌4月6日午前10時頃に一部マスコミが速報を流す旨をそごうの広報担当者が覚知、同本部に報告する。そごうはやむなく同日に6390億円に及ぶ巨額の債権放棄を含む再建計画案を発表した。
同会見では山田恭一株式会社そごう代表取締役社長によりそごうグループの状況が説明された。株式会社柏そごうの主要取引銀行は日本興業銀行 (後のみずほ銀行)・千葉銀行・安田信託銀行 (後のみずほ信託銀行)・日本長期信用銀行（後のSBI新生銀行）の4行、主要株主は千葉そごう69％、船橋そごう15％、水島廣雄6％で、閉鎖はせずに事業を継続するとした。同社は船橋そごうの累積損失を背負い込み著しく財務状況が悪化していた。加えて、大宮そごうの不動産管理会社が柏そごうの系列となっているなど (本館ビルは株式会社大宮スカイプラザ運営)、グループ内で資本・人的な関係が錯綜しており、社長の水島でさえも把握できていないような状態であった。
これに対し、当時の民主党が2000年（平成12年）7月4日召集の第148回国会において「国家による民間企業救済」と紛糾する。日本興業銀行に次いでそごうグループの主要取引銀行だった日本長期信用銀行は1998年（平成10年）10月23日に破綻、国有化を経て2000年（平成12年）3月にリップルウッド・ホールディングスに売却されていたが、この際に譲渡後3年以内に債権が2割以上劣化した場合、国（厳密には預金保険機構）が保証するという瑕疵担保特約を結んでいた。これにより、国が民間企業を救済する形となることを同党は問題視した。
しかし、債権放棄を受け入れれば約970億円の放棄要請額を税金で補填するに留まるが、このまま法的整理に突入、すなわち倒産すれば1500億円以上の損失が発生し、かえって税金の注入額は大きくなる。ところがマスメディアは「税金が同社の処理に使われる」という一点のみを強調し続け、そごう経営陣・興銀側も事実上のワンマンオーナーでそごうグループ過半数の株式を持つ水島を表舞台に立たせ私財提供を申出させるなどといった経営責任の明確化を示すことができなかった。世論はヒートアップし、金融再生委員会が債権放棄受け入れを決定した2000年（平成12年）6月30日以降そごうグループ店舗の売上は全店平均で約15％も減少、毎年売上を伸ばすことが絶対条件となっていた再建計画はそもそも成立しなくなった。6月はお中元商戦の時期であったが、そごう各店には1日300本もの抗議電話が集まり、通常業務もままならない状況であった。
影響を最小限に食い止め連鎖倒産といった現象を防ぐため、破綻状態に陥った事業会社は私的整理により再生される例が大半であったが、そごうは法的整理を余儀なくされた。2000年（平成12年）7月11日、柏そごうを含む全国のそごうの店舗の代表者がそごうグループ本部に集まり、臨時取締役会を開催、経営悪化に対する対応が協議される。株式会社柏そごうを含むそごうグループ全社は自主再建を目指していたが、深夜に及ぶ協議の末、株式会社柏そごうを含むそごうグループ全社が自主再建を断念、翌7月12日、株式会社柏そごうは株式会社そごうをはじめとする計22社と共に民事再生法の適用を申請し、約1238億円もの負債を抱えて事実上倒産した。
そごうの取引先は多くが15日を支払日としていたため代金回収が困難となり、先行き不安からアパレルを中心に商品供給が停止、問屋依存の仕入れ体制が仇となり一時は在庫だけで売場を作らざるを得ない状況に追い込まれたが、2000年（平成12年）7月26日に和田繁明の社長就任が発表され、西武百貨店との事業統合が示唆されると、ほとんどの取引先が供給を再開したという。
2000年（平成12年）10月時点での従業員数は以下の通りであった。
| 正社員 | 契約社員 | アルバイト | 長期アルバイト | 派遣社員 | 合計   |
| ------ | -------- | ---------- | -------------- | -------- | ------ |
| 358人  | 36人     | 212人      | 0人            | 1730人   | 2336人 |

その後は株式会社柏そごうが100%減資した上、全額出資を受ける形で休眠会社であった株式会社十合の完全子会社となる。
その約2年後となる2002年（平成14年）9月1日、株式会社柏そごうは株式会社十合傘下の10社と共に株式会社そごう（旧株式会社横浜そごう）に吸収合併され解散した。
最終的には千葉そごう、柏そごう、大宮そごう、横浜そごう、八王子そごう、呉そごう、徳島そごう、川口そごう、そごう大阪店、そごう神戸店、西神そごう、広島そごうの12店が存続、これら店舗の債務は1兆5754億円に上った。法的整理によりそごうが履行するのはそのうち約5％の843億円で、国民負担は私的整理と比較して約500億円増加した。株式会社柏そごうの債務は755億円、うち弁済額は約2％の22億円であった。雇用調整助成金の支給に当たって大型倒産等事業主の指定を受ける上での調査では、株式会社柏そごうの関連事業所数は約1900社とされている。

### 民事再生後

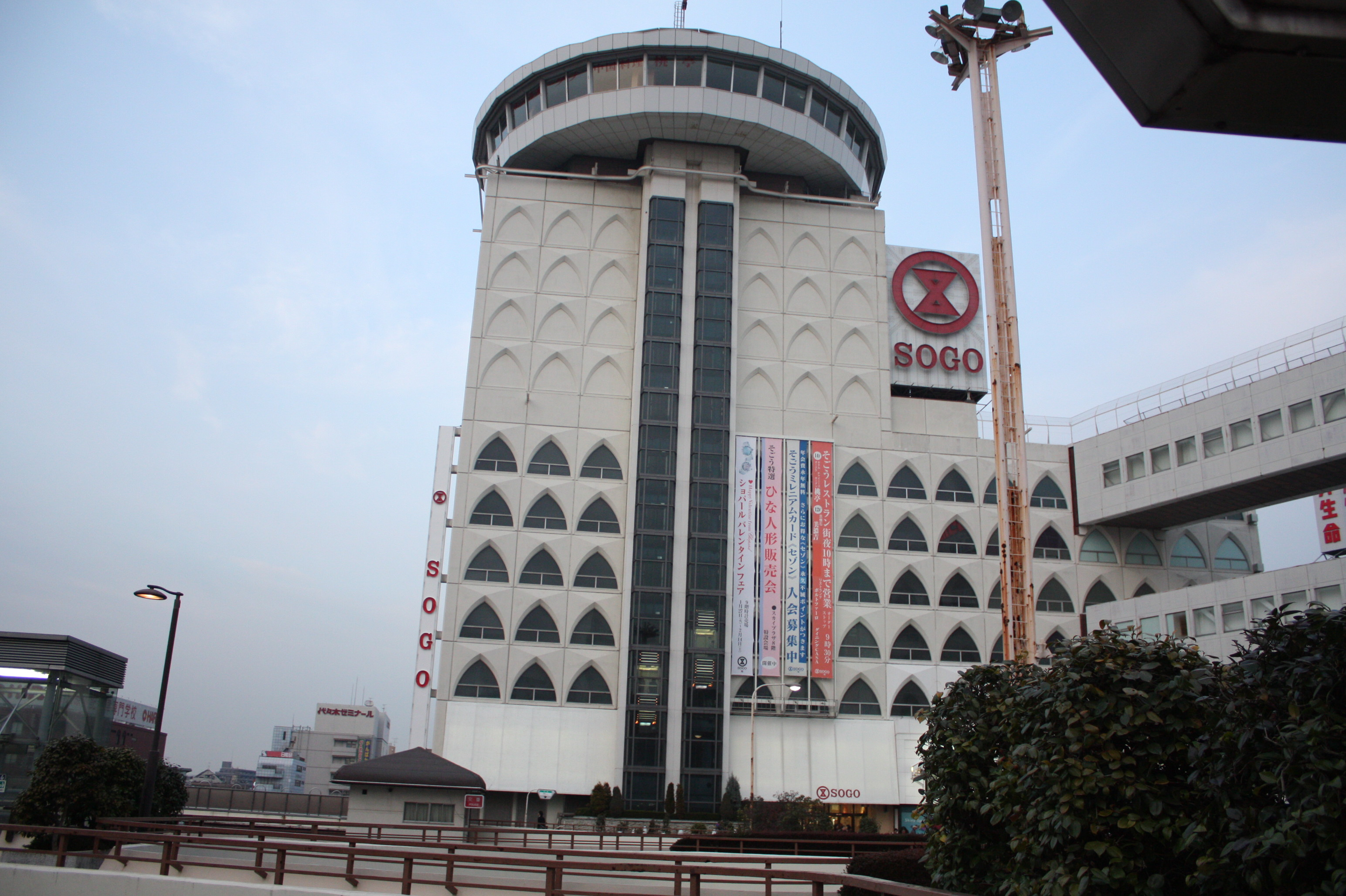
2003年リニューアル後

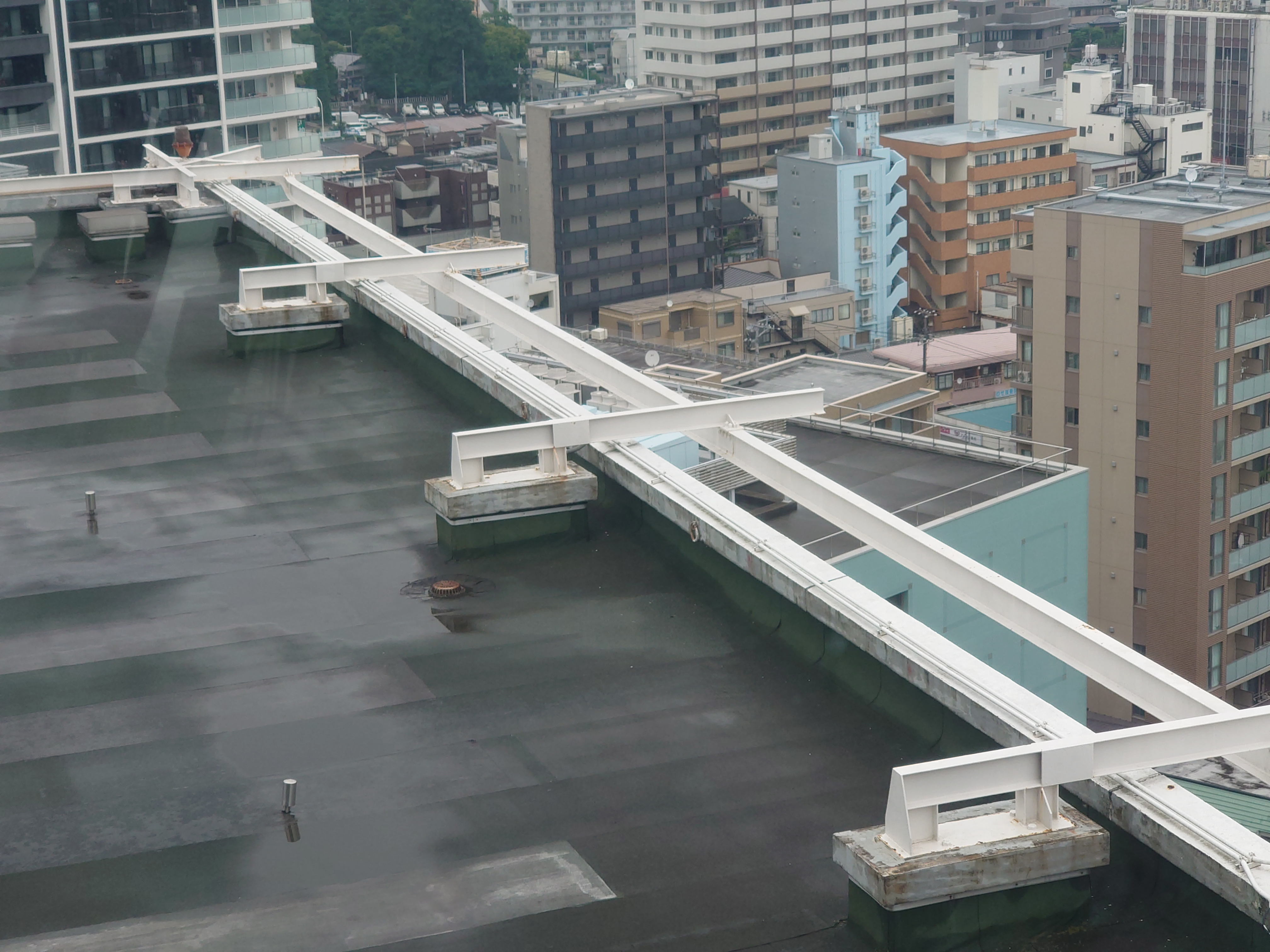
撤去された外部照明

2002年（平成14年）9月1日、そごうの破綻処理に伴う組織再編により、運営会社であった株式会社柏そごうが株式会社そごうに吸収合併されたため、以降は株式会社そごうによって運営されることとなり、呼称も柏そごうからそごう柏店へ変更された。
元々駅前立地という点でライバルの髙島屋と競合関係にあったが、駅ビル「柏ローズタウン」が再編され1992年に「柏髙島屋ステーションモール」として高島屋をキーテナントとし一体化したことや、半径5キロ圏内にイオンモール柏をはじめとする大型のショッピングセンターが次々と進出したことにより、一気に苦戦を強いられることとなった。
そごうのブランドイメージ低下もあり、2001年（平成13年）には柏髙島屋が婦人衣料や雑貨において5％程度の急成長を見せ、開業後初めてそごうから地域一番店の座を奪った。
その一方で、2002年（平成14年）頃になるとそごうグループへの風当たりも落ち着きを見せ、クリスマスツリーの設置提案といった好意的な意見が見られるようになったという。西武百貨店出身の新店長・行田明夫の下で接客レベルの向上を中心に力を注ぎ、クレーム件数は7分の1まで減少したとされる。
2002年（平成14年）、グループ破綻前の1990年代に着手された駐車場の立体化計画が1000台規模と当初の計画より若干縮小したものの実行に移され、同年11月末にそごう第一・第二駐車場が立体化される。当時、柏そごうTWINSから半径500 m圏内に位置するそごう第一・第二駐車場はそれぞれ1687.5 m2・3250.0 m2とともに大規模であり、1973年（昭和48年）までに柏市内に造成された商業施設附帯の駐車場の35.4％に達する規模であったが、その他3件（車両収容能力計380台）の平面駐車場は500 m圏外にあり、そごうは土日祝日を中心にマイクロバスをピストン運行してこれに対応していた。これらの駐車場は1980年代当時より「回転率が悪い」「立地に問題があり十分に機能していない」と指摘されており、第一・第二駐車場の立体化を機に閉鎖されることとなった。
2003年（平成15年）6月1日、株式会社そごうは、株式会社十合並びに株式会社西武百貨店と百貨店グループ「ミレニアムリテイリンググループ」を発足。同年に他のそごうがリニューアルする中、柏店もリニューアルを行った。かつては「名店食堂街」と呼称したレストラン街は10階以上だったものを12階・14階のみとし、空いた10階・11階をそごうの売り場にし、スカイプラザの建物でそごうが営業していた売り場がいくつか本館（タワー館）に移動した。
また、ミレニアムリテイリングとしての意匠の統一のため、アッパー照明を中心にタワー館に47か所、プラザ館に27か所あった外部照明の大部分が撤去、また白を基調とした内装への転換が行われた。本館（タワー館）地上1階 - 地上2階にあった「よろこびの広場」のシンボルゾーンは撤去され、"語らいと憩いの広場" として「ミレニアムコート」に転換、加えて風除室や地上1階・地上2階の全体に張られていた大理石や御影石には上から白色の内装ボードが被せられた。出入口周りの外壁に張られていた大理石については撤去され、白色の庇が設置された。

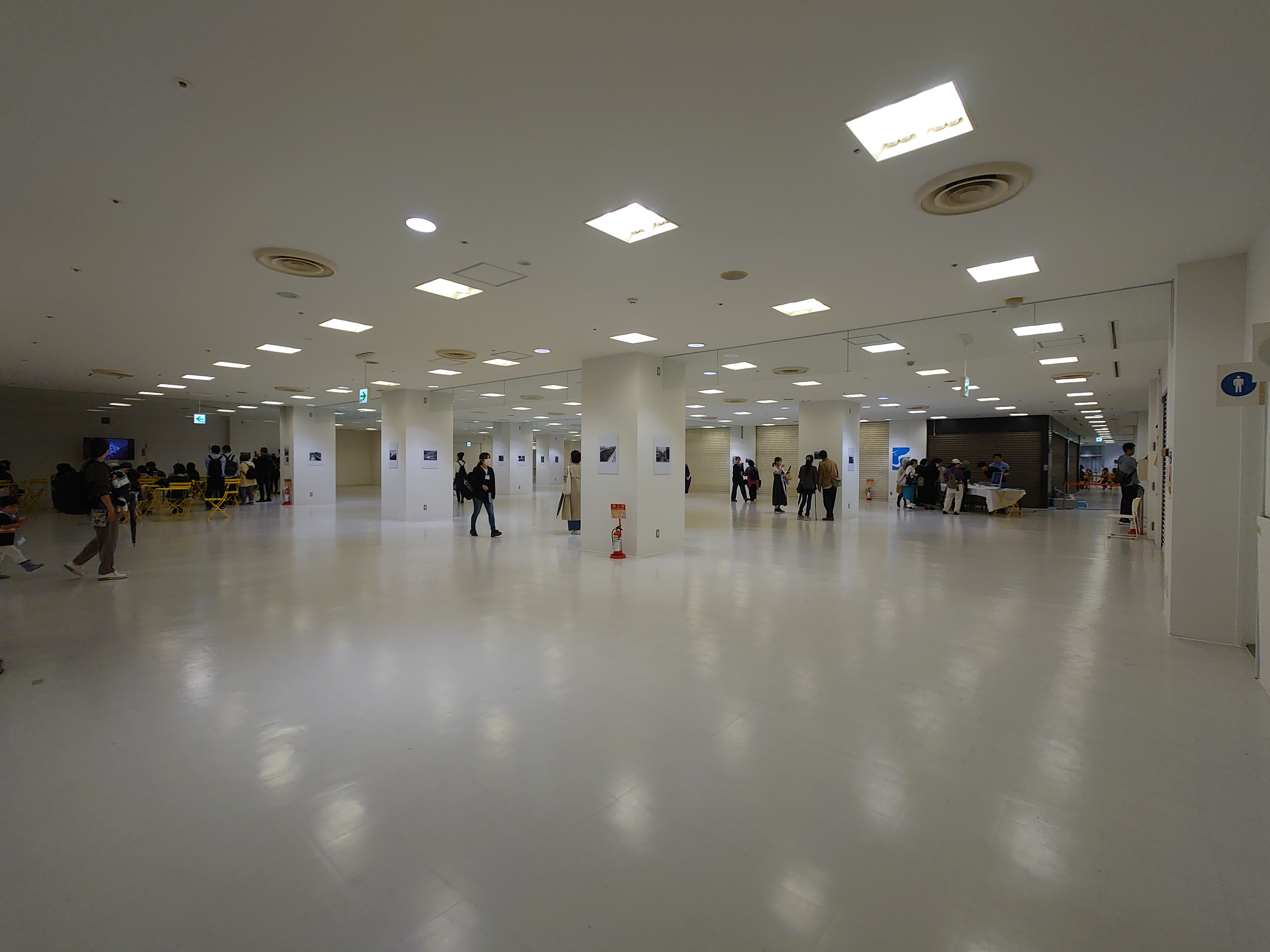
地上2階全景
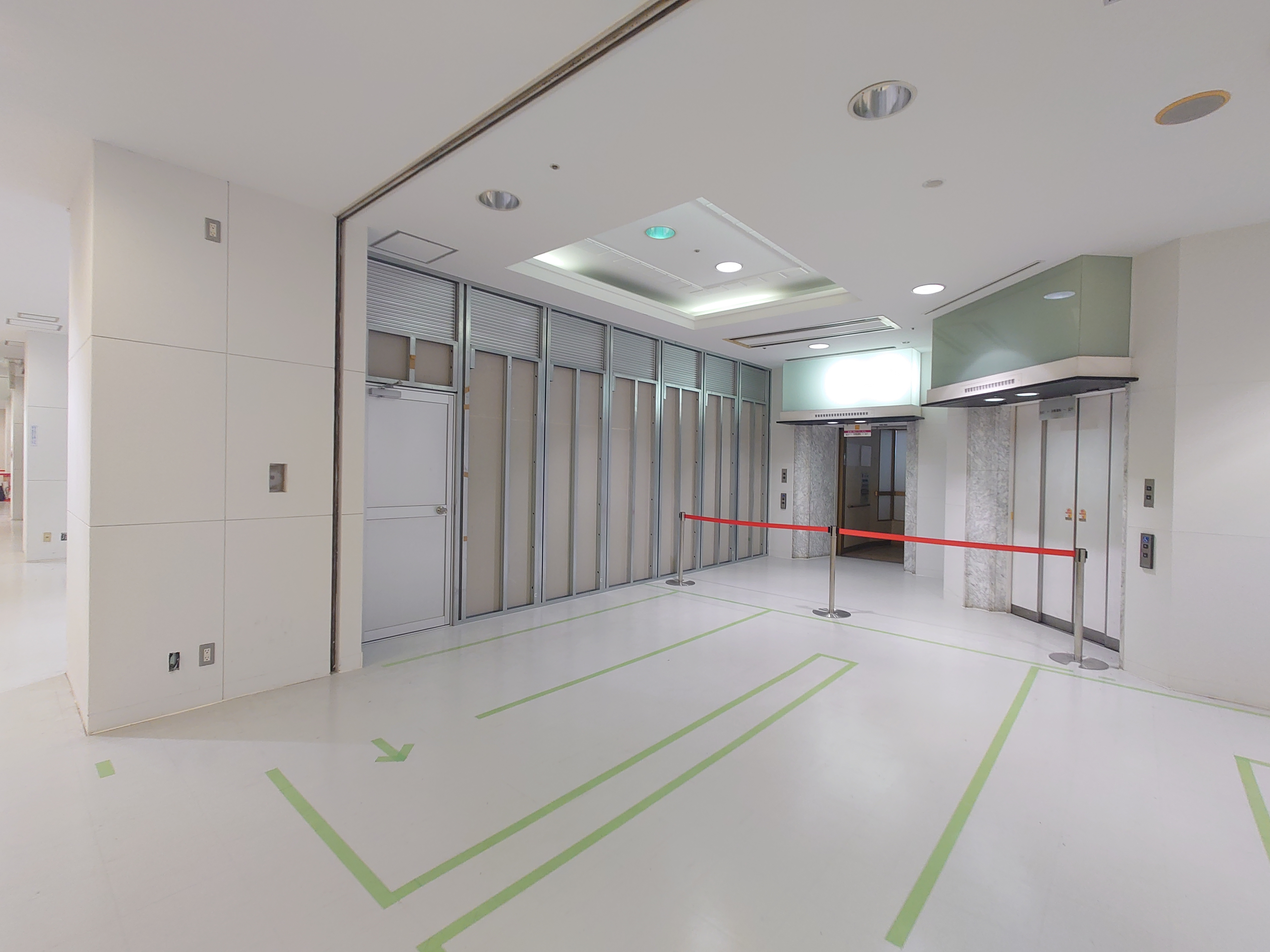
2階エレベーターホール
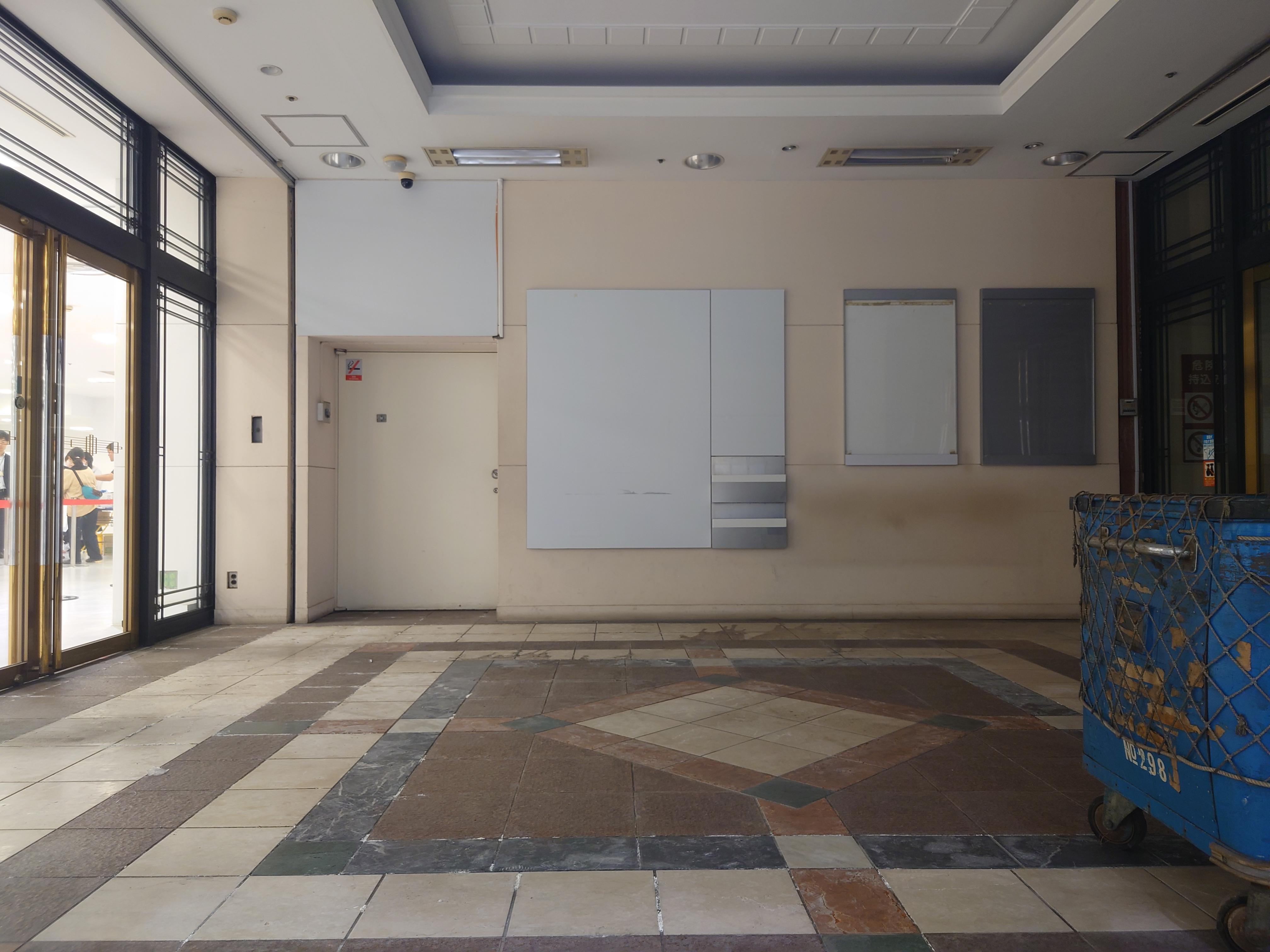
風除室（2階正面口）
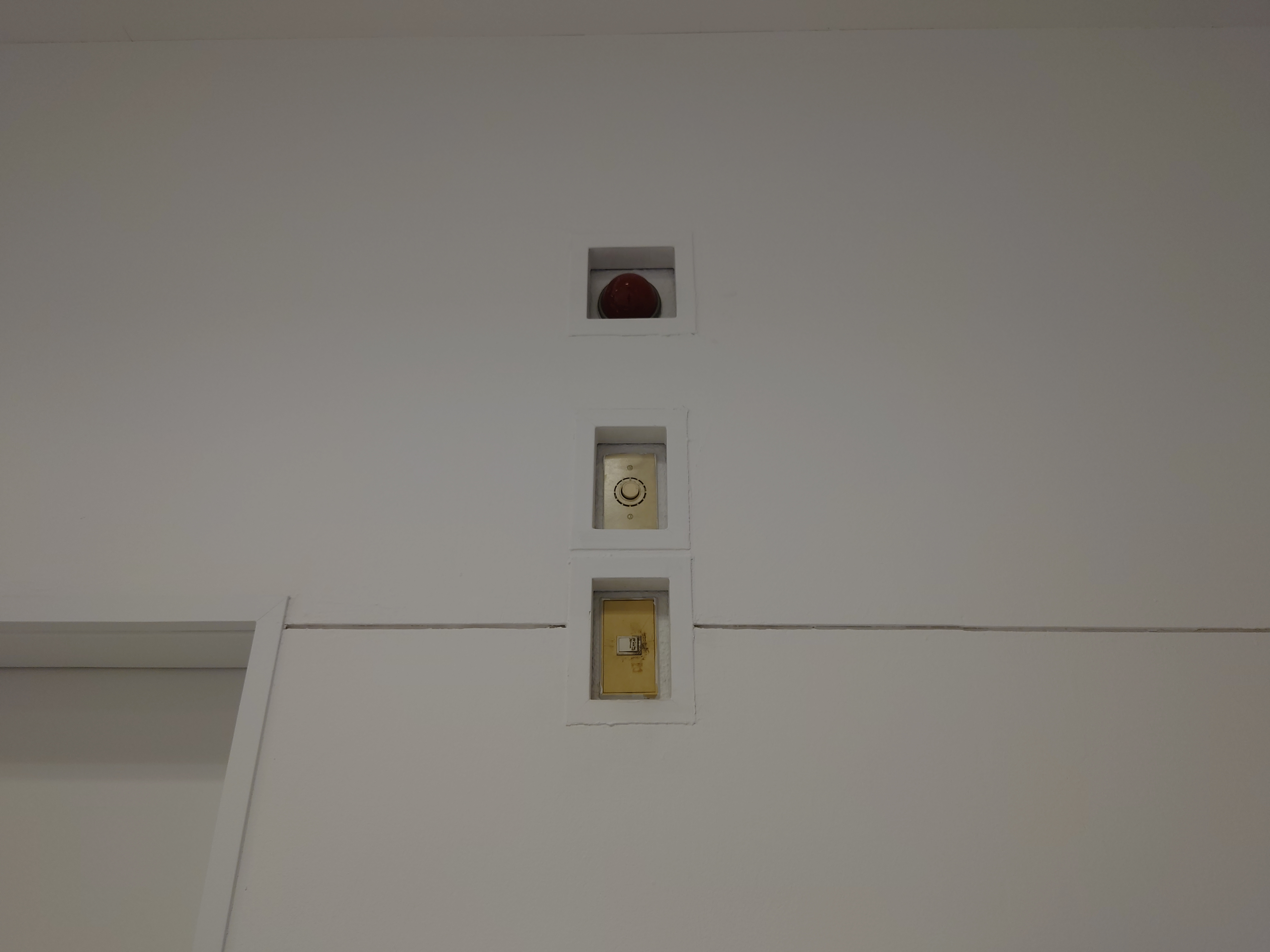
上から内装ボードが被せられている
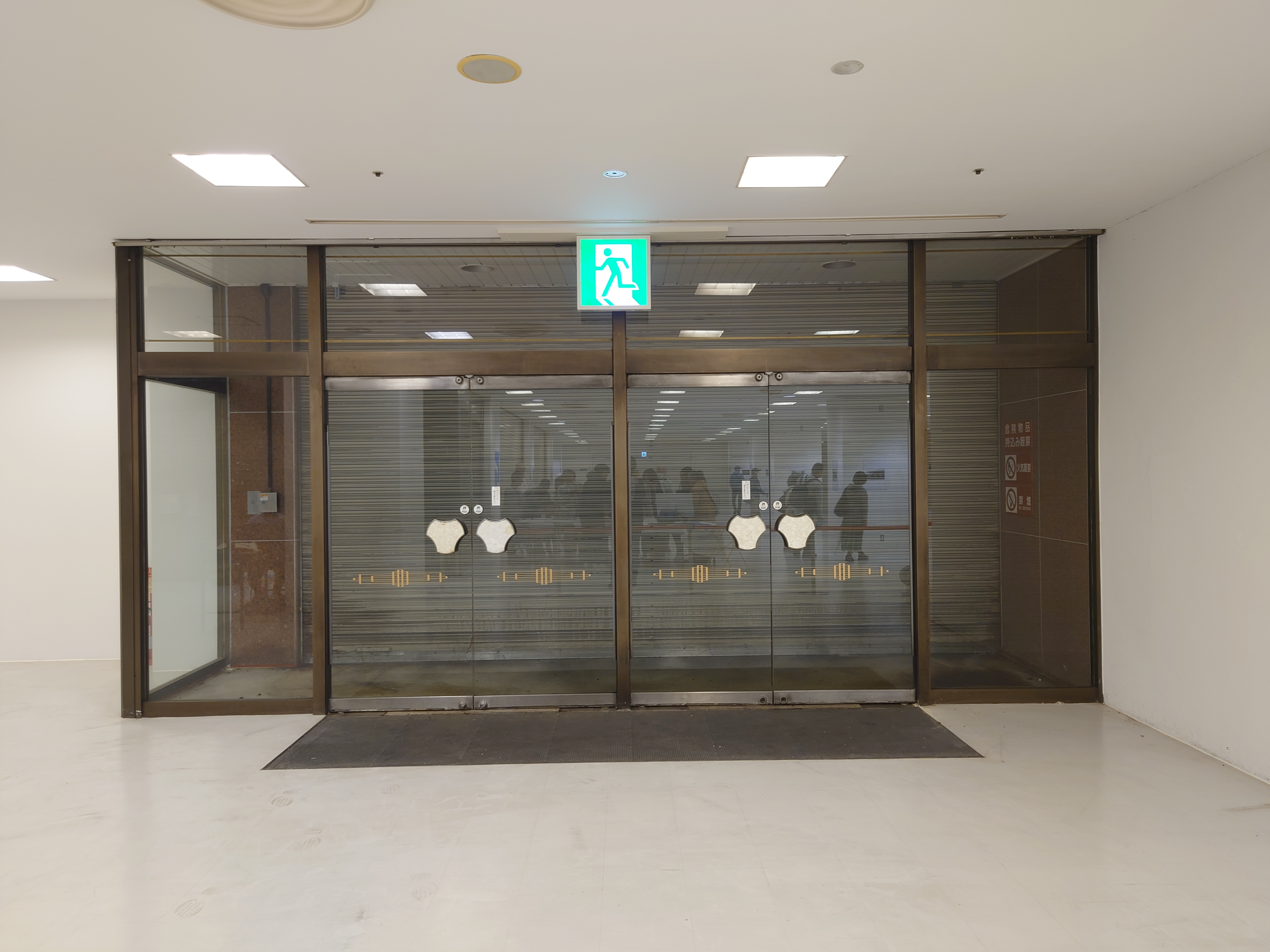
2階線路側出入り口
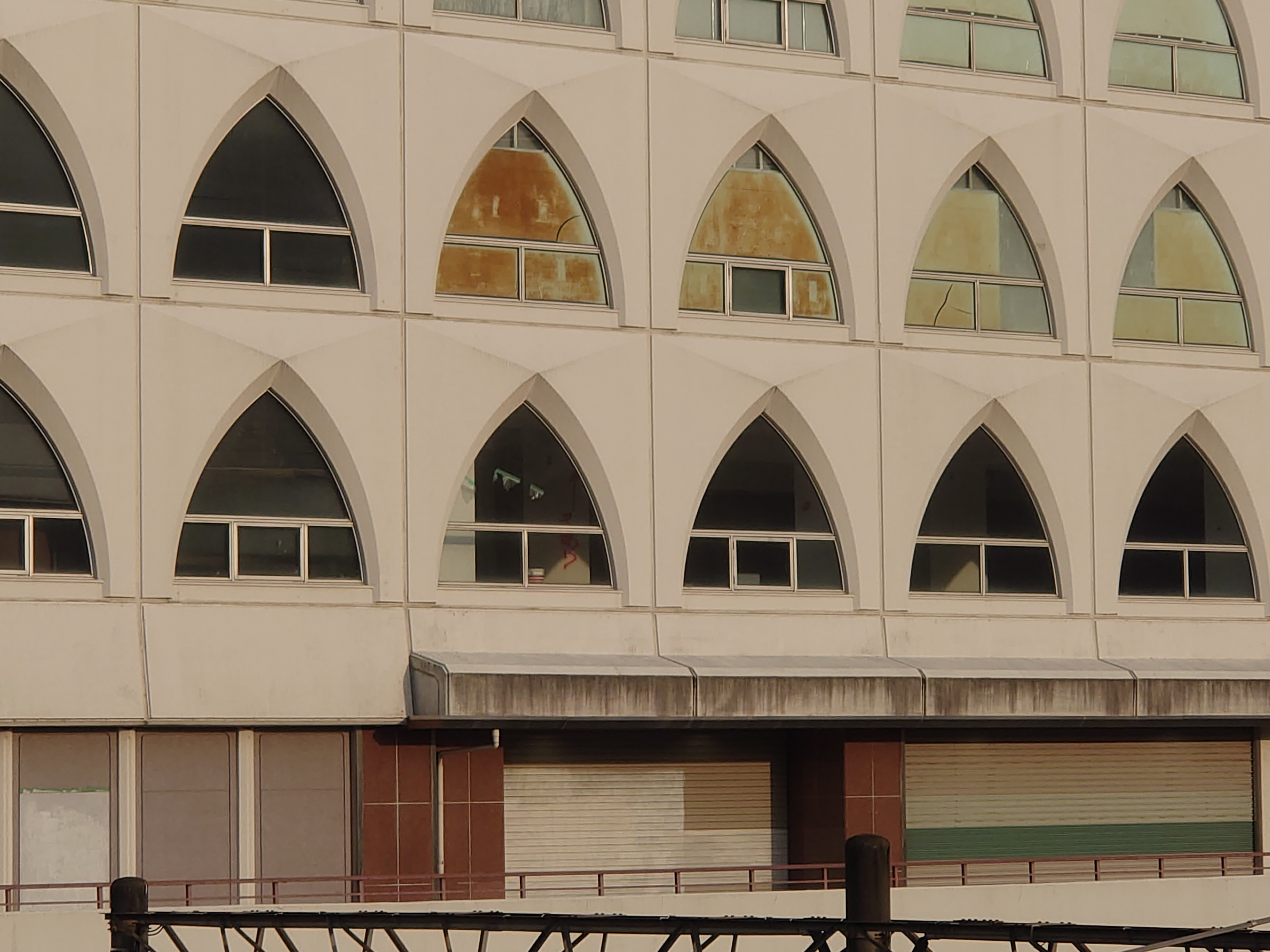
かつての大理石が垣間見える

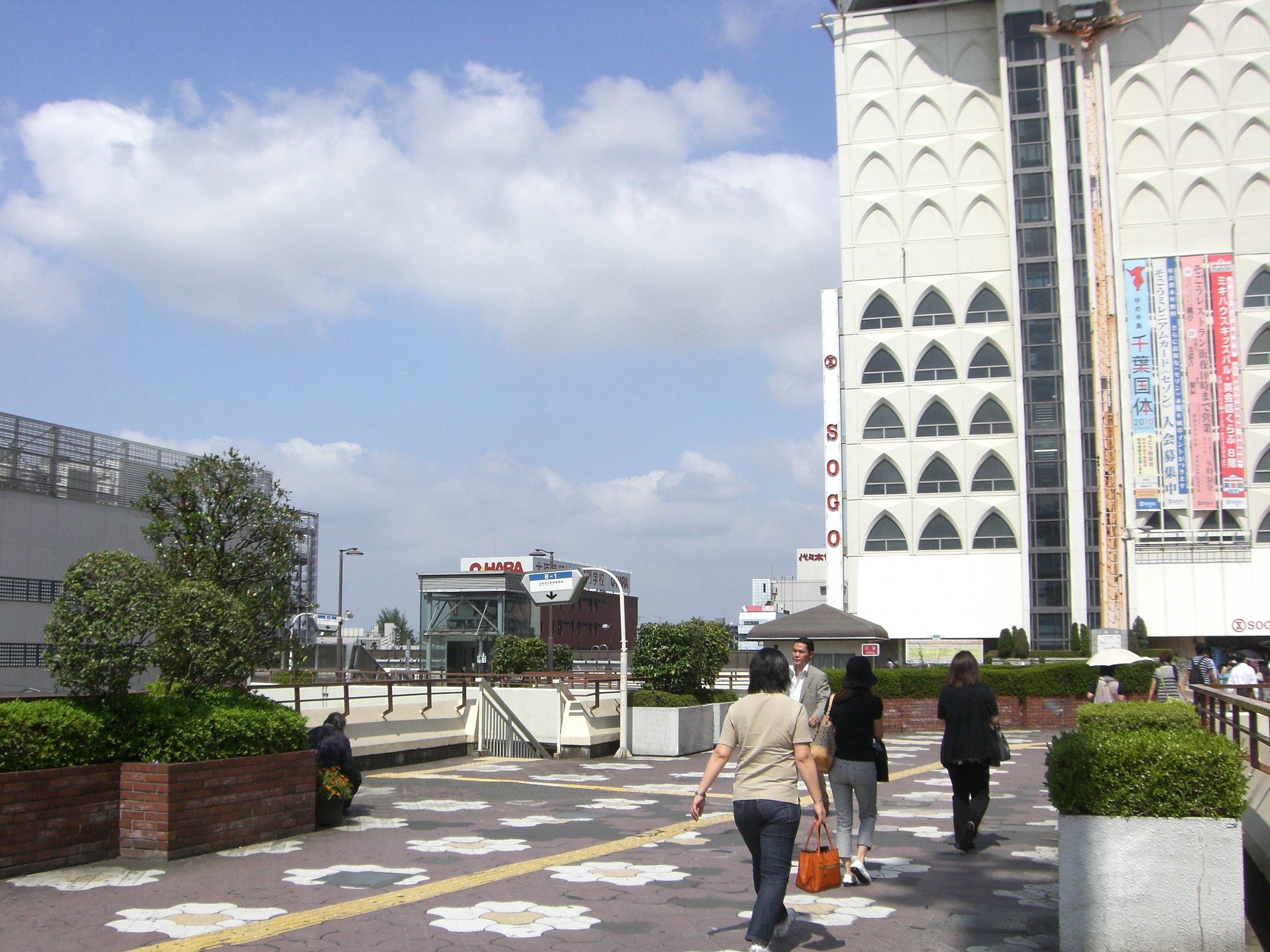
駅前広場から

新・キャッチフレーズは「『自分』発見館」。アパレル5社と連携し、複数のブランドを同じ空間に陳列して顧客の回遊性向上を企図した。衣料品のみならず食器や造花といったインテリア雑貨も同じ空間で取り扱ったミセス向け生活提案型売り場「マダムクローゼット」は、セレクトショップのような雰囲気が支持され新たな集客源となった。同リニューアルに伴い空室となったプラザ館地上4 - 6階については、同ビル地権者や専門店街の要望に基づき地元商工会がビックカメラに出店を要請、当初は実現困難と見られていたが地上2 - 6階に拡張することで誘致に成功した。これに伴い既存41店舗の一部は地上2階と3階の一部に集約される。
同年9月1日からは、西武百貨店とそごう間でクレジットカードの相互乗り入れが開始された。そごう側ミレニアムカードの利用比率が最も高かったものの、同店では西武筑波店発行のカードも目立ったという。株式会社ミレニアムリテイリングは両事業会社の収益改善に向け、そごう・西武百貨店間で会員管理システムの統合や商品券の相互乗り入れ、共同企画の実施などを通じて相乗効果を高めていくとした。
2008年（平成20年）4月15日、装置の老朽化及び東京ディズニーリゾートとの「イッツ・ア・スモールワールド」「ドックサイドステージ」のスポンサー契約終了に伴い、正面玄関前に設置されていた、毎正時にイッツ・ア・スモールワールドのテーマ曲である「小さな世界」が演奏される「世界の人形時計」の運用を終了、翌日より時計および鐘のみとなる。
2009年（平成21年）8月1日、そごうは西武百貨店とミレニアムリテイリング（旧株式会社十合）を吸収合併し、そごう・西武となる。
2011年（平成23年）3月11日に発生した東日本大震災に伴う電力危機により同年3月15日に計画停電が本格化した際には、12時50分にいったん営業を止めたが、「非常時こそ短時間でも営業を続けることが顧客のためになる」として夕方には再開した。同年3月は同震災に伴う営業縮小により大幅な減収となった。

### 店舗改革

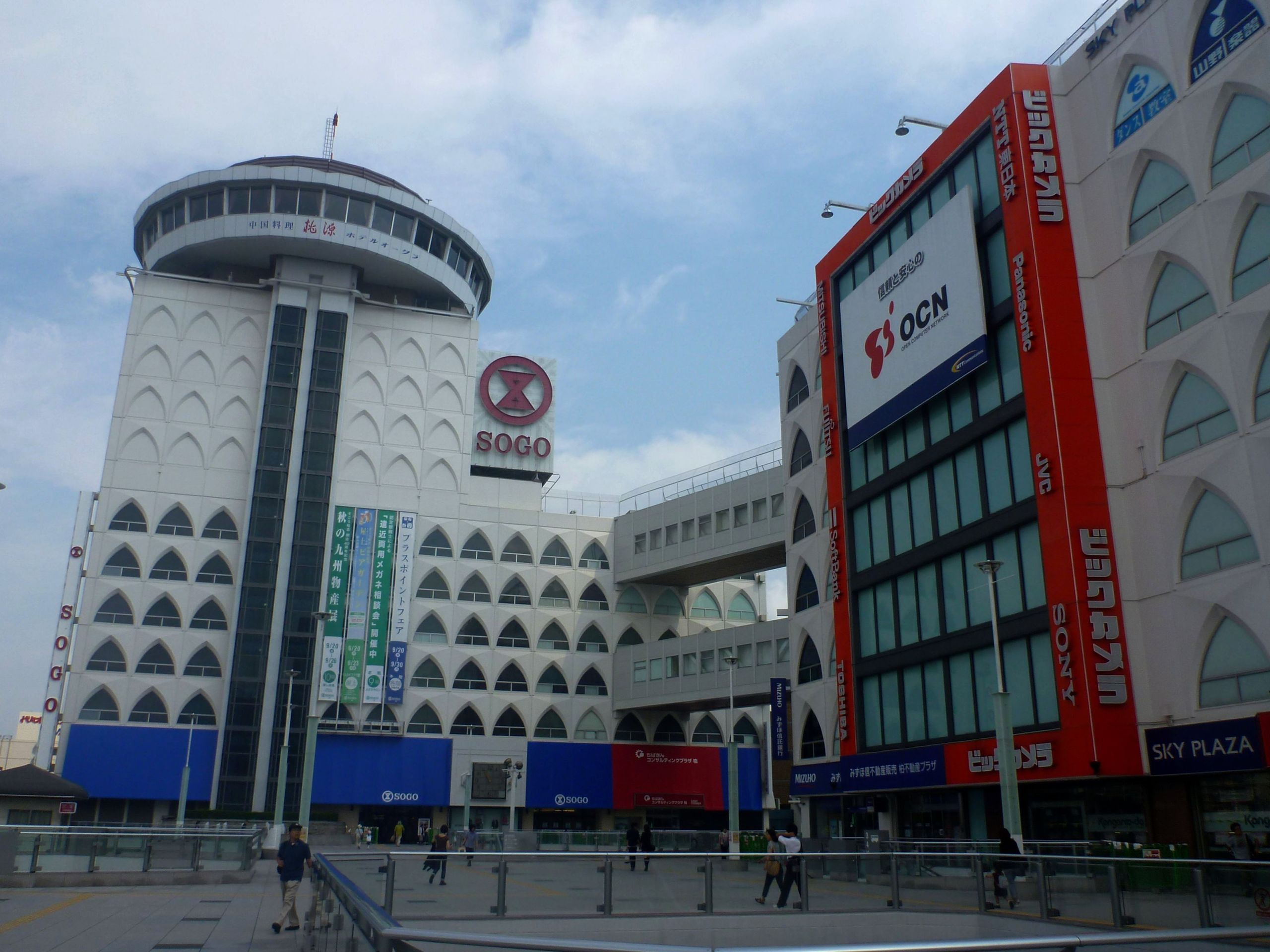
2013年リニューアル後

2011年（平成23年）9月、運営会社であるそごう・西武は郊外の店舗をシニア向けに改装することを発表し、柏店をそのモデル店舗に位置付けた。婦人服売場の約3分の1にあたる2,600 m2が60代以上向けの売り場に改装され、2011年（平成23年）9月9日にリニューアルオープンした。
この頃になると百貨店業界においては少子高齢化と若者離れが進行し、50歳以上の顧客が4 - 5割を占める状況となっていた。加えて、若年層と比較して購入金額も多いため、相対して売上の低い郊外店を高齢者向けにシフトし、収益改善を企図していたとされる。2003年リニューアルに引き続き雑貨部門を拡大し、婦人雑貨の強化を図るともに、ブランドの壁を取り払った単品売場を設置するなどした。ターゲット層に合わせて休憩スペースを拡充する、店内表示を視覚の衰えた高齢者向けに見直すといったバリアフリー化も図られた。加えて、高齢者層の来店頻度向上を企図しスタンプカードの発行を開始、毎月15 - 19日に特定の商品を購入、あるいはサービスを利用した場合にスタンプが押され、60歳以上であることを条件とした。
その一環として2012年（平成24年）3月1日には2度目の改装となる「春のリニューアル」が実施され、本館（タワー館）の上層階への動員強化のためアネックス館にあったよみうりカルチャー柏を本館（タワー館）11階に移動するとともに、館内5ヶ所にシニアの関心が高い講座を提供するオープン教室を設置した。2012年（平成24年）3月8日にはそごう・西武で初の試みとしてシニアの肌悩みに応えるアイテムを集積した20 m2の化粧品売り場「キレイガーデン」を本館（タワー館）6階の「おしゃれガーデン」内に設置した。前年9月に導入されたスタンプ制度は累計会員数が約1万5千人を突破し、期間中は1日当たりの購入客数の10％をポイント会員が占めるなど短期的には好調であったが、抜本的な収益改善には至らなかった。売上高は前年比横這いでそごう・西武からは「期待外れ」とされ、「間違いだらけのシニア攻略」「つまづき」と評されるなど結果は芳しくなかった。
開店から40周年を迎える2013年（平成25年）1月には、東口ペデストリアンデッキの改良工事に合わせて柏駅東口から本館までの動線上に屋根が設置され、雨天時のアクセスが改善した。同年8月にはそごうの店舗で初となる女性店長が就任し、女性の視点も生かした店作りが行われることとなる。
なお、2013年（平成25年）2月期から2014年（平成26年）2月期までの間に、それまで関連会社（議決権の20％以上を所有している場合に対象となる）だった「株式会社スカイプラザ柏」(45.5％, 資本金1千万円)「株式会社柏駅前ビル開発」(27％, 資本金1千万円) の株式がそごう千葉店の不動産管理会社「株式会社千葉センシティ」、そごう大宮店の不動産管理会社「株式会社大宮スカイプラザ」、そごう神戸店の不動産管理会社「株式会社ケイ・エスビル」と合わせて放出され、セブン&アイ・ホールディングスの連結対象外となっている。

### 閉店発表
2016年（平成28年）3月8日、運営会社であるそごう・西武は同店を約半年後の2016年（平成28年）9月30日をもって閉店することを同社の取締役会で決定した。人件費などコスト削減を断行しても収益改善するまでには至らず、売上高はピーク時の約2割まで減少、今後の成長は見込めないと判断された。首都圏新都市鉄道つくばエクスプレス開業後、沿線に乱立した大型ショッピングセンターが商圏を分断し、顧客の流出に歯止めをかけることができなかった。加えて、同じ中心市街地に位置する大型商業施設の中でも、増床などで "規模の利益" を追求する他店と比較して収益改善策には貧弱さが目立った。老舗百貨店としてのブランド力に頼り仕入れ体制の見直しといった抜本的な構造改革を後回しにしたことが原因の一つであると見られている。翌日3月9日の東京証券取引所では同店閉鎖が評価され、セブン&アイ・ホールディングス株が一時前日比3％高の4,583円まで上昇した。
同年4月にはそごう・西武と柏市の間で意見交換が行われ、同年5月には柏市と商工会議所、商店会連合会からそごう・西武に要望書が提出されたが、閉店の決定が覆ることは無かった。現時点では閉店後の跡地利用については未定、今後建物の他の区分所有者と協議するとした。2016年（平成28年）7月12日からは各フロアで閉店売り尽くしセールが行われ、多くの人が訪れた。
最終日には開店後5分間で約2千人が来店するなどし、店内は別れを惜しむ人々で終日ごった返した。本館（タワー館）14階の回転レストランは終日満席となり、店外も外観を写真に収めようとする人々で賑わった。本館（タワー館）2階では「『そごう柏店と東口の歩み』とメッセージ展」が開催され、そごう出店以前の柏駅前の写真や開店当日の空撮写真、1977年（昭和52年）の新春初売り案内などが展示され、サンプラザ中野くんをはじめとする有名人や常連客など、約200人の思い出と別れの言葉が書き込まれた紙が掲示された。

### 閉店

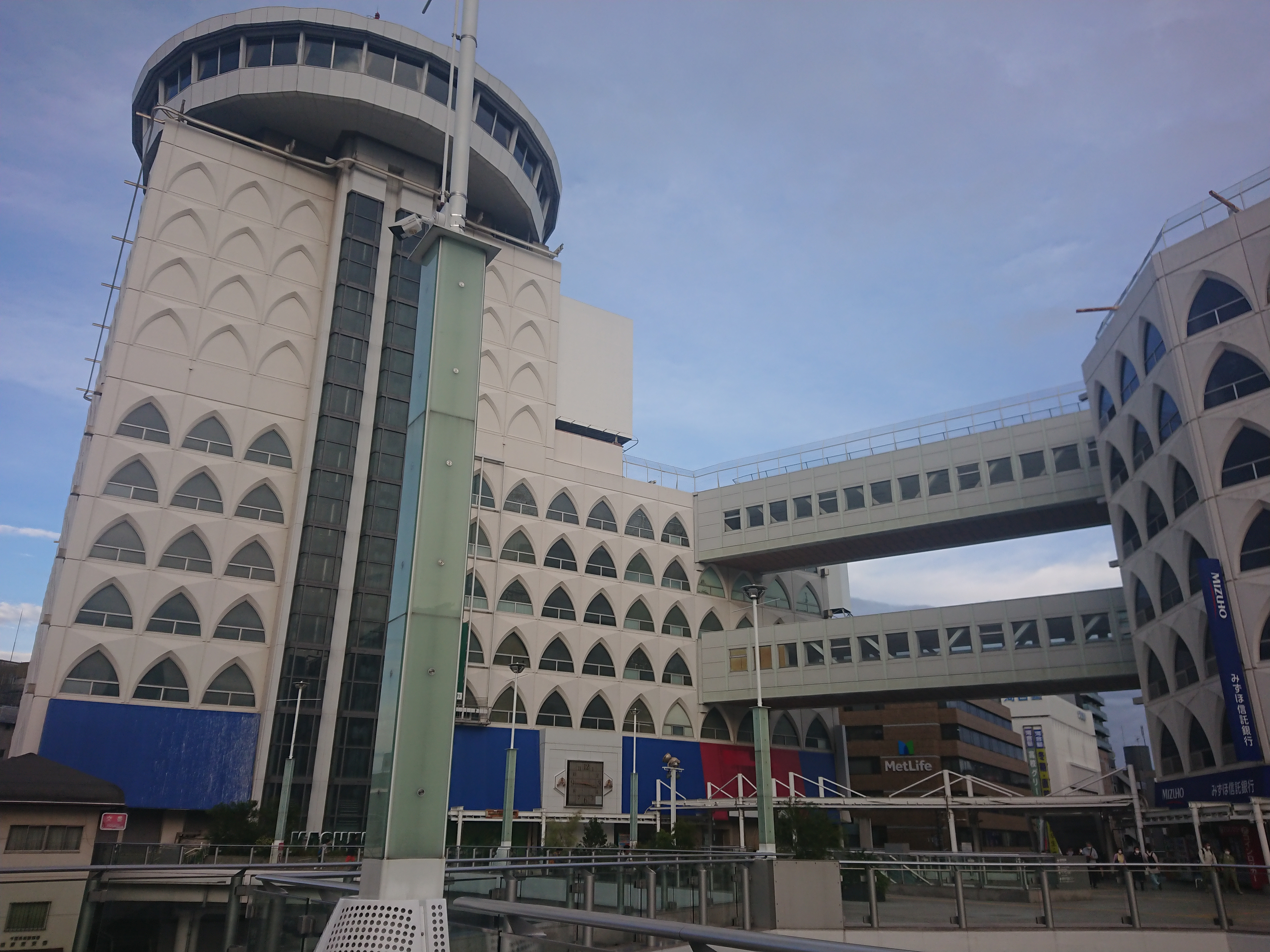
閉店後のそごう柏店

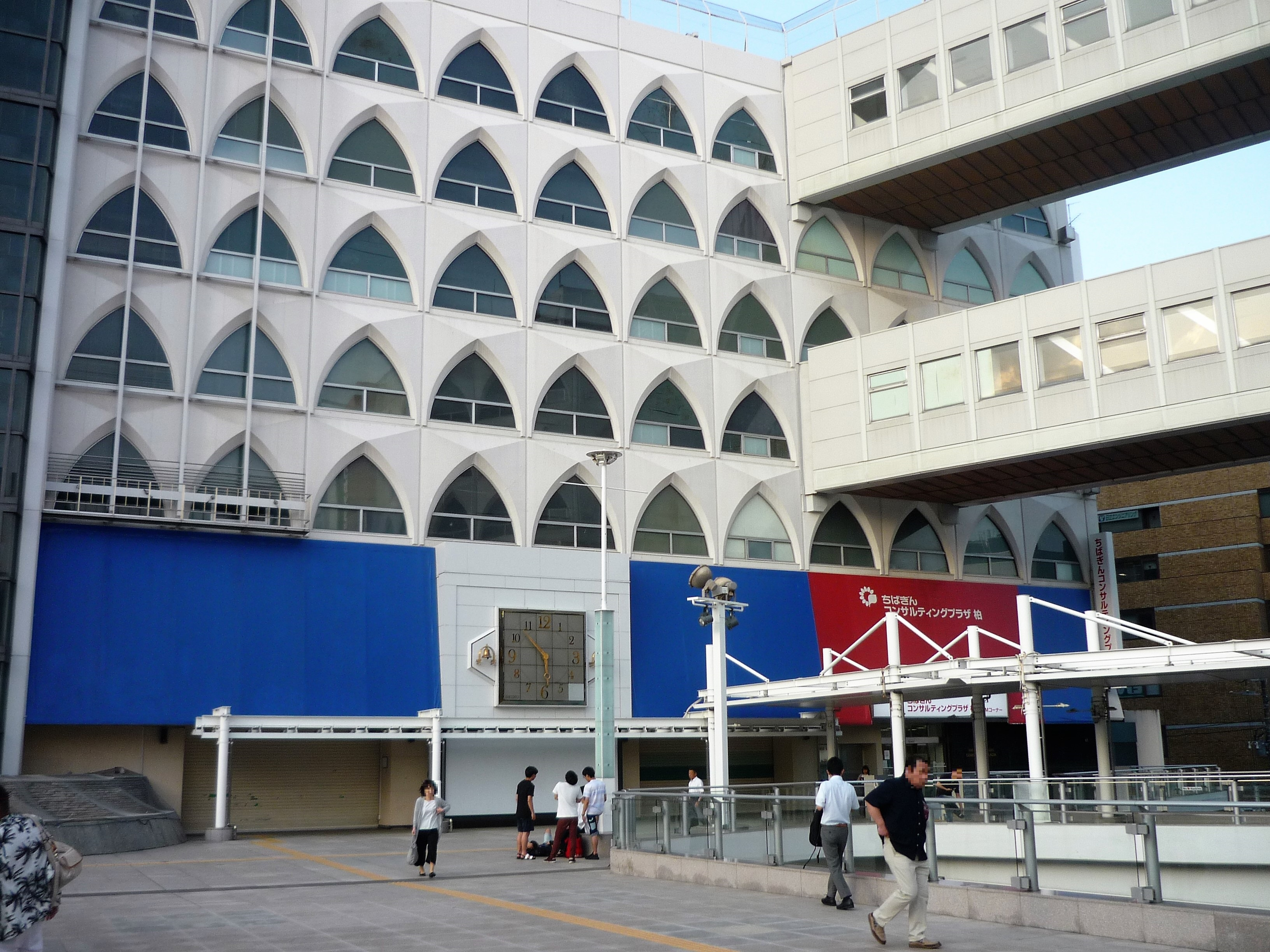
2階正面口前

2016年（平成28年）9月30日午後8時頃、事前の発表通り閉店した。43年間の営業に幕を下ろし、そごうから回転レストランがなくなった。閉店の際には閉店セレモニーが行われ、店長からの挨拶や柏市商店街連合会会長から店長へ花束の贈呈などが行われた。この間ペデストリアンデッキ（ダブルデッキ）は数百名の地元市民で埋め尽くされ、シャッターが閉まり始めると拍手とともに感謝の声が上がった。閉店セレモニーの様子は柏市のウェブサイトで見ることができる。
跡地の利用に関してはそごう・西武が、現在の建物を当面の間商業施設として存続させることを売却条件に三井不動産へ売却したものの、三井不動産は2022年（令和4年）5月現在解体を視野に市と協議している。閉店後は立ち入り自体もできなくなっているが、お歳暮・お中元時期に限り、閉店後もスカイプラザ8階の空きスペースを利用し、そごうとしてギフトセンターを開設することで、季節営業をしばらくは続けていた。その点では、同じく2016年度に閉店し、閉店後に茨城県唯一の百貨店となった京成百貨店が、跡地にギフトセンターを季節営業している同グループの西武筑波店（茨城県つくば市）とは異なっている。後述する「よみうりカルチャー柏」の2017年（平成29年）の移転に伴い、スカイプラザ8階の空きスペースがなくなったため、同年お中元時期の営業が最後となった。
同じ柏市内（旧沼南町域）に2016年（平成28年）4月25日に開業したセブンパーク アリオ柏には、そごう・西武の食料品に特化したいわゆるデパ地下形態の「西武・そごう柏SHOP」が出店するため、小型店で場所・業態は変わるものの、柏市内に「そごう」の屋号が残る形にはなる。
そごうが閉店してから丁度1年になる2017年（平成29年）9月30日には、そごう閉店後も11階で営業していた「よみうりカルチャー柏」も、同年10月5日からのスカイプラザ8階への移転に伴い閉店が決定した。これにより旧本館で引き続き営業するのは2階の「ちばぎんコンサルティングプラザ柏」のみとなったが、旧本館の入口とは別の入口のため、旧本館入口は閉められ、エレベーターの稼働も停止される。

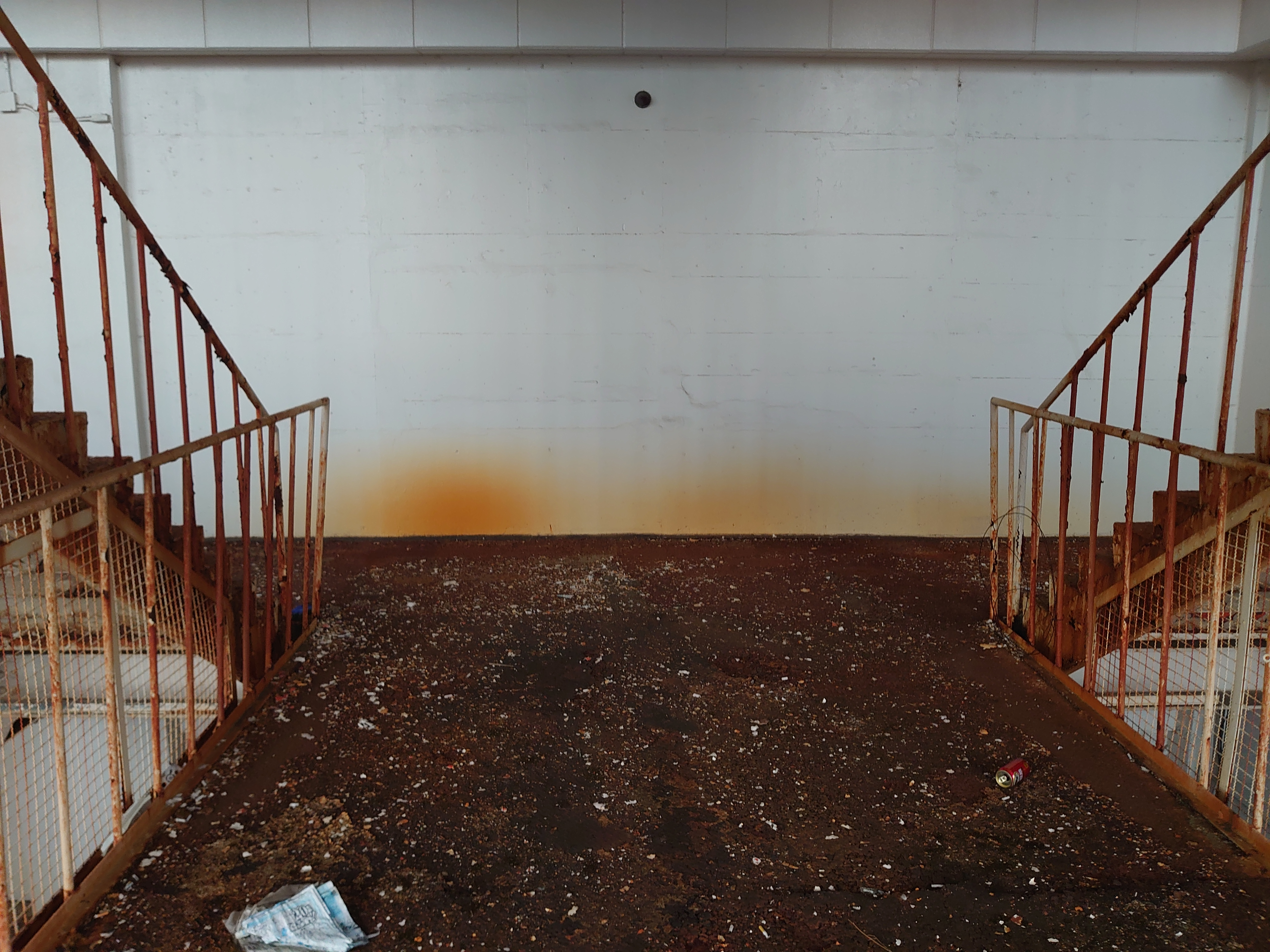
老朽化し使用不能となったJ階段

2021年（令和3年）2月、旧本館建物全てを三井不動産が取得し、同年9月24日には最後まで営業を続けていた「ちばぎんコンサルティングプラザ」も営業を終了した。
2022年（令和4年）4月1日、柏市は施設所有者である三井不動産に対して、同店の閉店から5年以上たっても建物が利活用されず塩漬け状態にあることは街のイメージを損なうとし、早期の利用方針決定を求める要望書を提出した。
2022年（令和4年）5月24日、前述の通り柏市から要望書が提出されたことを受けて、施設所有者である三井不動産が解体を視野に市と協議していることが分かった。
2023年（令和5年）6月2日、柏市長の太田和美は同日開催の市議会本会議で駅前でのゆとりある広場空間の必要性やスカイプラザ柏並びにファミリかしわを含めた東口全体の再整備において、市が主導的な立場で関与していく観点から、本館跡地を三井不動産から購入する方向で同社と交渉する方針であることを明らかにした。
2024年（令和6年）2月、三井不動産が店舗跡地を更地にした上で柏市に売却することで合意したと報じられた。これに合わせ、柏市は土地の購入費用（86億円）を計上した2024年度補正予算案を市議会に提案する。建物の解体は同年6月から行い（2026年12月までに完了の予定）、費用は三井不動産が負担する。

## スカイプラザ
「スカイプラザ」という語は本来、前述した再開発事業で建設された2棟の再開発ビル全体を指すものであったが、前述した1984年（昭和59年）のそごうによるタワー館自社物件化以降はプラザ館のみを指す語として扱われてきた。本節では、タワー館を含む2棟の再開発ビルとしての「スカイプラザ柏」（スカイプラザかしわ）に加え、プラザ館低層階でそごう開業時から営業している「スカイプラザ専門店街」（スカイプラザせんもんてんがい）についても記述する。

### スカイプラザ柏
スカイプラザ柏（スカイプラザかしわ）は、千葉県柏市の柏駅前に存在する商業施設。前述した柏駅東口市街地再開発事業の一環で建設され、公募により同名称が付けられている。8階建てのA棟と14階建てのB棟からなるツインビルで構成されていたが、B棟は2024年から解体工事が行われており、現存していない。

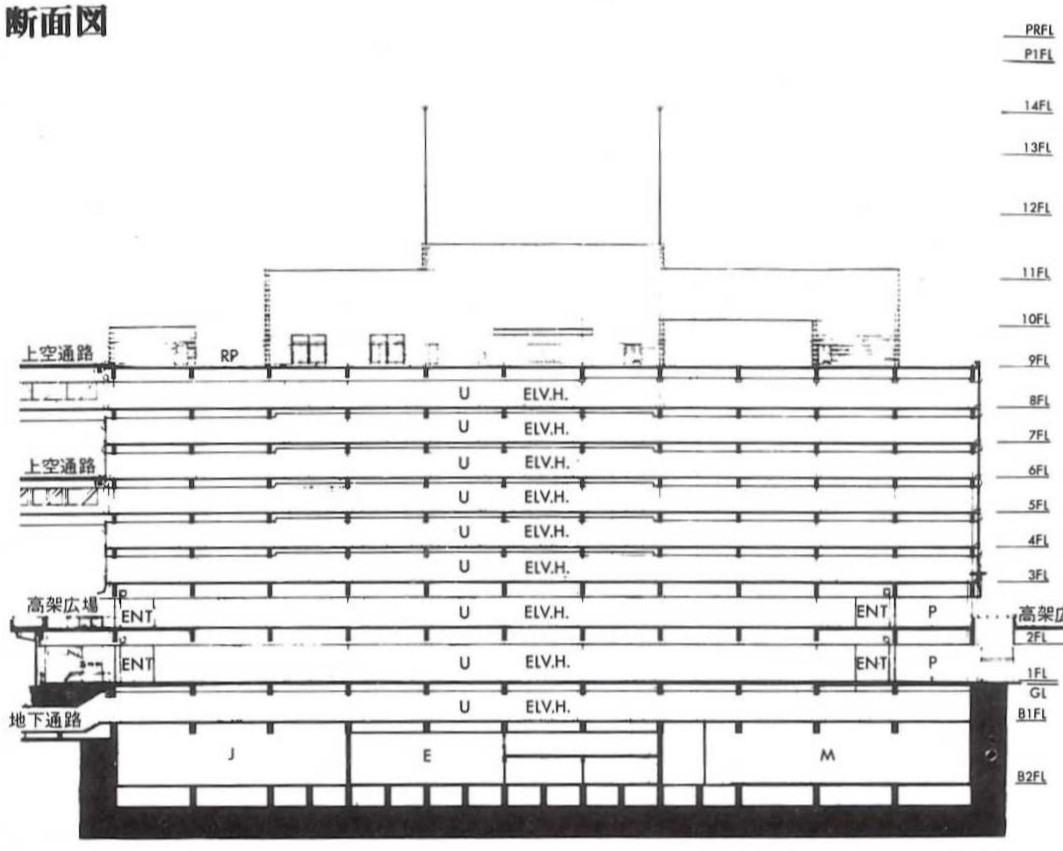
スカイプラザA棟

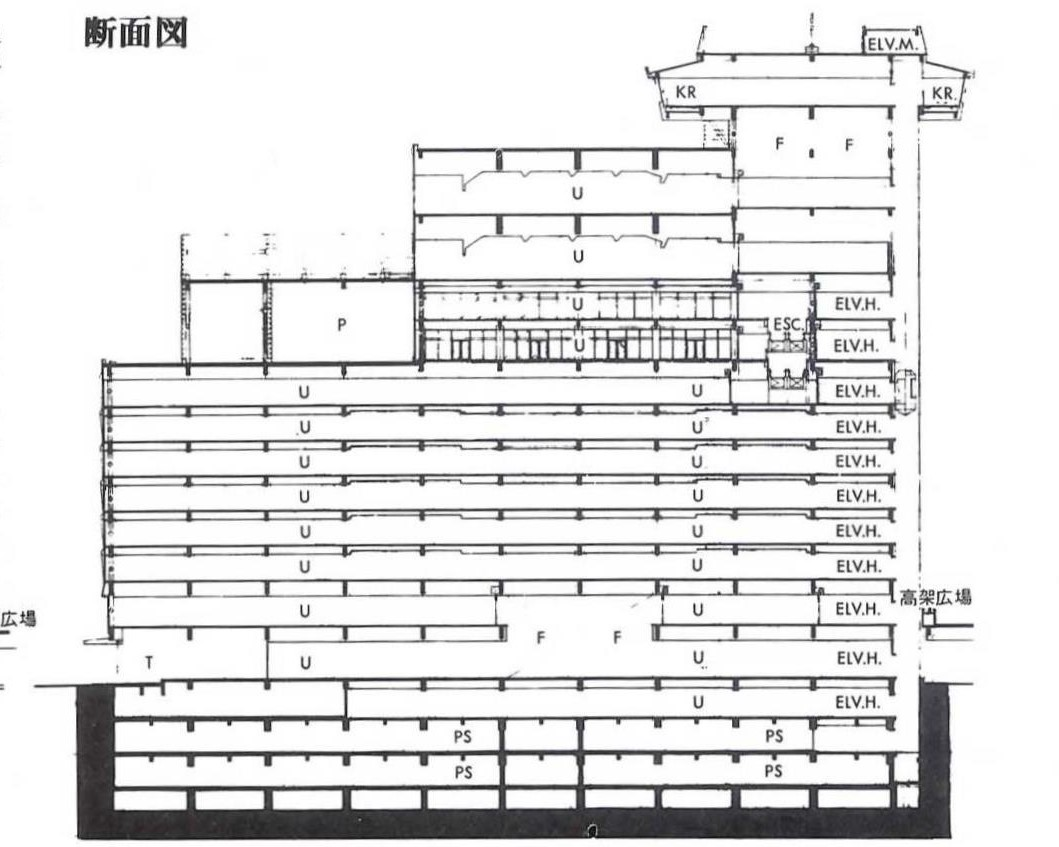
スカイプラザB棟

都市再開発法における権利変換では、高層階に居住区画を設けてそこに既存地権者の権利を変換することが一般的だが、立地条件や市の雑居ビル化への懸念から計画当初から再開発ビル内には居住区画を設けないことで一貫しており、同ビル敷地は商業地域、防火地域、そして容積率緩和のため高度利用地区の指定を受けている。
旧耐震建築物ではあるが、マグニチュード8にも耐えうるとされている。

#### 特徴
1. 嵩上式広場と有機的に接続することにより建築物の高度利用を図った。
2. 機械的防災設備を完備した上で防災避難通路 (地下1階、地上5階、地上8階、地上9階、屋外階段) を設けた。
3. B棟14階回転ラウンジとそれを接続する展望エレベーターの設置
4. A棟3階から8階までの展望エスカレーターの設置
5. 特別高圧受電所 (66KV) を設置した。
6. 防災センターをB棟1ケ所に集中した。

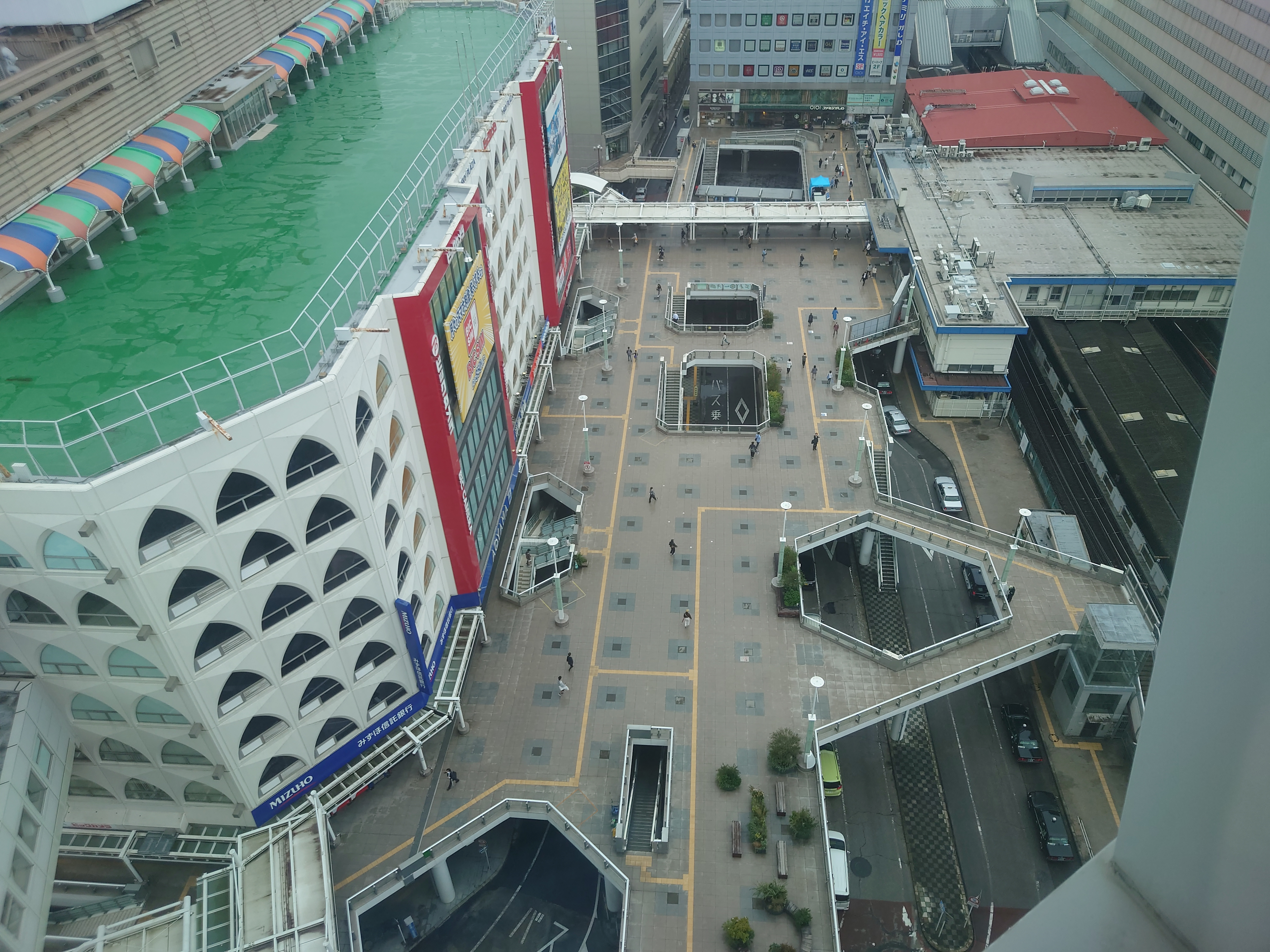
嵩上式広場との接続
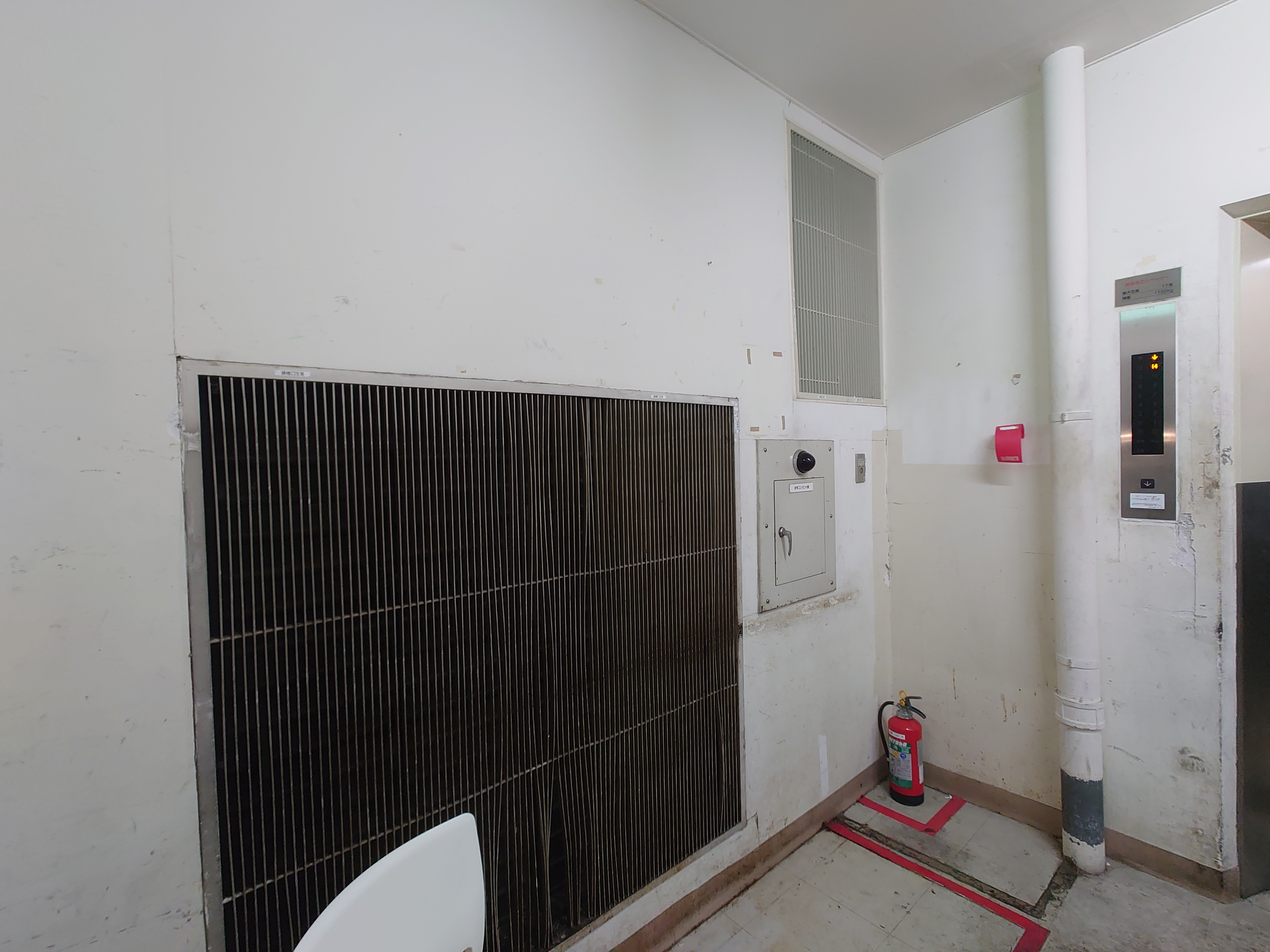
機械排煙
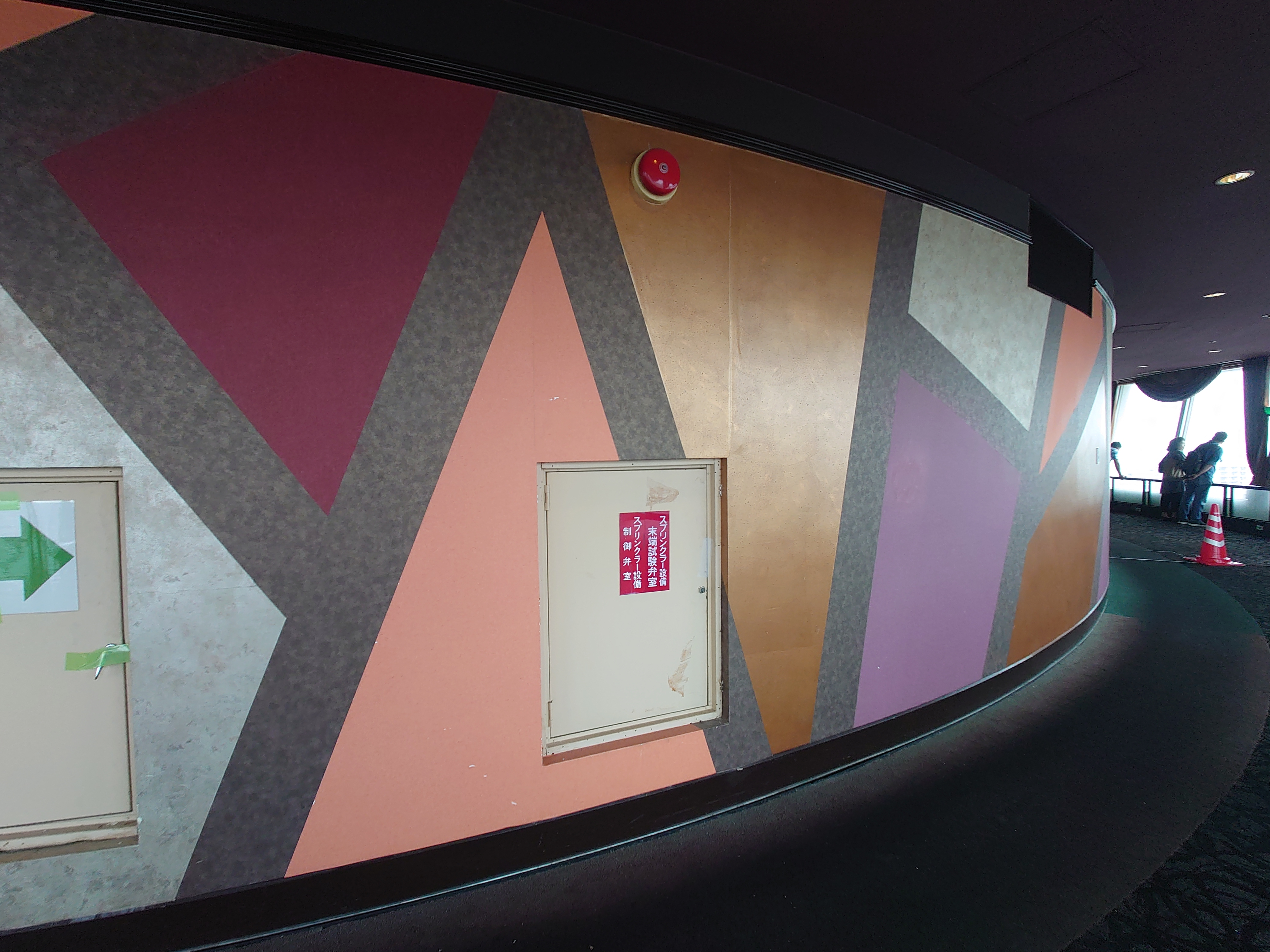
スプリンクラー設備
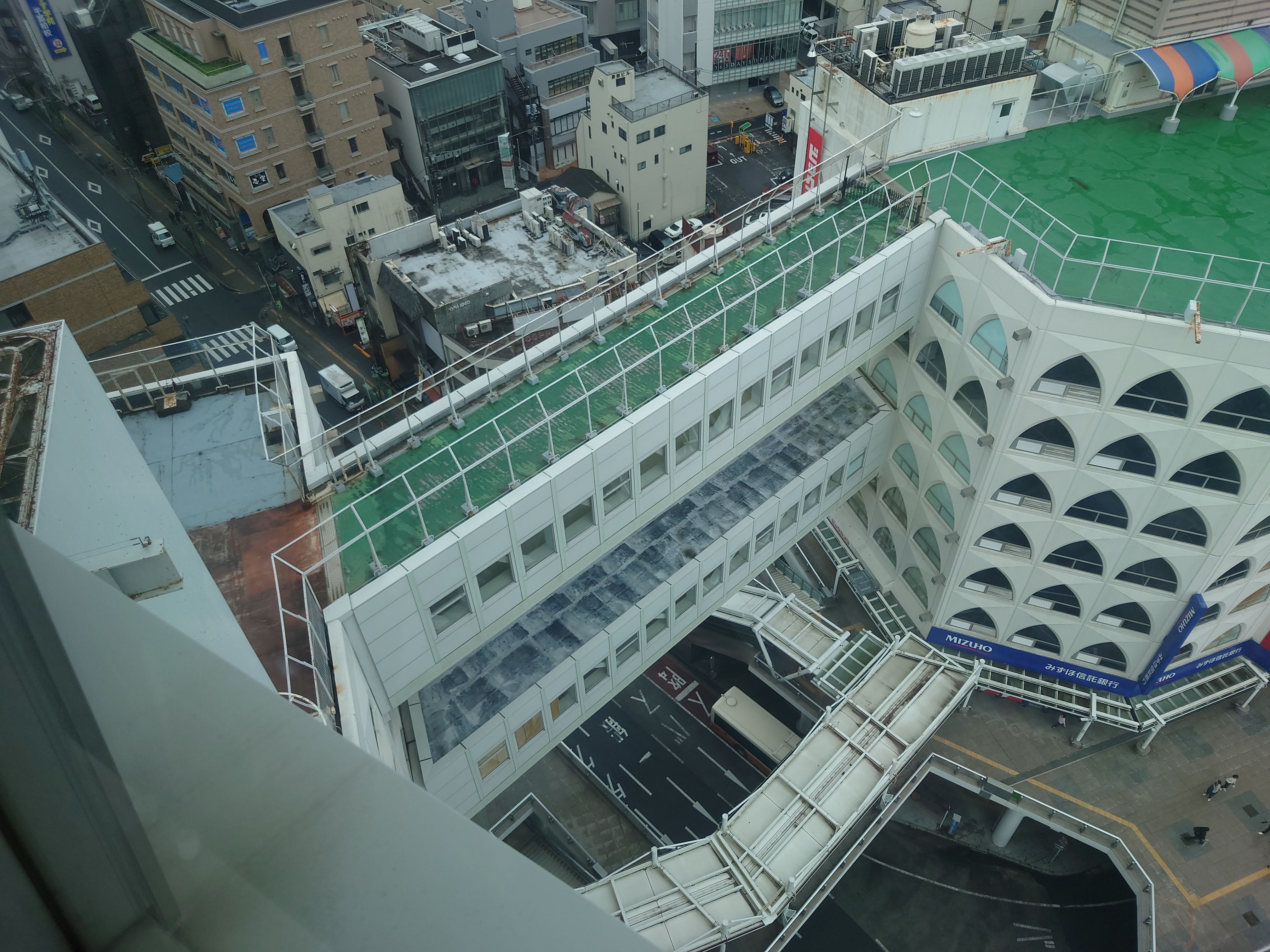
防災避難通路
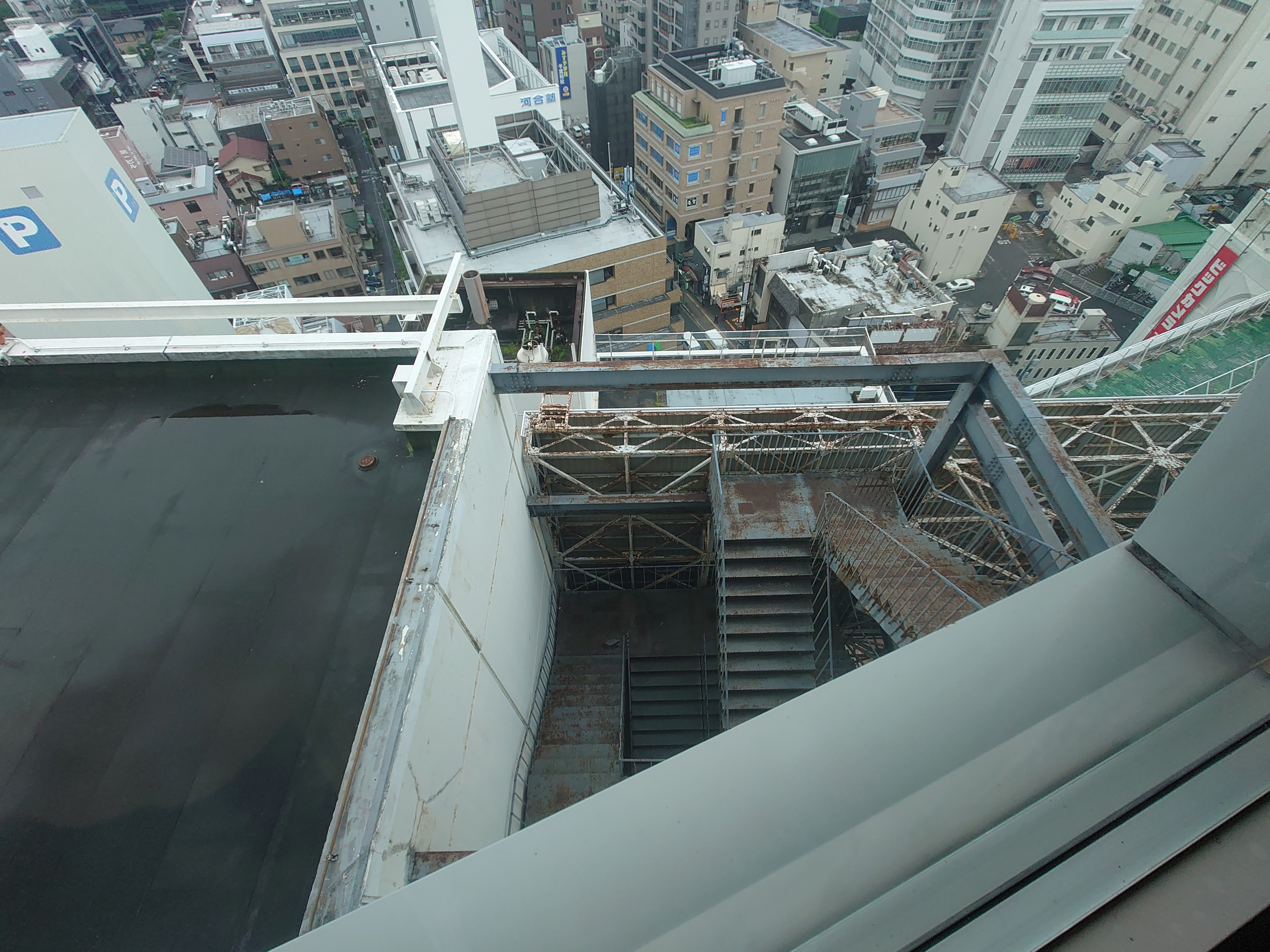
屋外階段
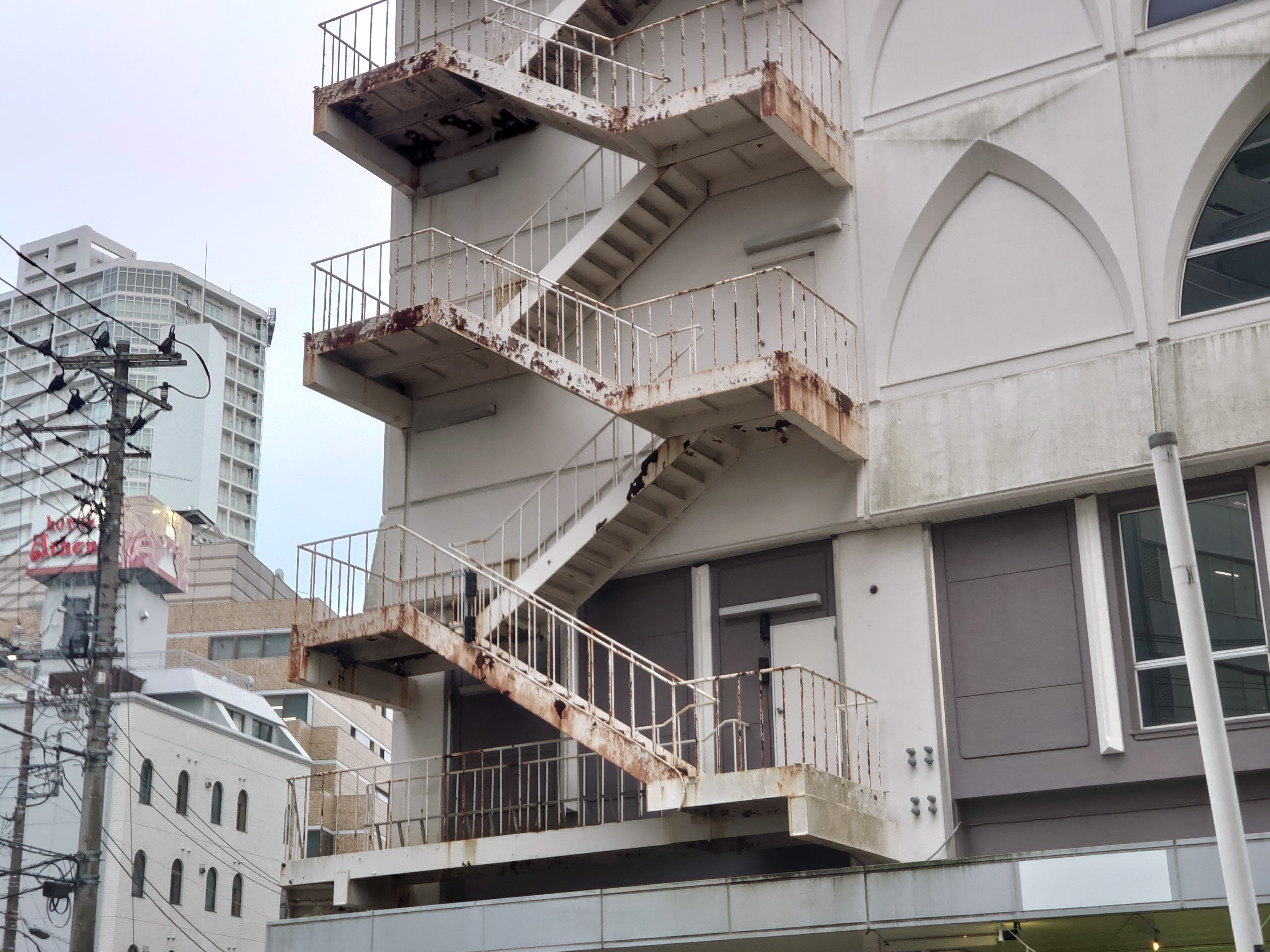
屋外階段
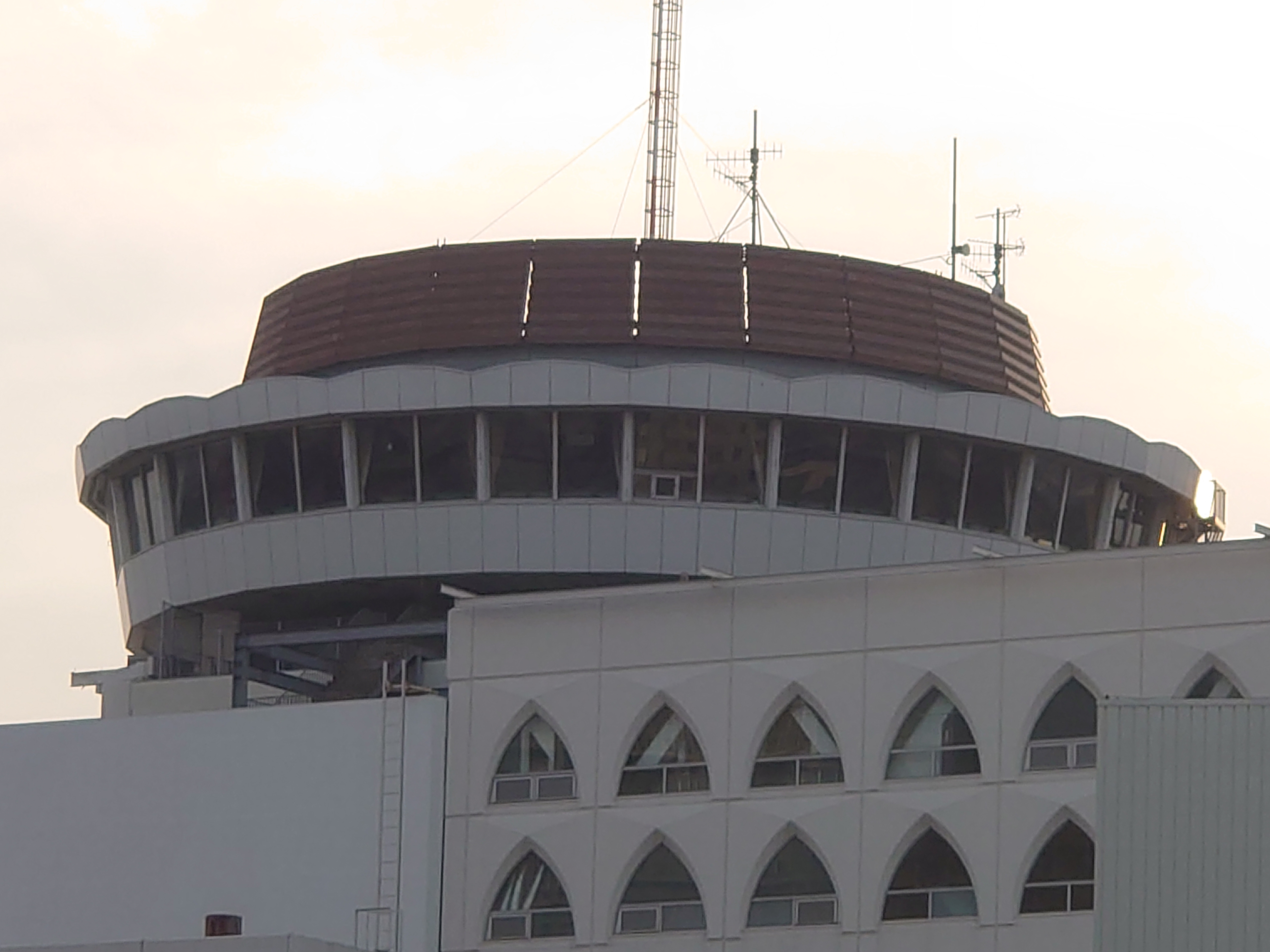
B棟14階回転ラウンジ
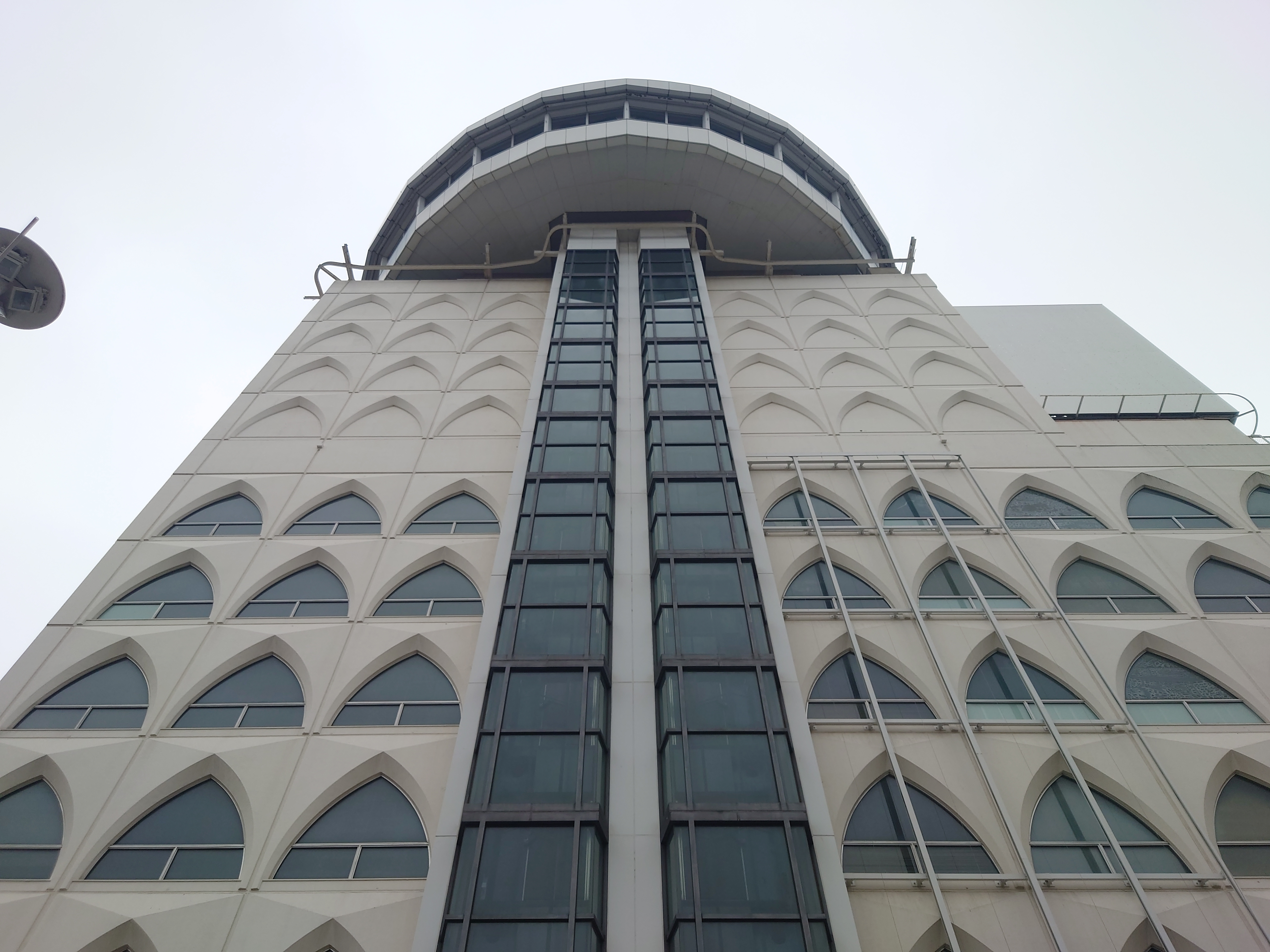
展望エレベーター
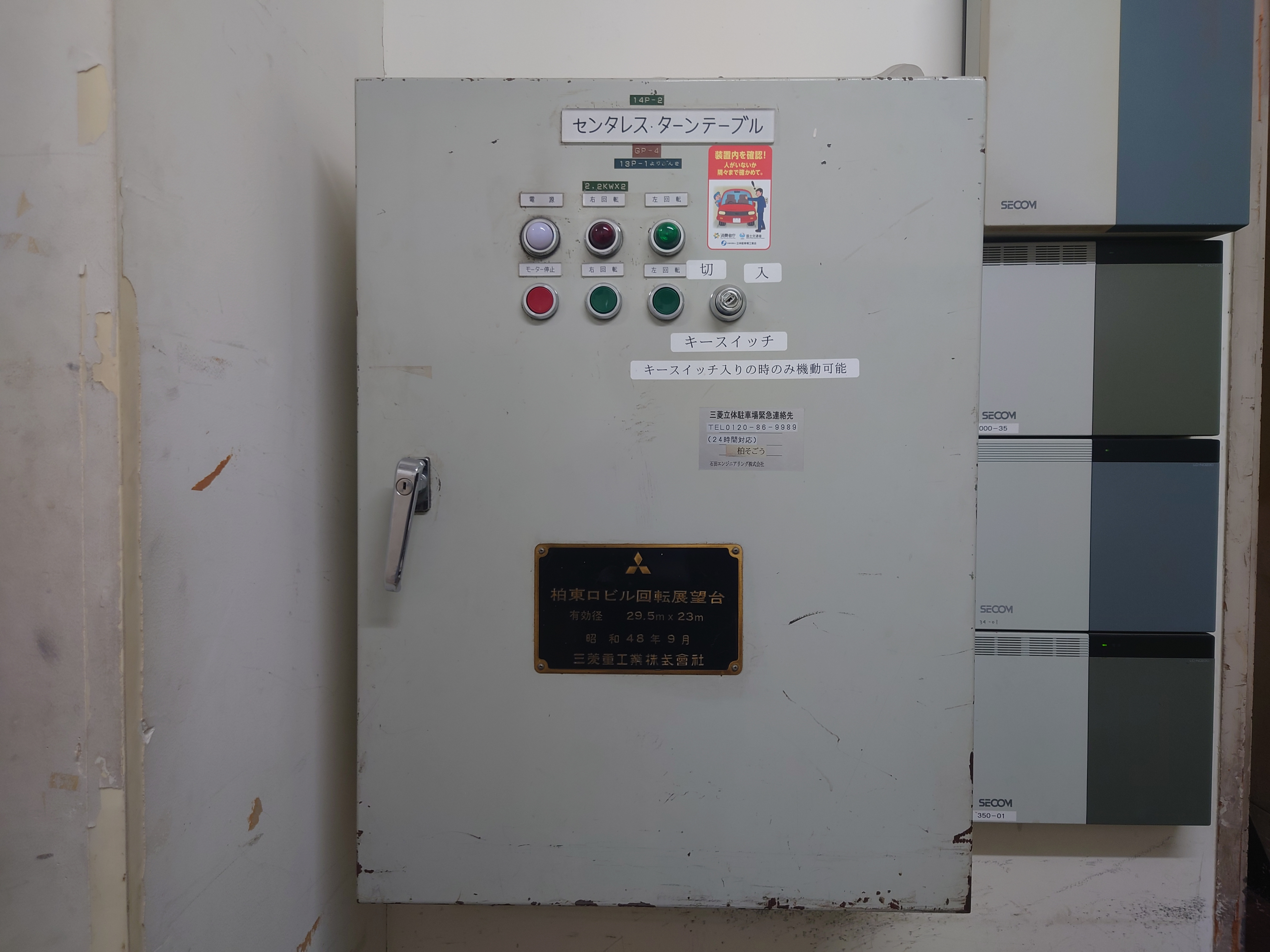
回転ラウンジ内部
- 回転ラウンジ制御盤

#### 平面図

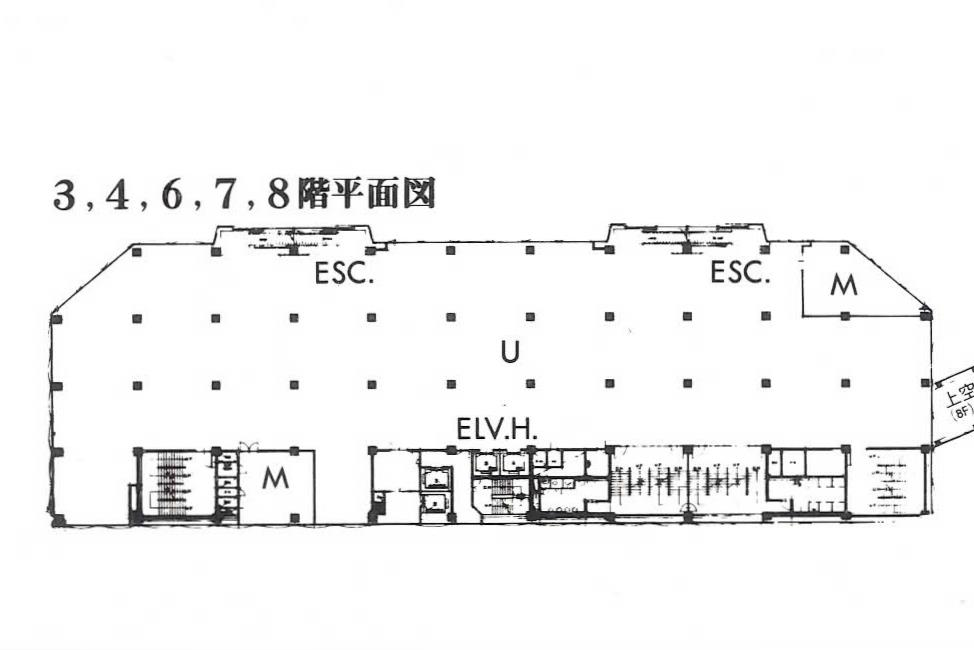
地上3 - 8階
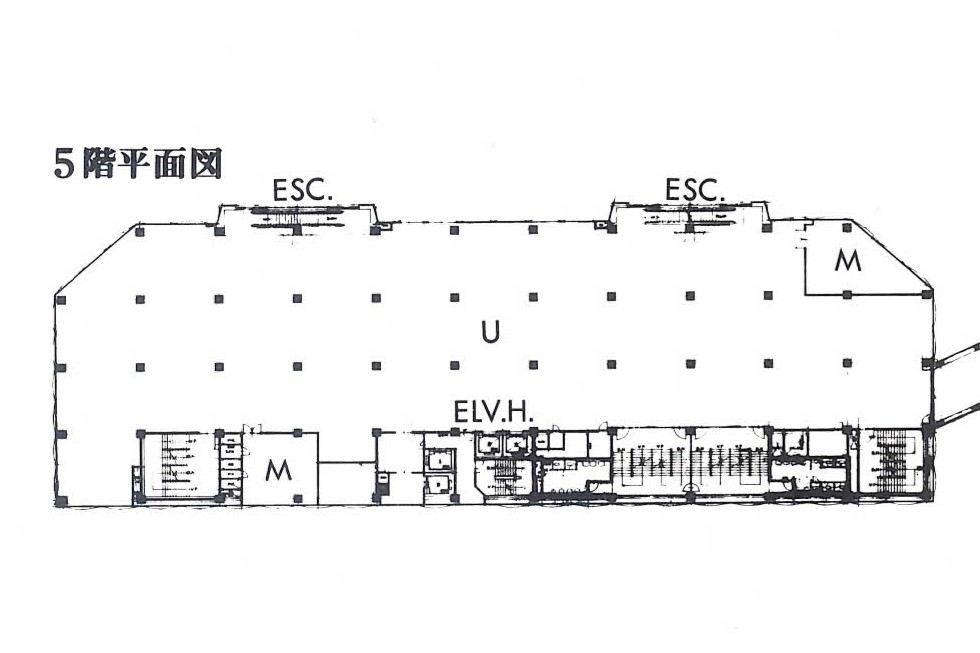
地上5階
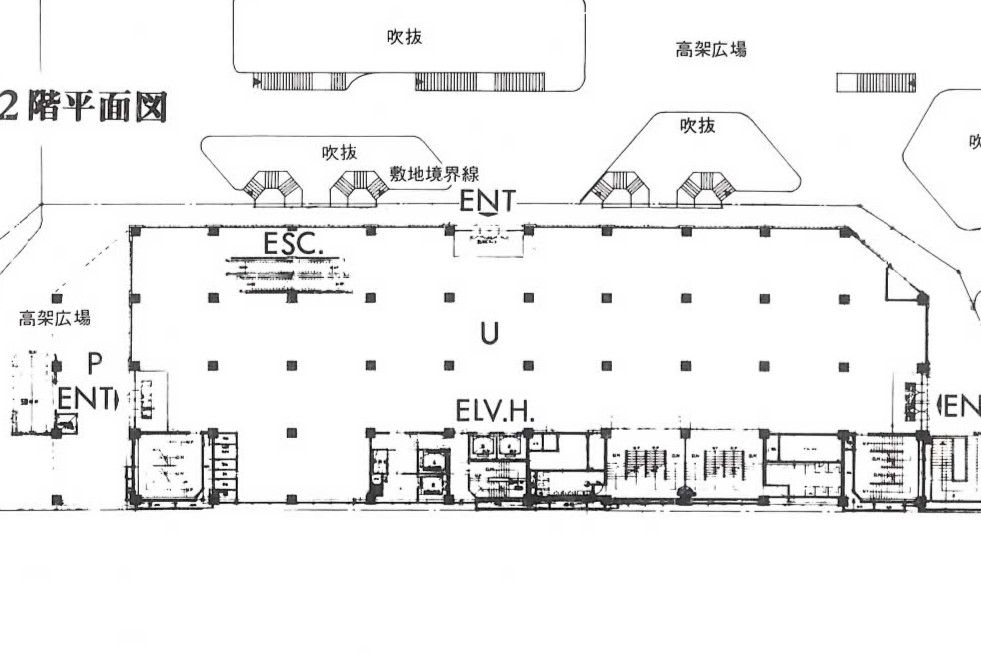
地上2階
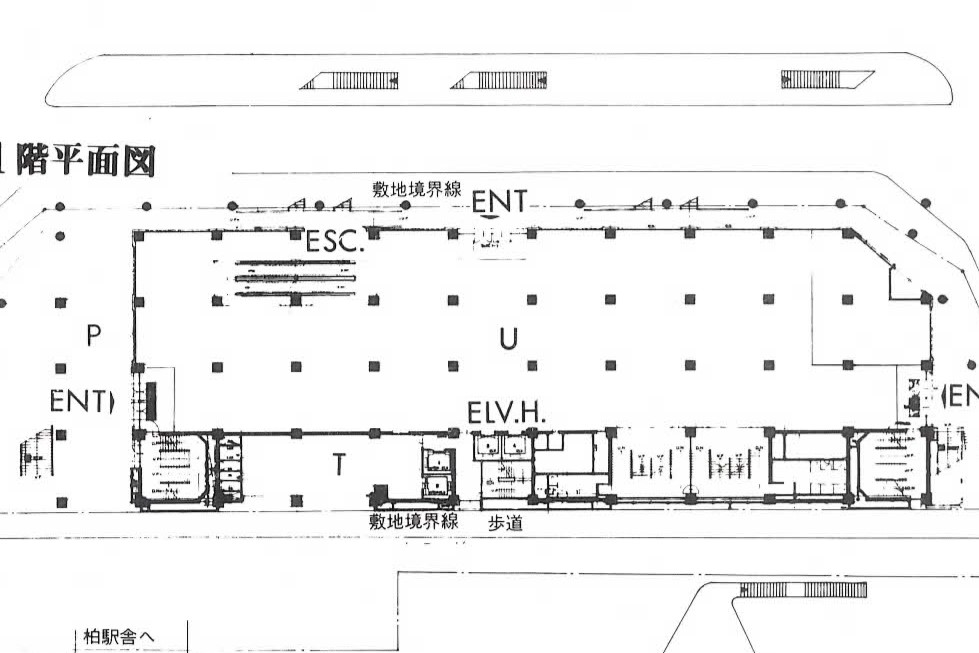
地上1階
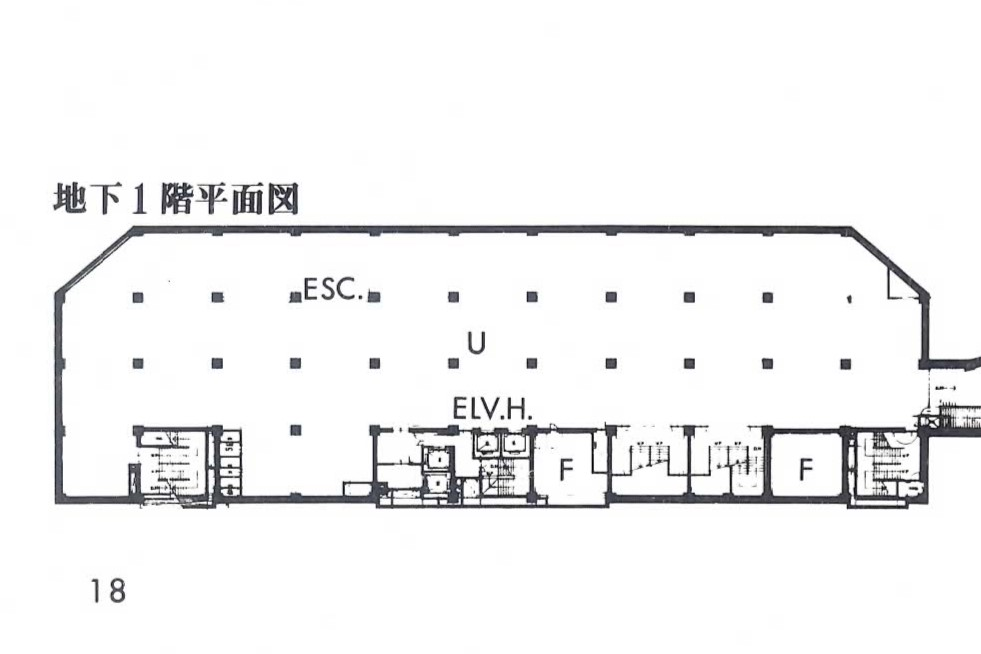
地下1階
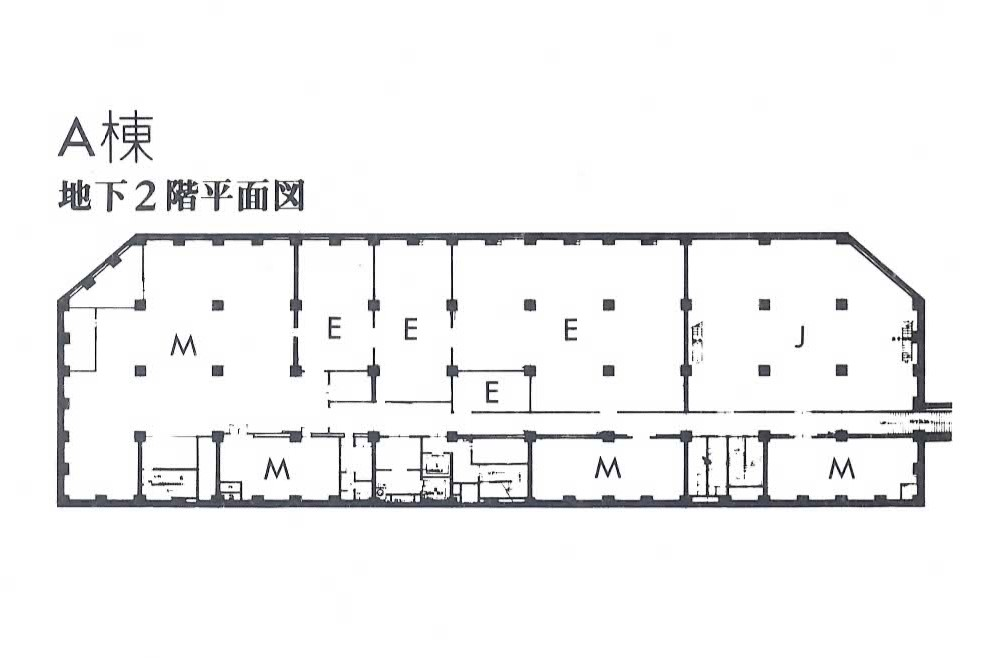
地下2階

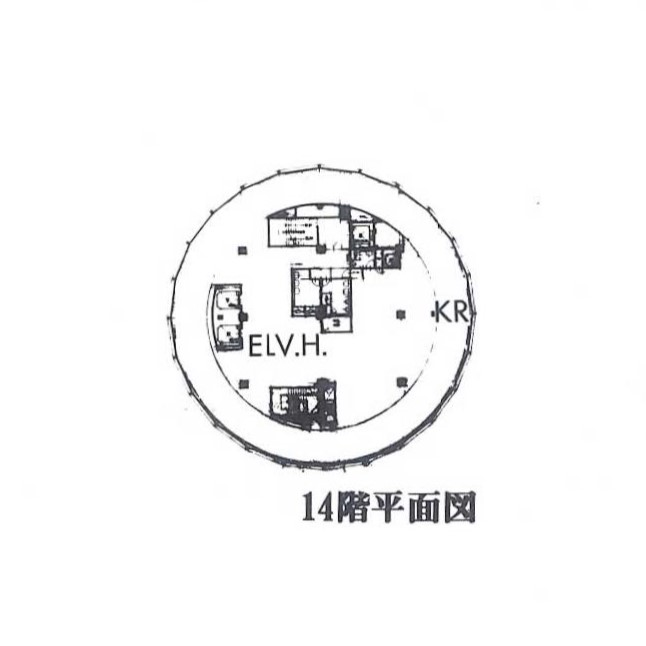
地上14階
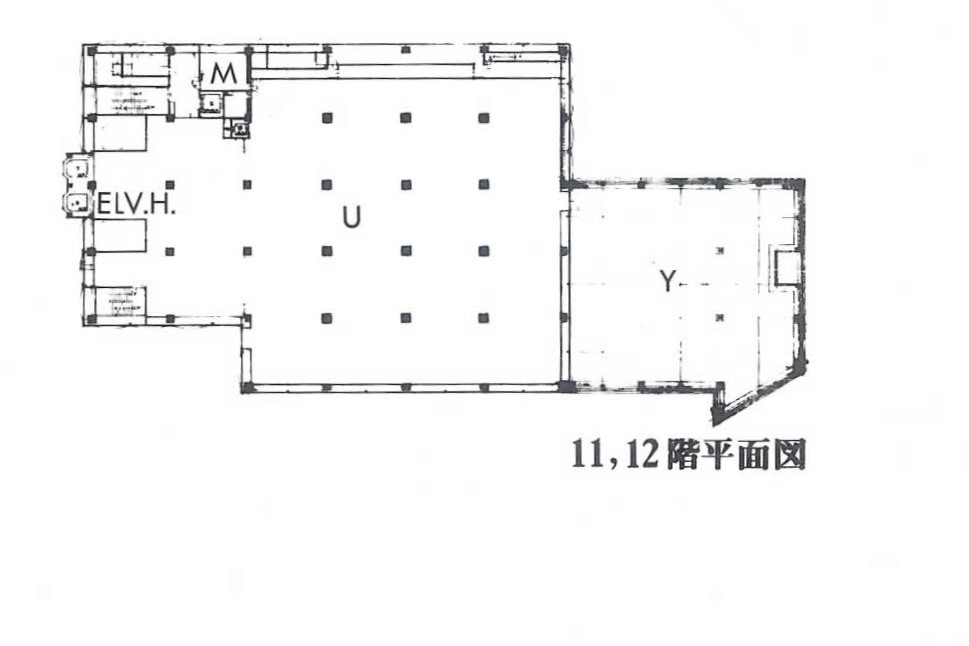
地上11, 12階
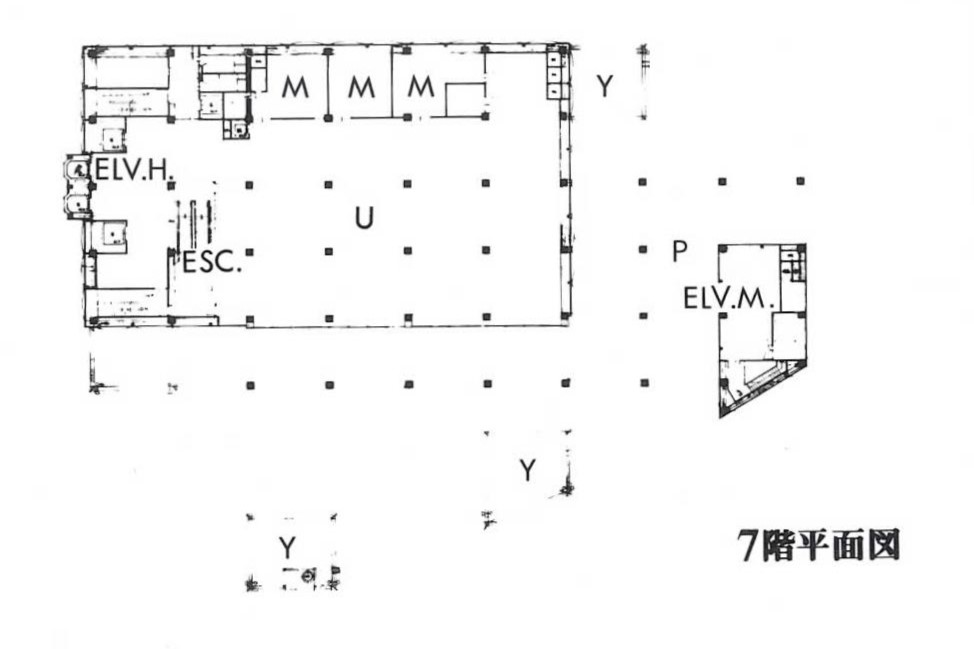
地上10階
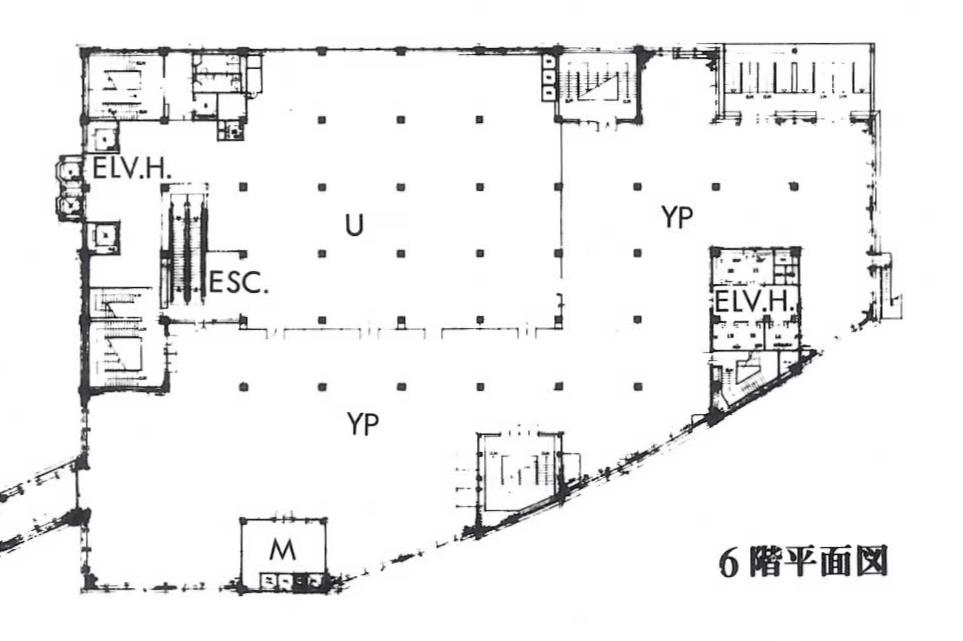
地上9階
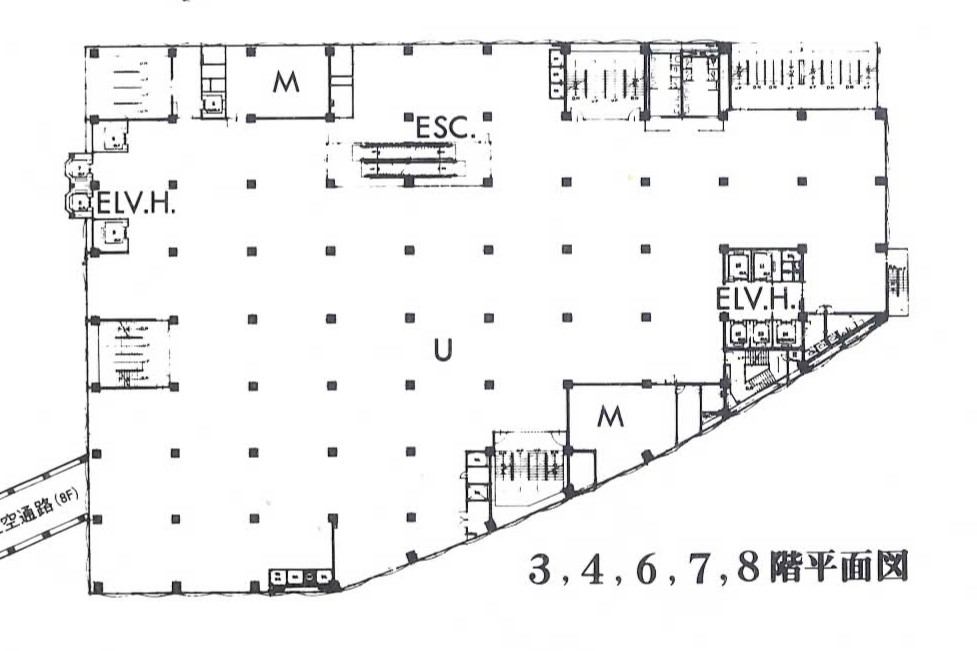
地上3 - 8階
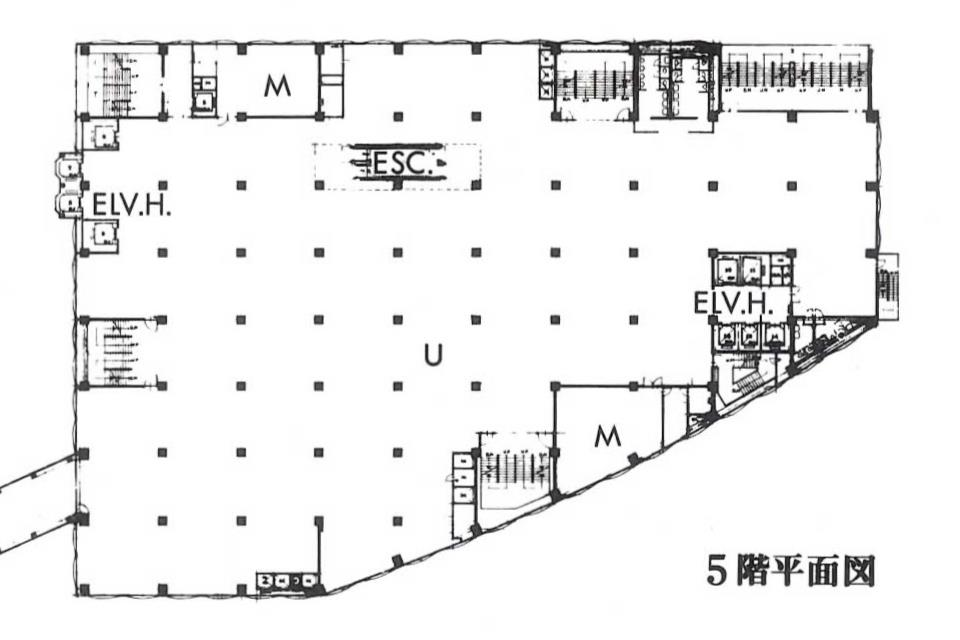
地上5階
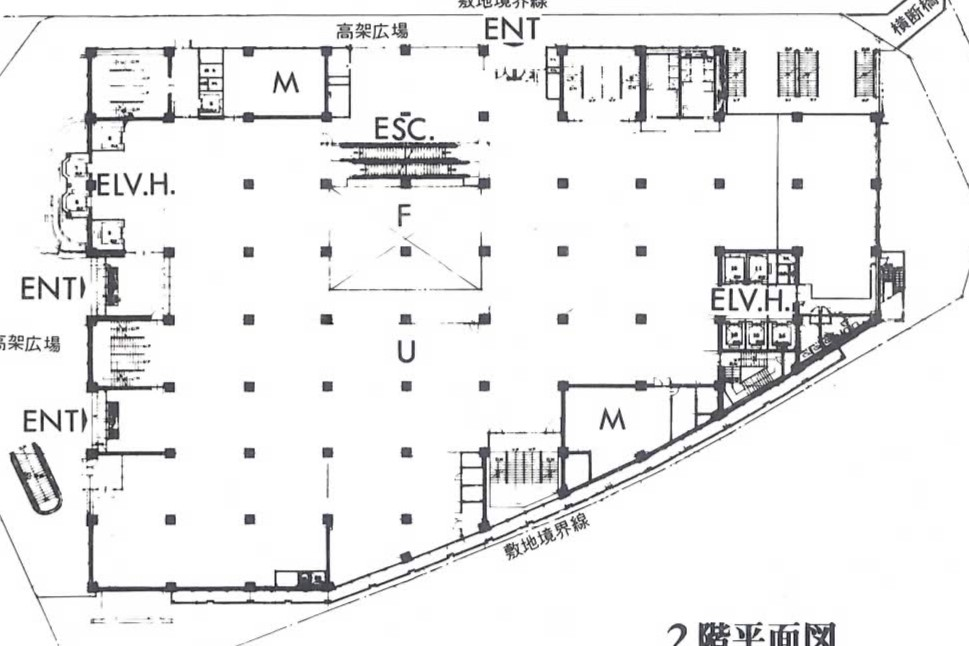
地上2階
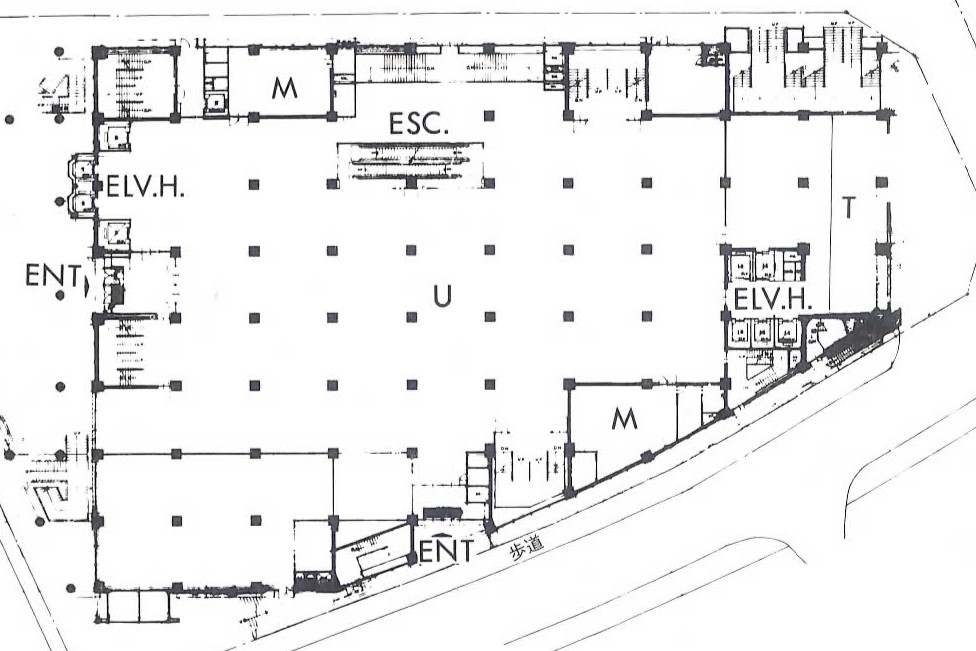
地上1階
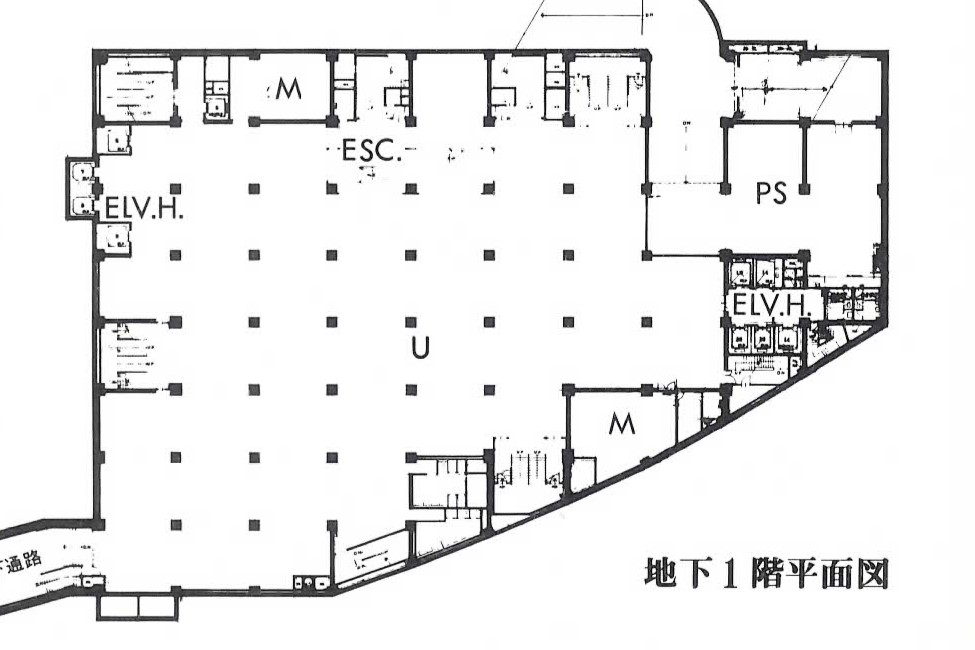
地下1階
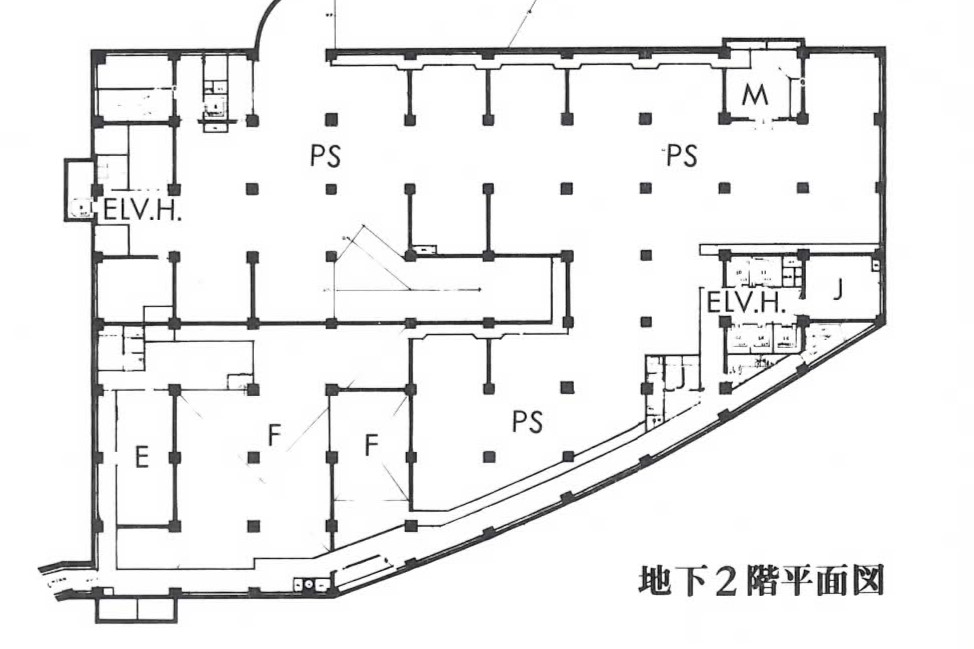
地下2階
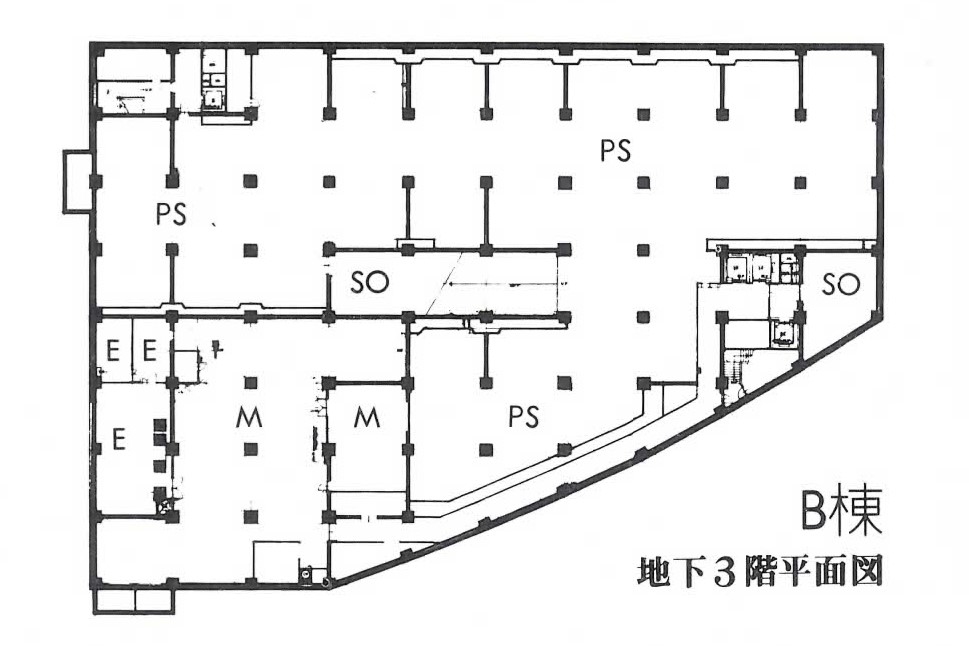
地下3階

#### 設備
| 階  | タワー館 (B棟)                                                                          | 連絡     | プラザ館 (A棟) |
| --- | --------------------------------------------------------------------------------------- | -------- | --- |
| R1F | EV機械室 (70.66m2)                                                                      | -        | - |
| 14F | 回転ラウンジ, 便所, 倉庫 (706.86m2)                                                     | -        | - |
| 13F | EV機械室 (75.30m2)                                                                      | -        | - |
| 12F | 店舗, 空調機械室, 便所 (1,499.93m2)                                                     | -        | - |
| 11F | 店舗, 空調機械室, 電気室, 便所, 倉庫 (1,499.93m2)                                       | -        | - |
| 10F | 店舗, EV機械室, 空調機械室, 電気室, 便所, 倉庫 (1,467.83m2)                             | -        | EV機械室, ファンルーム (177.66m2)                                                                                      |
| 9F  | 店舗, 荷捌場, 便所, 倉庫, 電気室 (1,723.39m2)                                           | 屋上通路 | 便所, 電気室 (432.42m2)                                                                                                |
| 8F  | 店舗, 荷捌場, 便所, 倉庫, 電気室, 空調機械室 (3,805.82m2)                               | 連絡通路 | 店舗, 荷捌場, 便所, 空調機械室, 電気室 (2,617.82m2)                                                                    |
| 7F  | 店舗, 荷捌場, 便所, 倉庫, 電気室, 空調機械室 (3,706.07m2)                               | -        | 店舗, 荷捌場, 便所, 空調機械室, 電気室 (2,522.12m2)                                                                    |
| 6F  | 店舗, 荷捌場, 便所, 倉庫, 電気室, 空調機械室 (3,706.07m2)                               | -        | 店舗, 荷捌場, 便所, 空調機械室, 電気室 (2,617.82m2)                                                                    |
| 5F  | 店舗, 荷捌場, 便所, 倉庫, 電気室, 空調機械室 (3,805.82m2)                               | 連絡通路 | 店舗, 荷捌場, 便所, 空調機械室, 電気室, MDF室 (2,522.12m2)                                                             |
| 4F  | 店舗, 荷捌場, 便所, 倉庫, 電気室, 空調機械室 (3,706.07m2)                               | -        | 店舗, 荷捌場, 湯沸室, 便所, 空調機械室, 電気室 (2,522.12m2)                                                            |
| 3F  | 店舗, 荷捌場, 便所, 倉庫, 電気室, 空調機械室 (3,706.07m2)                               | -        | 店舗, 倉庫, 荷捌場, 湯沸室, 便所, 空調機械室, 電気室 (2,522.12m2)                                                      |
| 2F  | 店舗, 荷捌場, 便所, 倉庫, 電気室, 空調機械室 (3,437.46m2)                               | 駅前広場 | 店舗, 便所, 荷捌場, 湯沸室, 電気室 (2,189.38m2)                                                                        |
| 1F  | 店舗, 荷捌場, トラックヤード, 便所, 倉庫, 電気室, 空調機械室, 防災センター (3,599.09m2) | (地上)   | 店舗, 便所, 荷捌場, トラックヤード, 電気室 (2,203.71m2)                                                                |
| B1F | 店舗, 駐車場, 荷捌場, 便所, 倉庫, 電気室, 空調機械室 (4,037.10m2)                       | 連絡通路 | 店舗, 便所, 荷捌場, 電気室 (2,430.36m2)                                                                                |
| B2F | 駐車場, 中央監視室, 電気室, 従業員室, 倉庫, 便所, 空調機械室, 管理室 (3,365.71m2)       | -        | 従業員ロッカー室, 従業員休憩室, 便所, 倉庫, CO2室, 空調機械室, 特高受電室, 電気室, ボイラー室, ガバナー室 (2,387.42m2) |
| B3F | 駐車場, 空調機械室, ガバナー室, ボイラー室, 倉庫, CO2室, 電気室 (3,749.17m2)            | -        | - |

#### 内装
後述する地元権利者による専門店街区画とそごう入居区画の内装意匠が乖離することによる商業ビルとしてのイメージ低下を防ぐための内装規定が存在した。その結果、そごう側の内装計画が専門店部分に移入されるような形となり、プラザ館にも店内通路の床材、外部照明、柱、壁などについてそごうの意匠がそのまま採用されている。案内板や店名標識に関しても統一したものを使用していた。

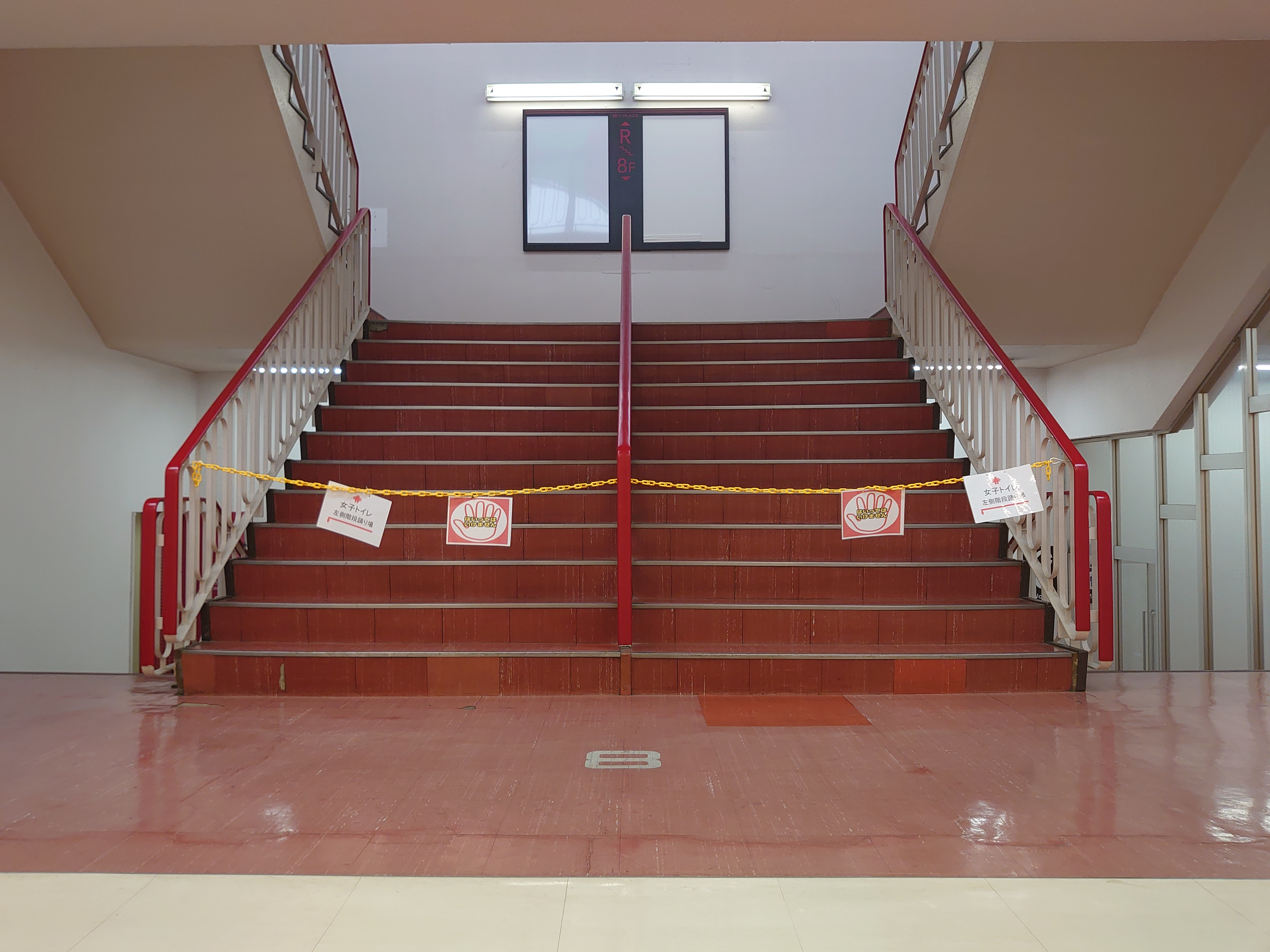
階段
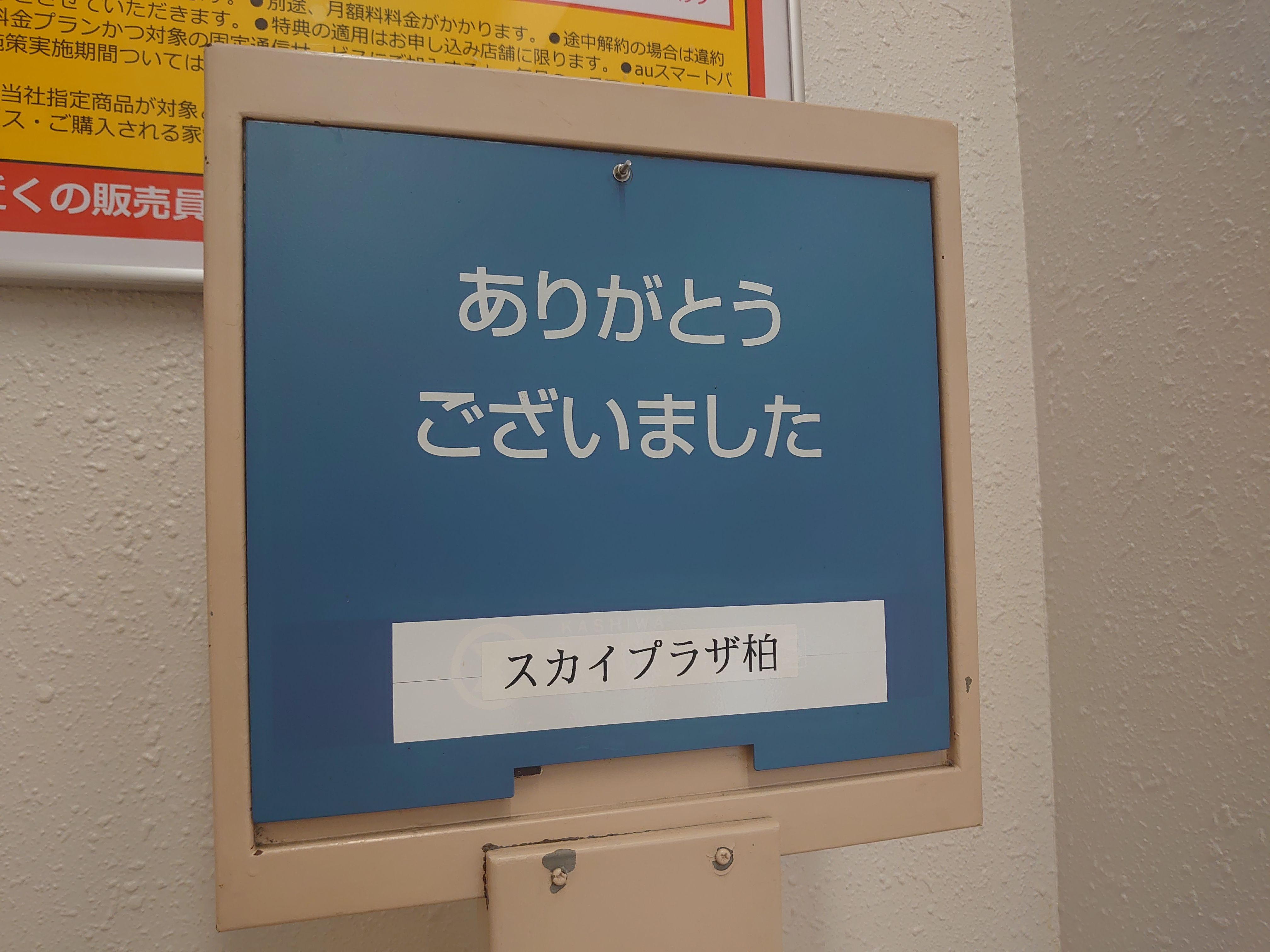
営業時間案内
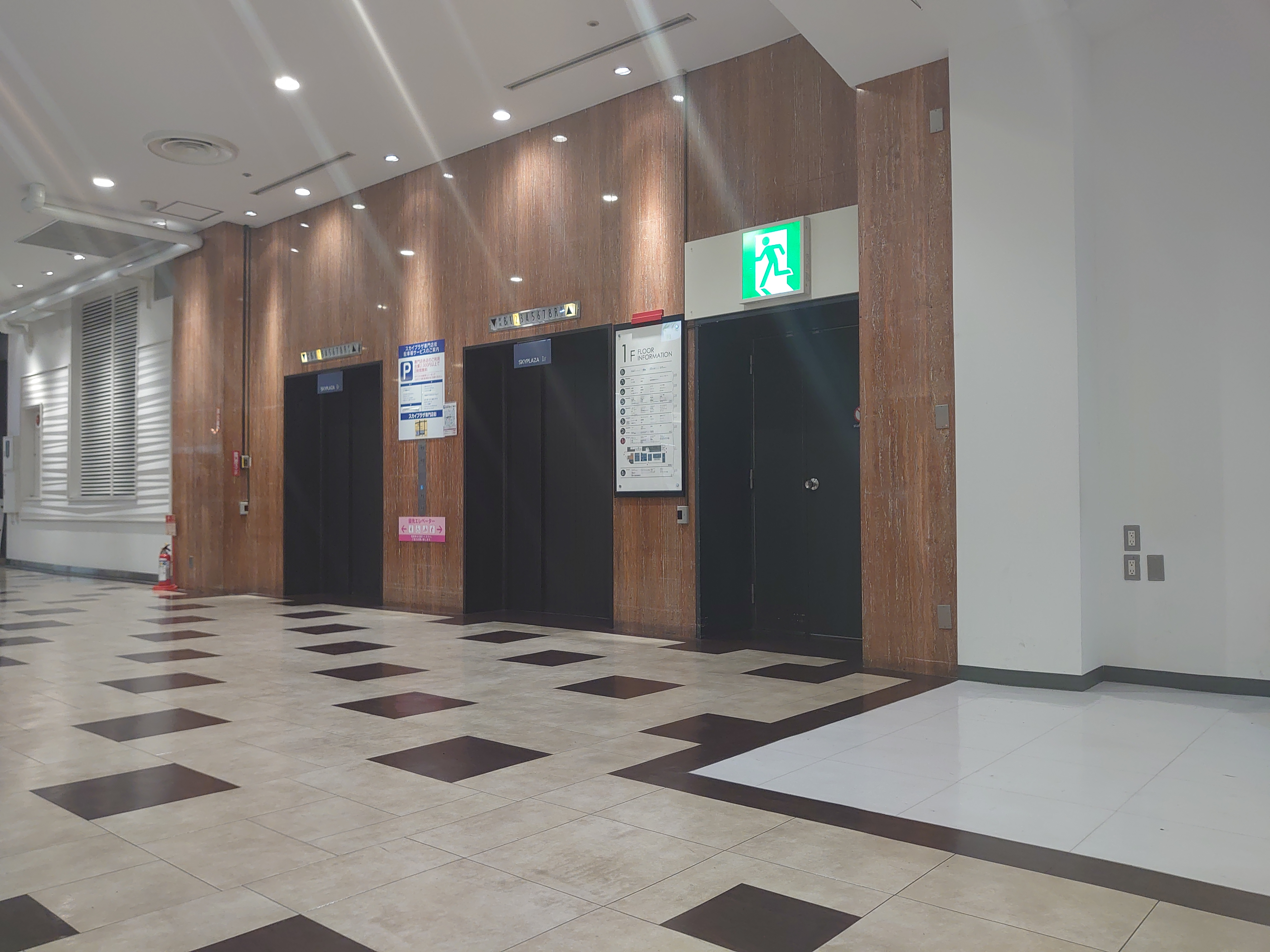
エレベーターホール
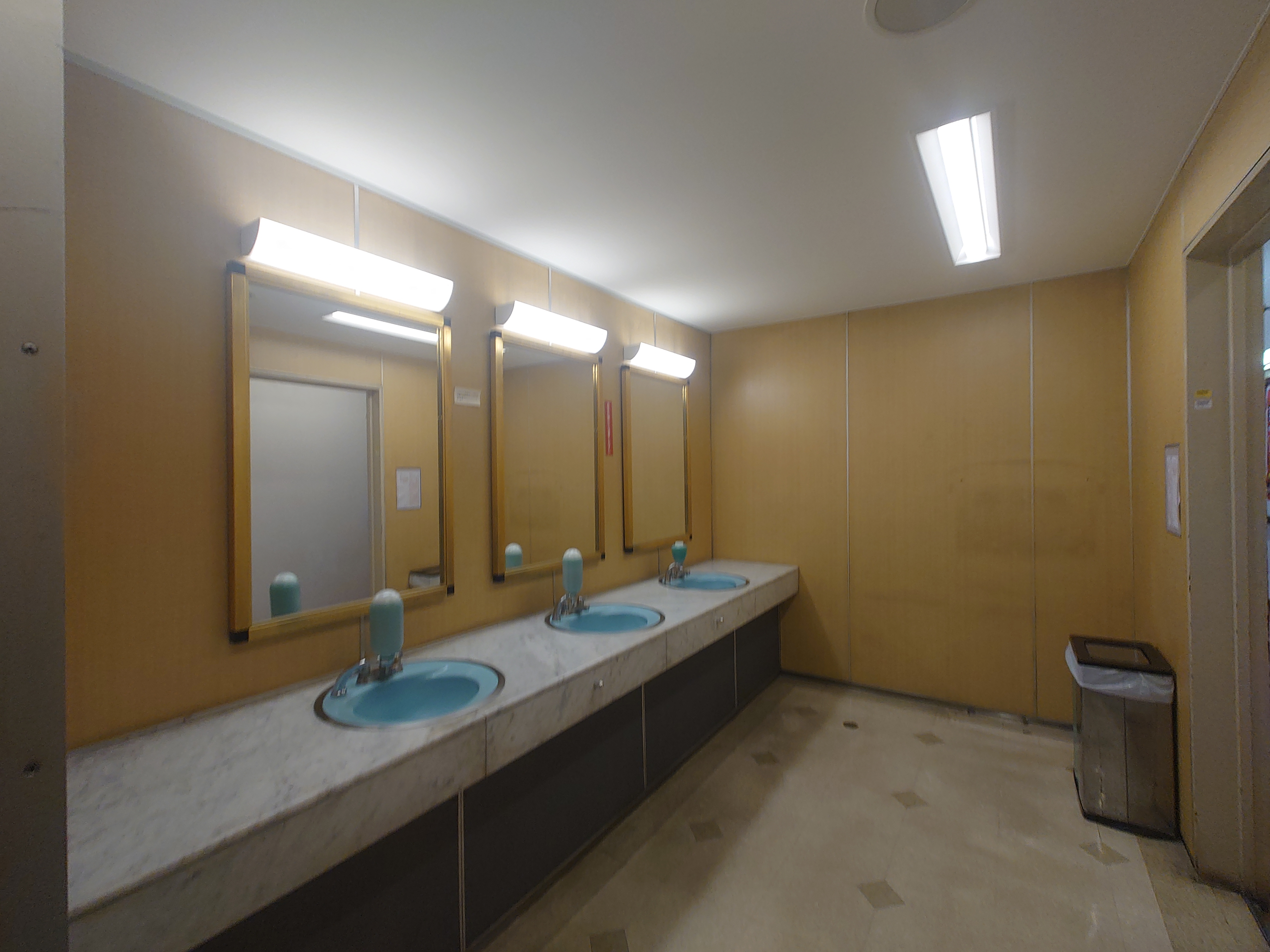
洗面台

### スカイプラザ専門店街
スカイプラザ専門店街はそごうとは別の扱いであり、そごう大宮店内にある「OSS24」と同様に元々そごうがあった場所の地権者によるテナントが主に入居して営業している。当時はファミリかしわと比較してスカイプラザのほうが賃料が高く設定されていたため、比較的財力の高い地権者がスカイプラザに入居し、それ以外はファミリかしわに入居し現在に至っている。

#### 経緯

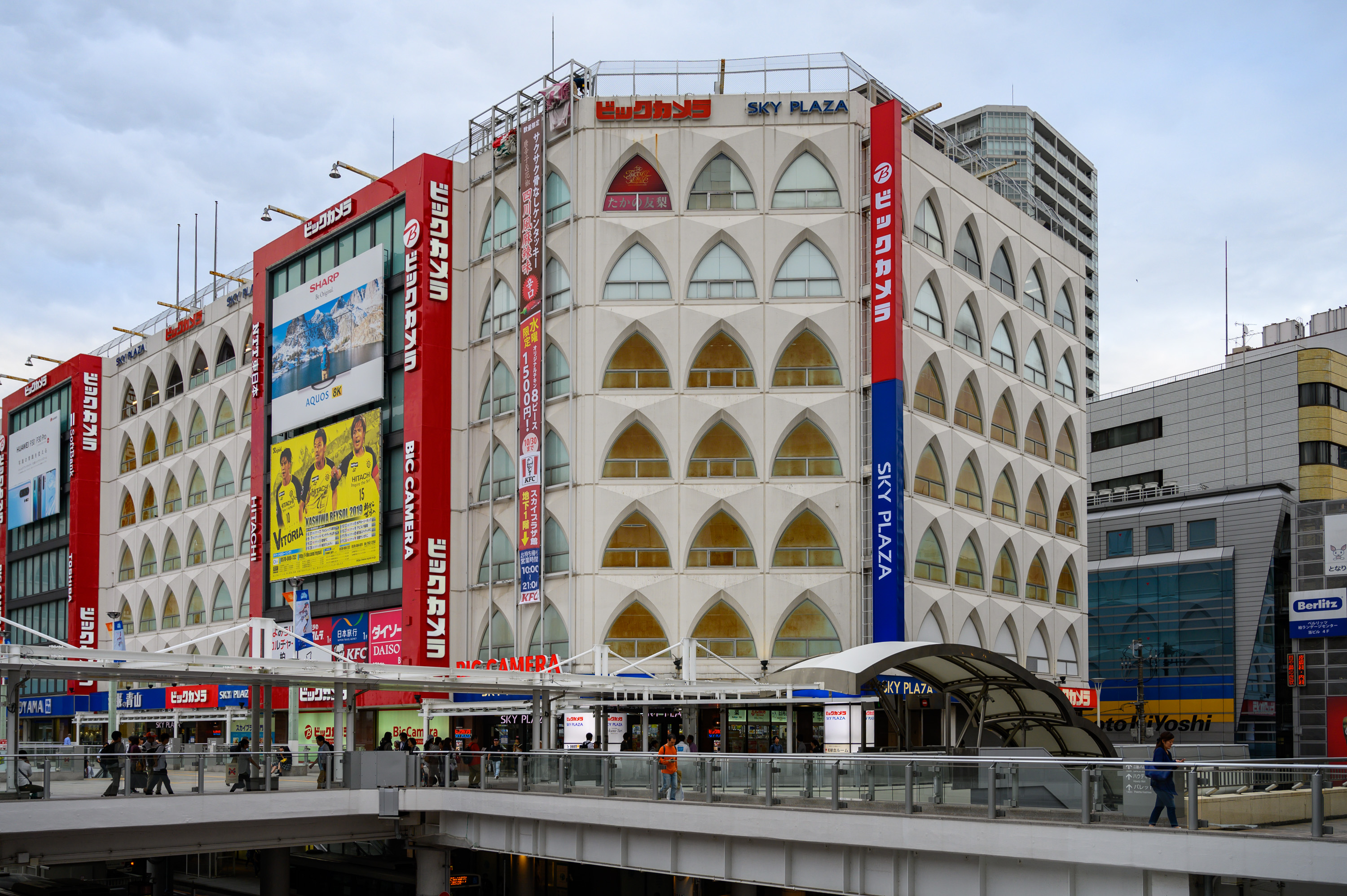
スカイプラザA棟（2019年10月）

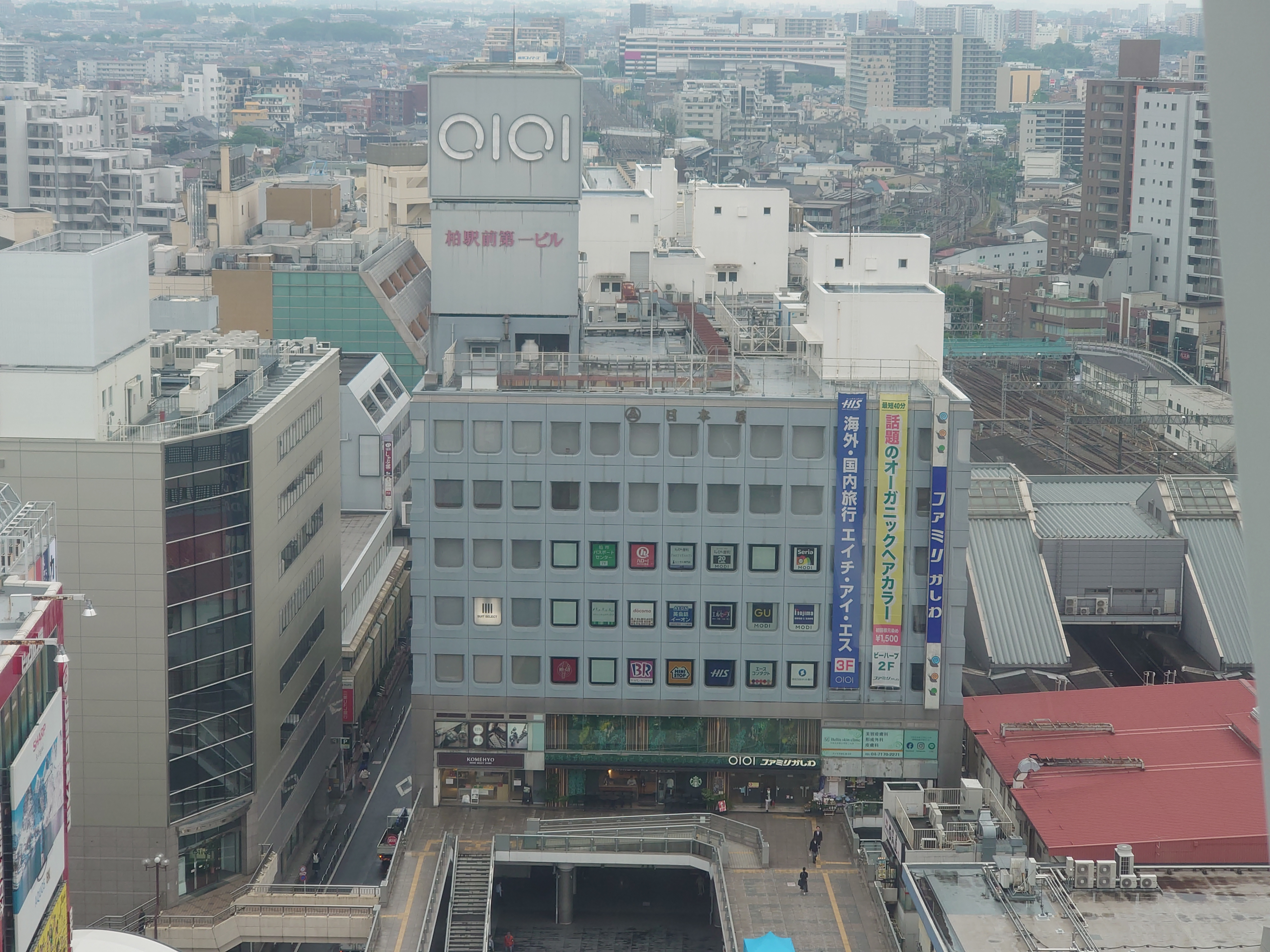
ファミリかしわ

前述のように同ビルの建設にあたっては都市再開発法に基づく権利変換により既存の商店その他を排斥しており、それら地権者に対して代替の床を提供する必要があった。前述した1984年（昭和59年）のそごうによるタワー館自社物件化以前はそごうが入居していた区画に関してもすべて地元権利者からそごうが賃借する形を取っており、これにより地権者はそごうに対して入店保証金、すなわち敷金の前払いを求めることができ、再開発区域から円滑に立ち退くことができた。
ところが、地元権利者の意向を優先した結果入店保証金（賃料を基準に決定される）が高額化、結果としてビル全体の賃料が上がることとなり、弱小権利者は窮地に立たされることとなった。そこで市は、代替地の原価払い下げ、24戸に及ぶ代替住宅の建設、そしてファミリかしわの格安な分譲によりこれを解決することとした。
| 階  | タワー館 (B棟) | 連絡     | プラザ館 (A棟) |
| --- | -------------- | -------- | -------------- |
| 14F | 221,200円      | -        | -              |
| 13F | (機械室)       | -        | -              |
| 12F | 164,900円      | -        | -              |
| 11F | 164,900円      | -        | -              |
| 10F | 170,900円      | -        | -              |
| 9F  | 173,600円      | 屋上通路 |                |
| 8F  | 177,200円      | 連絡通路 | 196,900円      |
| 7F  | 171,600円      | -        | 190,000円      |
| 6F  | 171,600円      | -        | 190,000円      |
| 5F  | 177,200円      | 連絡通路 | 196,900円      |
| 4F  | 171,600円      | -        | 190,000円      |
| 3F  | 191,800円      | -        | 215,900円      |
| 2F  | 235,000円      | 駅前広場 | 270,300円      |
| 1F  | 235,000円      | (地上)   | 270,300円      |
| B1F | 179,400円      | 連絡通路 | 201,100円      |
| B2F | 駐車場         | -        | (機械室)       |
| B3F | 駐車場         | -        | -              |

市は帯広市の事例を参考に、当時常磐線複々線化によって不要となっていた貨物用地の払い下げを国鉄に要請し、1968年（昭和43年）8月に「柏駅貨物跡地については、新設北柏貨物駅用地を、市が責任をもって現在価格で確保することを条件に、新貨物駅完成後、柏市に譲渡する」〔ママ〕旨の覚書を締結、柏市は1971年（昭和46年）3月29日に3,793m2を3億9,784万円で買収した。

当初は前述した都市開発公社を用い、市側で建設までを一貫して行った上で分譲する計画となっていたが、県の利子補給を受けるためなどから商業協同組合を組織しそこから建設する計画に変更され、伊藤喜三郎建築研究所と東急不動産設計監理部の連合により設計された8階建ての再開発ビルが建設された。また、旧日本屋ビル跡地 800m2を駅前広場とする旨地権者と合意し、噴水広場として整備された(現在は老朽化に伴い解体、ウッドデッキとなっている)。その後、銀行（安田信託銀行）による不動産評価額の2分の1という破格、借家権者にはさらに坪当たり8万円安い価格で分譲され、スカイプラザに入居できない、もしくは何らかの事情で入居しない地権者はこちらに権利変換されることとなった。
その他、旅館や医院、焼き鳥屋、ペットショップ2軒についてはスカイプラザやファミリかしわ内での営業が望ましくないとして、同じく常磐線複々線化によって不要となり国鉄から払い下げられた駅周辺の土地など910m2の用地を市が確保し、斡旋したことが記録されている。

#### 2000年代以降

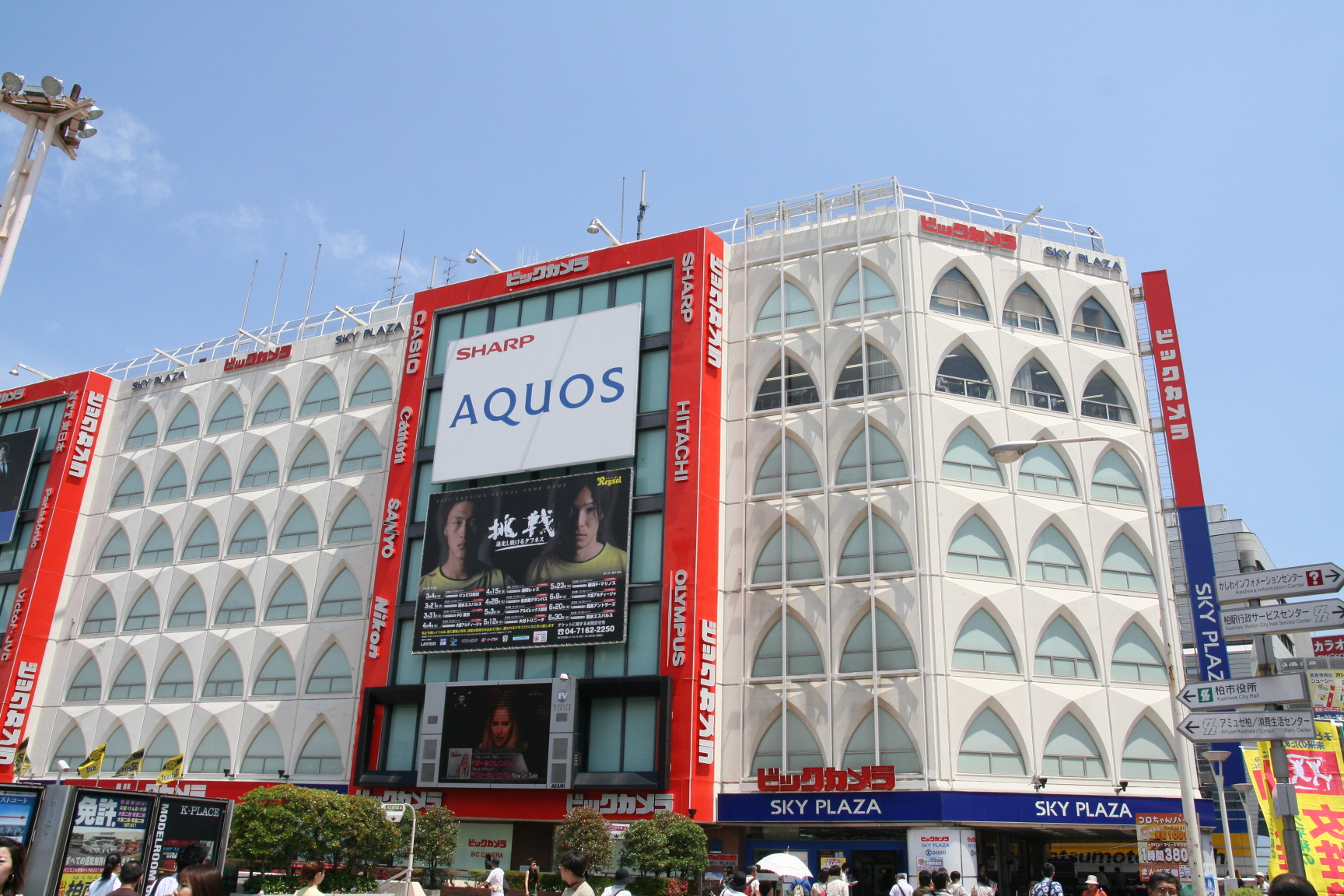
ビックカメラ開業

前述の2003年のそごうリニューアルに伴い、スカイプラザで空きができた場所は、2005年（平成17年）3月10日にビックカメラに継承され、ビックカメラ柏店となった。ビックカメラに関してはスカイプラザの一部としての扱いであり、4階から6階はそごうからスカイプラザに移管されたため、前述のそごうとしての売場面積縮小となった。
2015年（平成27年）3月にはスカイプラザもリニューアルが行われ、地権者テナントは基本的に1階に集約され、2階はビックカメラの携帯電話・スマートフォン売り場の拡大および洋服の青山が新規開業している。
前述の通り2016年9月30日をもってそごうは閉店したが、スカイプラザおよびビックカメラ・洋服の青山については、そごう柏店閉店後も営業を継続している。ただし、8階については「そごう専門店」としての扱いであるため、多くの店舗は市内の別の建物に移転し、ごく僅かだけ8階での営業を続けており、前述のように2017年10月からは「よみうりカルチャー柏」が移転、これによりスカイプラザとしては概ね地下1階から7階までの営業となっている。「そごう専門店」内の山野楽器・ほけんの窓口、本館の地下1階で営業していた「柏あき山」（とんかつ店）、1階で営業していたビアードパパの作りたて工房については、同年10月27日にオープンした柏モディに移転した。山野楽器は10月20日まで、ほけんの窓口は10月9日までとモディに移転する直前まで営業を継続していた。
そごう・西武の持ち分に関しては、そごう閉店後の2018年（平成30年）2月に三井不動産が取得しているが、2019年（平成31年）3月に大成建設へ売却された。

## 閉店後の跡地利用

### 旧本館

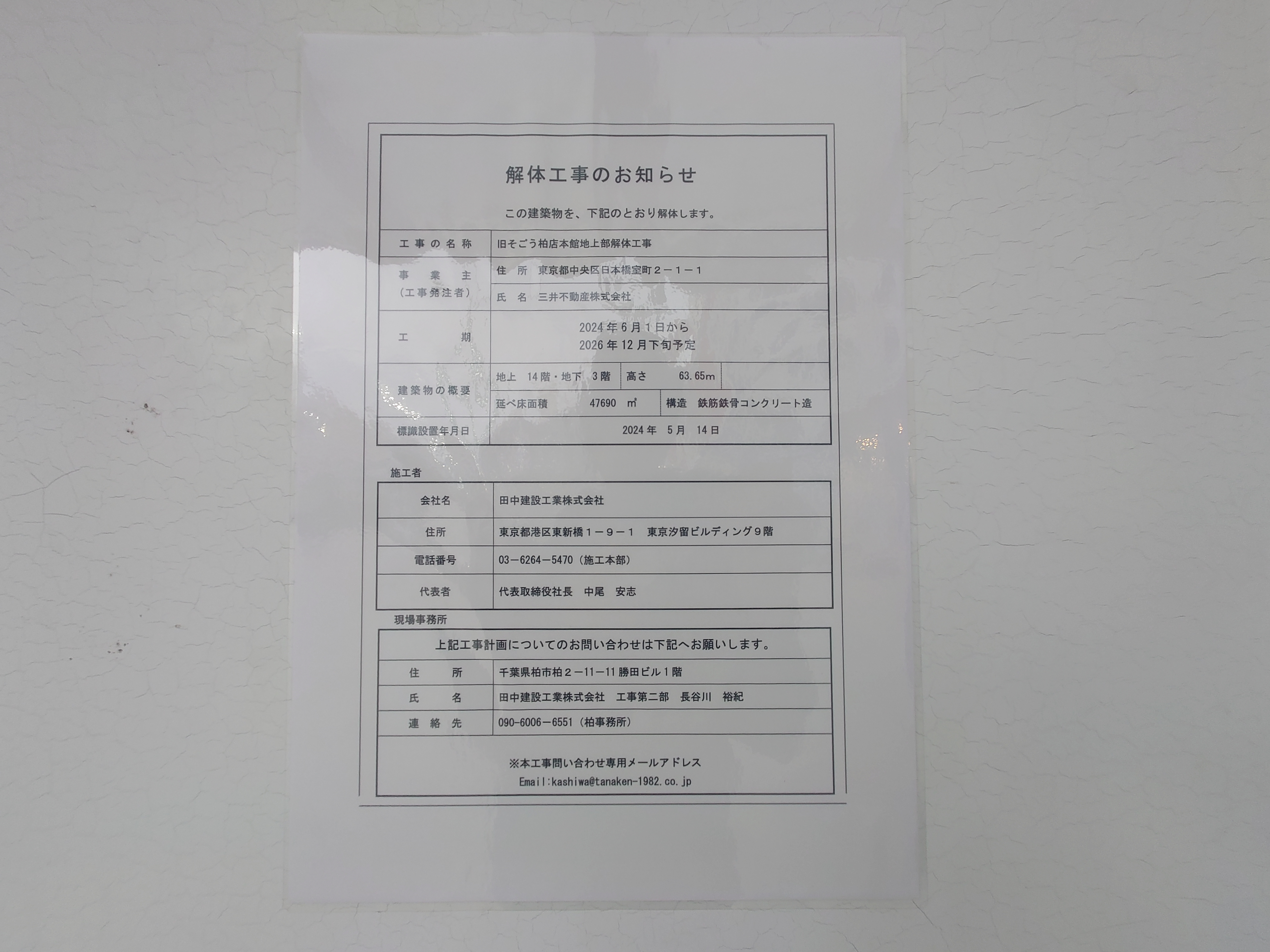
解体工事概要

閉店から4年近くに渡り放置状態だった本館跡地は、優先交渉権を有していた三井不動産が2020年11月までに全ての地権者との交渉を終了させ、購入することで所有権を得た。これにより、跡地利用に向けた動きが加速するものと見られていたが、2022年（令和4年）5月24日、施設所有者である三井不動産が解体を視野に市と協議していることが分かった。
2021年6月から8月にかけて、柏アーバンデザインセンターにより2階正面玄関前にブランコが設置された。
2024年2月20日、柏市は地権者である三井不動産から86億円で購入することを決定。約2年掛けて地権者が建物を解体し更地して2026年度中に柏市に引き渡す予定。柏市の太田和美市長は、閉店から数年間そのままの状態で放置され続け、景観やイメージの悪化、他の自治体のような「駅前タワマン」を避けるためと購入の意図を説明した。

### 旧アネックス館
2023年（令和5年）5月現在、全ての土地を地元の個人と企業が所有している。そごう・西武の持ち分であった建物の一部は既に三井不動産へ売却されている。2023年から2024年までに以下を設置予定
- 子ども・子育て支援複合施設
- 送迎保育ステーション
- 妊娠子育て相談センター
- こども図書スペース
- 乳幼児一時預かり
- 中高生世代の居場所

2024年（令和6年）3月18日、柏市子ども・子育て支援複合施設「TeToTe（てとて）」としてリニューアルオープンした。

### 第一駐車場
そごう・西武が土地・建物全てを保有していたため、地権者との交渉に難航していた旧本館とは対照的に迅速に交渉が成立し、2018年秋頃三井不動産へ売却された。その後は解体が行われ、タワーマンション「パークホームズ柏タワーレジデンス」が建設された。

## 沿革
- 1969年（昭和44年）
  - 3月 - 私法による駅前広場と駅周辺幹線道路の拡充を目指す第一次都市計画決定[19]
  - 5月30日 - 都市再開発法成立[25]
  - 夏頃 - そごうが仮設店舗の土地を買収、進出の意思表示[33]
  - 10月 - 柏市が都市再開発法に基づく再開発を計画[19]
- 1970年（昭和45年）
  - 1月24日 - 建設省より再開発事業採択の通知が発出[28]
  - 3月6日 - そごう誘致決定[264][265]
  - 3月10日 - そごうへ出店要請[34][30]
  - 3月13日 - そごうが受諾、進出決定[34][30]
  - 4月1日 - 柏駅東口市街地再開発事業施行[266]
  - 4月初旬 - そごうが出店計画を申請[30]
  - 5月9日 - 商協調が全会一致で承認[266][30]
  - 夏頃 - 仮設店舗「そごうフード」設置[3]
- 1971年（昭和46年）
  - 1月8日 - 建設省、第二次都市計画について高度利用地区指定、防火地域の変更、都市計画道路の変更を承認[267][50]
  - 1月22日 - 都市再開発法に基づく第二次都市計画決定[267][50][51][16]、柏駅東口市街地再開発事業決定[267]
  - 6月1日 - 株式会社柏そごう設立[3][43]
  - 8月2日 - 再開発ビルの基本設計完了、実施設計開始[53]
  - 8月31日 - 事業計画認可、決定広告[99][51]
- 1972年（昭和47年）
  - 2月 - 再開発ビルの実施設計完了[54]
  - 2月25日 - 施設建築物建築工事、大成建設によって落札[56][60][59]
  - 3月1日 - 大成建設受注について市議会承認[56][60][59]
  - 4月1日 - 建築工事着工[91][51]
- 1973年（昭和48年）
  - 8月 - 仮設店舗閉鎖[3]
  - 9月30日 - 施設建築物竣工、工事完了公告[56][51]
  - 10月6日 - スカイプラザ柏開所[56]
  - 10月10日 - そごうグループ第6号店として開業[3][2][5][36]
- 1978年（昭和53年）
  - 2月 - 黒字転換、地域売上1位[95]
- 1980年（昭和55年）
  - 2月 - 同期決算において通期黒字化[87]
- 1985年（昭和60年）
  - 2月 - 同期決算において累積損失を解消[87]
- 1987年（昭和62年）
  - 2月 - 売上高450億円、千葉そごうに続いて県内第2位[87]
- 1992年（平成4年）
  - 12月20日 - 2階正面口前に「世界の人形時計」設置、そごうグループ16号機
- 1993年（平成5年）
  - 5月 - 「アネックス館」竣工、地上6階地下2階[133]
- 2000年（平成12年）
  - 7月12日 - そごうグループ破綻
- 2003年（平成15年）
  - 2月 - 全館リニューアル実施
- 2016年（平成28年）
  - 3月8日 - 閉店発表
  - 9月30日 - 閉店

## その他
- 同じ建物内で、プロ野球の応援しているチームが異なっていた。
  - そごうでは、運営会社がそごう・西武となった関係上、埼玉西武ライオンズの応援・優勝セールを実施していた[注 23]。
  - ビックカメラでは、同じ千葉県内の船橋駅店同様に千葉ロッテマリーンズの応援・優勝セールを実施している[注 24]。西口の高島屋でも千葉ロッテマリーンズの応援・優勝セールを実施している。

- キノコホテルが2016年（平成28年）7月27日にリリースしたアルバム『マリアンヌの革命』[注 25]の中に、「回転レストランの悲劇」という楽曲があるが、これは前述の回転レストランからイメージして作られた曲である。同店の閉店によってそごうから回転レストランがなくなってしまうことを知り、閉店直前の2016年4月に、実際に回転レストランで食事をして作った曲である[269]。